# ルイーザ・メイ・オルコット
ルイーザ・メイ・オルコット（ルイザ、オールコットとの表記もあり、英: Louisa May Alcott [ˈɔːlkɒt, ˈɔːlkət]、1832年11月29日 - 1888年3月6日）は、アメリカの小説家。家庭小説・少女小説の作家として人気を誇り、高く評価され、『若草物語（Little Women）』（1868年）と第二部（1869年）、その続編（1871年、1886年）の著者として最もよく知られている 。大人向けの短編小説、扇情小説の作家でもある。
オルコットは、超絶主義者で教育者のエイモス・ブロンソン・オルコットとソーシャルワーカー（民生委員）のアビゲイル・メイ・オルコットの娘であり、現在のペンシルベニア州フィラデルフィアの一部であるジャーマンタウンに生まれた。一家は1844年にボストンへ移住し、そこで彼女の父は実験的な学校を設立した。
父は理想主義的な哲学の実践者・教育者であったが、家族に対して超然と接し、支配的であり、生活力がなく、経済的にも家庭を守っていたのは母だった。父の理想の追求は妻と娘たちの様々な犠牲の上に成り立っており、一家は父の挑戦と挫折に従い、また生活苦から転居を繰り返し（30年間で22回）、オルコットは経済的にも精神的にも不安定な境遇で育った。彼女は生涯、生活力皆無の父に代わって家族を支えるという強烈な決意と義務感を抱いており、若い頃から家計のために働きながら、執筆の仕事を試み続け、1860年代に作家として成功を収めるようになった。彼女はキャリアの早い段階で、A・M・バーナードなどのペンネームを使用し、その名でスリラー短編や、情熱と復讐に焦点を当てた大衆向けの扇情小説を書いていた。この事実は20世紀半ばまでほとんど知られていなかったが、現在では「素朴で真実味のある」小説や、彼女自身が「スリリングな小説」という意味で「スリラー小説」、「血と雷の物語」と呼んだ「ぞっとするような」物語を執筆するといった多彩なスタイルを持つ小説家だったことが分かっている。30冊以上の本、300篇を超える作品を残した。
1868年に発表された『若草物語』第一部は、南北戦争時代のアメリカ北部に暮らした4人姉妹、長女メグ、次女ジョー、三女ベス、四女エイミーの1年間を描いた物語で、マサチューセッツ州コンコードにあるオルコットと家族の家、オーチャード・ハウスを舞台にし、彼女の三人の姉妹、アンナ・オルコット・プラット、エリザベス・スウォール・オルコットとアビゲイル・メイ・オルコット・ニアーリカーとの子ども時代の経験に基づいている。第二部では、仕事や恋愛、結婚生活に奮闘する、若くして死去するベスを除く姉妹のその後を描いた。この小説は当時好評で、今でも子供から大人まで人気があり、150年以上にわたり非常に愛され続けている。舞台、映画、テレビに何度も上演され、映像化されている。
作家として成功したオルコットは一家の稼ぎ頭として家族を支え、『若草物語』の印税で家の借金を返し、両親の面倒をみ、夫を亡くした姉アンナの家族を支え、妹メイのヨーロッパ絵画留学の費用を捻出し、メイ亡き後は残された姪を引き取って育てた。
オルコットは「一生を父親への強い愛憎のなかで過ごしたといってもいいほどに父の存在が大きかった」と言われ、伝記作家たちは、オルコットの進歩的な考えと独立心が、先進的な理想を持つ父ブロンソンによって育まれたと考え、彼女の珍しい成功は父の影響によると考えてきた。近年では、母アッバの困難で献身的な結婚生活と自由への夢、母娘の関係性が、オルコットの知的・感情的世界の形成に大きな影響を与えたと注目されている。一家は奴隷制廃止運動に関わり、母は女性の権利の活動家であり、娘たちに自活の大切さを教えた。オルコットは奴隷制廃止論者、フェミニストであり、一生独身で通した。彼女は生涯を通じて、禁酒運動や女性参政権などの改革運動に積極的に取り組んだ。女性の権利と教育改革は、彼女の小説の主要なテーマであった。アメリカ文学史に埋もれていたが、フェミニストとしてのオルコット研究が進み、近年では、彼女の小説は女性の自立を描いたものであるという評価もされるようになった。現在では、19世紀中葉の文学の収穫期アメリカン・ルネッサンスの一員として位置付けられており、主に女性文学研究の枠組みで研究が進められている。
彼女は、父の死の2日後、1888年3月6日にボストンで亡くなった。
（以下、邦訳のない作品タイトルはすべて仮訳である。定まった日本語タイトルのない作品は、原題に近い訳を用いた。）

## 人生

### 両親
父は超絶主義者で教育者のエイモス・ブロンソン・オルコット、母はニューイングランドの由緒ある家柄出身のアビゲイル・メイ・オルコット（愛称アッバ）であり、ルイーザ・メイ・オルコットは四人姉妹の次女である。
父ブロンソンはコネチカット州ウォルコットで、ジョセフ・チャットフィールド・アルコックスとアンナ・ブロンソンの農家の夫婦の元に、8人きょうだいの長男として生まれた。さほどしっかりした教育を受けなかったが、読書が好きで、天の都市を目指すクリスチャンの旅を描くジョン・バニヤンの寓話物語『天路歴程』（原題：この世から来るべき世に向かう巡礼者の旅路―夢の中の物語）に決定的な影響を受け、生涯を通して繰り返し読み直して内面化し、生き方の指針にし、後には徳の重要さ、すばらしさを娘たちに伝えるためにいつも読んで聞かせた。13歳の時に学校に行ったが、他の生徒に行儀の素朴さをからかわれ、1か月で辞めている。その後、農業、時計製造、宗教的な小冊子の訪問販売など様々な仕事に就いたが、何よりも教師になりたいと思い、19歳の時、エイモス・ブロンソン・オルコットと名乗り（元々の姓はアルコックス）、南部で教師になろうとバージニア州ノーフォークに向かった。しかし、教師の職は見つからず、故郷に戻るのも嫌で、当時の多くのニューングランドの青年たちと同様に行商人になり、バージニア州とノースカロライナ州で5年間働いた。行商では、黒人奴隷を所有するプランテーションのオーナーの家や奴隷の宿舎に泊まることもあり、奴隷制の現実に身近に触れていたが、この時点では奴隷制反対にはならなかった。クェーカー教徒と接して「内なる光」の教義に影響を受け、それは神と直接対話するという彼の信念の萌芽となった。行商で最初は利益を出したが、すぐに借金を作り、行商の仕事は自分の魂を駄目にすると考え、帰郷した。1823年から1828年まで教師として働き、進歩的な教育法が注目を集め、彼に感銘を受けたユニテリアンで奴隷制度廃止論者の牧師サミュエル・J・メイが、ボストンのチャリティーの幼児学校に彼のポストを用意し、牧師の妹だったアッバと出会った。
アッバはニューイングランドの名家であるクインシー家とスウォール家の血を引いており、アッバの生家であるメイ家はアメリカ独立戦争でイギリス軍に抵抗した先祖の血を引く一族で、ボストンでは慈善活動と奴隷制廃止運動に熱心なことで知られていた。彼女は8人きょうだいの末っ子であり、一家は自分の周りの社会の改善と道徳的な行動に熱心な、信仰深い家庭であり、両親は愛情深い人たちだった。一家はアッバが生まれる前に、いくつかの困難に見舞われている。父のジョセフ・メイ大佐は、ビジネスパートナーが、ヤズーランド詐欺と呼ばれる有名な詐欺に多額の投資をしたため破産し、これにより、二度と物質的富を求めないことを決意し、投資の機会があっても拒否し、家族はつつましく暮らし、アッバは勉強、教育、執筆に熱心な、敬虔なユニテリアンに育った。ジョセフは慈善事業によりボストンで立派な人物として名を知られており、富の追求が精神の幸福に有害だと考え、強い改革と慈善の精神をアッバに教えた。
このような経済状況の変化は、『若草物語』でマーチ家の姉妹も経験したことであり、『若草物語』と同じく、アッバは裕福だった時代の父を知らないが、上の兄姉は覚えていた。ジョセフは、義務を重んじ物質主義を軽蔑することで、この変化に対処しており、妻のドロシー・スウォール・メイ（セイラム魔女裁判の裁判長サミュエル・スウォールの曾孫）の裕福な実家が、彼の理想を支えた。ドロシーは、アメリカ合衆国建国の父達の一人である政治家ジョン・ハンコックの妻のドロシー・クインシーがおば（アッバにとっては大おば）で、大統領夫人のアビゲイル・アダムズが従姉妹というボストンの伝統的な上流階級（ボストン・バラモン）出身だった（ドロシー・クインシーはオルコットが生まれる前に死去しており、面識はないが、『若草物語』のマーチおばのモデルと言われる）。また、アッバが生まれる前に5人を赤ん坊のうちに亡くしており、アッバが幼児だったころに、6歳の兄が事故で死去している。この事件は一家に大きな影響を与え、アッバは四人姉妹と兄のサミュエル・J・メイと共に成長した。このメイ家の5人は、『若草物語』の姉妹とローリーのインスピレーションになった。
母ドロシーは、アッバと興味を共有し、彼女の改革への情熱を支えた。ドロシーは、女性は男性より知的に劣ると一般的に信じられていた当時に、やや進歩的な考えを持っており、娘には「男性の伴侶としてふさわしい教育」を受けてほしいと考えていた。ドロシーが娘に望む教育レベルは穏当なものだったが、アッバは家庭での教育のレベルを超えた学問を望んでおり、メイ家の子孫で伝記作家のイブ・ラプラントによれば、アッバは兄のサミュエルのような体験に憧れ、結婚を望んでおらず、歴史や文学を読み、ラテン語やギリシャ語を学び、兄がそうあれと望まれたように、自分の頭を使って世の中を良くしたいと願っていた。アッバは病弱で、病気によって教育を中断されることが多かったが、両親は10代の彼女に家庭教師をつけて「甘やかし」、進学したサミュエルは、アッバに彼が持っている本を読み、自分で考えるよう励まし、文通でジョン・ロックや人文科学について議論した。姉のルイーザも、手紙でアッバに文法や作文の指導を行っていた。
アッバが17歳の頃、両親は夫を見つけようとしていたが、彼女自身は教師になろうと方法を模索しており、いとこからの求婚が取り下げられ（破談の理由は相手の不実）家庭内の緊張が高まると、一家の友人と共に勉強するために家を出て、父がもう結婚相手を紹介しないと約束するまで帰ってこなかった。姉のルイーザと実家で学校を開く計画を立てていたが、1821年にルイーザがプロポーズを受けたことで、この計画は頓挫し、さらに、姉が甥と幼い姪を残して死去し、アッバが世話をする必要があったため、教育者になるという夢は事実上終わってしまった。
情熱的で寛大な心を持ち、世の不公平に敏感だったアッバは、ブロンソンに出会った時27歳で、当時としてはかなり適齢期を過ぎていた。革新的な思想を持った背の高いハンサムな青年だったブロンソンに魅了され、助手の職に応募し、彼と婚約し、彼と恋人であるだけでなく、彼の生徒であり仲間であることを喜んだ。サミュエル・J・メイはブロンソンについて、「今まで出会った男性で、これほどすぐに心を奪われたことはなかった。彼は生まれながらの賢者か聖人のように思えた」と述べており、ブロンソンは、彼に会ったほとんどの人から、同じような反応を得ている。非常に強い魅力を持つ人物だった。
メイ家の面々は、家族を養うという考えがほとんどないブロンソンとアッバの結婚を危ぶんだが、アッバが押し切る形で1830年に結婚した。ブロンソンは彼の生来の宗教であるカルヴァン主義から離れ、メイ家のユニテリアンの教えに魅了され、またアッバとメイ家の影響で奴隷制廃止運動に積極的に参加するようになった。
ブロンソンはボストンで、ラルフ・ウォルド・エマーソンとヘンリー・デイヴィッド・ソローととも超絶クラブを創設した。19世紀半ばのニューイングランドの知識人たちは、超絶クラブを端緒に始まった哲学の潮流、“個人”を絶対的に尊重し、自己修養や普遍的な兄弟愛を信じ、自然との融合を目指す超絶主義に魅了されていた。エマーソンはブロンソンを常に支持し、オルコット家がお金に困ると経済的支援を行っており、その寄付が一家の家計を支える唯一の手段であったことも少なくない。
ブロンソンは、超絶主義とスイスの教育改革者ヨハン・ペスタロッチの理論を組み合わせ、無政府主義、菜食主義、不淫、霊性といった系統を含む奇妙な哲学を作り上げた。彼はエマーソンの親しい友人であり、理想を追い求める教育者で、詰め込み教育や学校内における体罰に反対しており、子供たちの学ぶ意欲を引き出す教育を目指していたが、経済的なことには疎く、学校経営はうまくいかなかった。
ブロンソンは、宗教的宇宙観により理想生活を追求する超絶主義の実行者であり、生きるのに必要な金銭に頓着せず、どれほど非現実的でも妥協を許さず、理想に生きる浮世離れした人生観を持っていた。食べるために生き物を殺してはならないとし、社会制度を人間の真の善を堕落させるものと見なし、金銭や商売は卑劣なものと考え、必要以上に金銭を蓄えてはならないとし、産業の仕事は魂を殺すものだと考えた。奴隷制は罪であると考えたが、さらにほかの動物の労働力を搾取することも罪であるとみなした。
オルコット一家は南北戦争前のヒッピーであると表現することもでき、1960年代のカウンターカルチャーと同様に、東洋の精神性、ホメオパシー、代替的なライフスタイル、人種、性別によらない社会的な平等に関心があった。ブロンソンは理想化された過激な奴隷制廃止論であったが、人種差別主義者でもあり、その思想は矛盾を孕んでいた。
ブロンソンはすべての人間は同胞であるため平等に働いて分かち合うべきであると考え、どんな人間の助けも拒まなかった。よって一家は、現実離れしたライフスタイルを実践し、総出で助けを求める人に奉仕することになり、筆舌に尽くしがたい苦労と困窮を味わうこととなった。オルコット家は文字通りパンと水だけで生きることもあったが、ブロンソンはその現実を無視することができ、生活費を稼がないことも、他人に借金をすることも、妻子が苦労することも、あまり気にならなかった。また彼は自分が罪を犯したことは一度もないと話しており、現代の研究者のひとりは、彼は自分の気まぐれの思いつきと神の啓示を混同していたと指摘している。

### 幼少期～若年期

#### オルコット生誕（ジャーマンタウン）

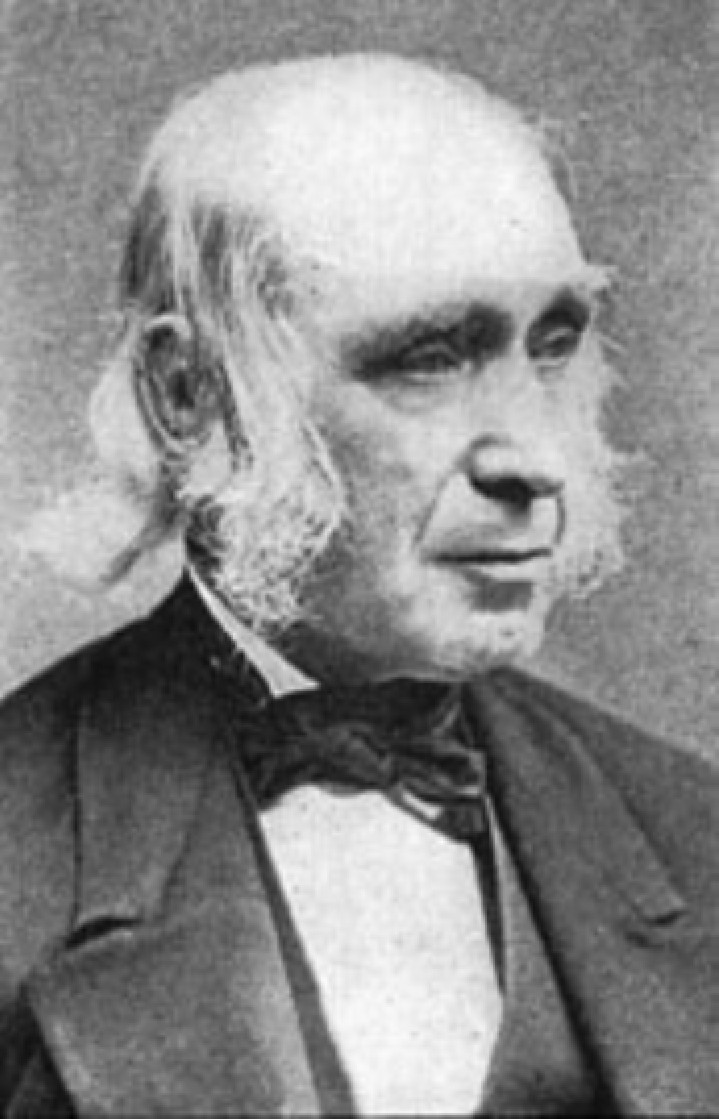
エイモス・ブロンソン・オルコット

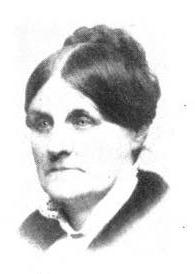
アビゲイル・メイ・オルコット

ブロンソンは、彼の幼児教育に関する冊子に感銘を受けた裕福なクェーカー教徒の招きで、1830年に進歩的な私立学校を設立するためにペンシルベニア州ジャーマンタウン(現在はフィラデルフィアの一部)に引っ越した。1831年に長女アンナ・ブロンソン・オルコットが、1832年11月29日、父の33歳の誕生日にルイーザ・メイ・オルコットが生まれた。ブロンソンは、娘たちの内面が道徳的な善に向かうのを期待したが、アンナは妹を殴り、オルコットは癇癪を起こすという現実に辟易し、うるさい娘たちから逃れるために家を離れて部屋を借り、より静かな場所で人間の本性について研究するようになった。この時、アッバは流産して死にかけている。
ブロンソンは、アッバの育児を非体系的と考えて、育児から締め出し（この時のアッバは、精神的におかしくなっていた可能性もあるという）、オルコットが1歳半から2歳までの4か月間、子育てを行った。娘たちに超然と冷たく接した後のブロンソンと異なり、毎朝娘たちを風呂に入れ、オルコットが好きな運動遊びを何日も一緒に行い、夜には裸で部屋の中をはしゃぎまわってから寝かしつけるという、非常に親密な関係で、ブロンソンはオルコットについてだけでも300ページ以上の日記を書いている。重要で多感な時期の、魅力的な父との親しく楽しい日々は、オルコットとアンナの父への強い愛情の土台となったようである。
ジャーマンタウンの学校がパトロンの死で頓挫し、またアッバが流産したことで、家族は1834年にニューイングランドのボストンに戻った。

#### テンプルスクール（ボストン）
1835年にボストンでブロンソンは、革新的な教育家であるエリザベス・パーマー・ピーボディの援助で、一般にテンプルスクールとして知られる人間文化学校を創設し、規律と相互を尊重する空気の中で開放性と自己表現を重んじ、子供の内なる神性を目覚めさせる教育を行おうとした。1835年に三女が生まれ、後援者の名前から三女の名前はエリザベス・パーマーとなった（愛称リジー）。エリザベスが生まれるまでに、ブロンソンの興味は、娘たちの日常の活動を記録することから、魂を探求することへと移行していた。
オルコットはこの学校に通い、教育を受けている。ディベート風の「会話」という生徒が考えて答える授業があり、現在でもその先進性を賞賛する人のある教育法だが、これは「知性」ではなく「徳性」の育成を目的とするもので、生徒が出した様々な答えのうち、ブロンソンの考えに合った答えを正しいと認めるもので、質問や自由な会話は禁止されていた。協働者のピーボディは、この教育法が一見生徒が考えているように見えて、教師に暗に操られ、教師が求める答えを探しているだけという問題を懸念しており、吉田のぶ子は彼の教育法に洗脳的側面があるという見解を示している。この頃はブロンソンが忙しく、娘たちは母アッバとの結びつきが強かった。
医師の娘であったピーボディは、ブロンソンの、体の病気は悪い行いの結果だとか、医師はお金のために世間を食い物にしているといった考えに同意できず、学校を去り（この決別で、娘のエリザベスの名前から「パーマー」というミドルネームが外された）、後任としてマーガレット・フラーが助手となっている。
テンプルスクールでの先進的な試みは賞賛されたが、その栄光は短命でだった。独自の宗教教育を行ったが、教会がタブーとする「マリアの出産」に触れる性的な内容が含まれるようになり、ブロンソンはピーボディの忠告に反してその教えを1836年末に出版し、新聞や多くの説教壇で非難の嵐が吹き荒れ批判された。（同時期に金融恐慌が起こっている。）本来宗教を拠り所とする徳育を行うのは家庭と各宗派の教会であり、ブロンソンの自分の宗教観に基づいた徳育は保護者にとっては越権と感じられた。怒った父兄が学校に押し寄せ、ブロンソンの首を絞め校舎を焼き払おうとし、5歳のオルコットはこぶしを振り上げて懸命に暴徒を追い払おうとしたという。同時期にオルコット夫妻は、奴隷制廃止運動に参加し始めたばかりの女性社会学者のハリエット・マルティノーとトラブルになって学校についての激しい批判を受け、これによりほとんどの裕福な生徒が退学し、黒人の少女を入学させたことが決定打となり学校は終焉した。
1840年に四女アビゲイル・メイ（以下メイ）が生まれたが、上の3人と異なり、父親の綿密な監督なしに育った。

#### ホスマーコテージ（コンコード）
1840年に、学校経営に失敗したオルコット一家は、マサチューセッツ州コンコードのコンコード川沿いにある広さ2エーカーの土地に建つ小屋に移り住んだ。彼らが借りたホスマーコテージで過ごした3年間は、のどかなものだったといわれる。
「一生のうちで最も幸せな時期」だったとしており、走ることが好きだったオルコットは、森の中を駆け回り、エマーソンの子供たちと遊んだ。本では知ることができないことを自然から学び、自然の美しさに「聖なるものを感じる」体験をした。長い散歩やランニングをしていることを日記に頻繁に書いており、のちに彼女は、若い女性の読者にも走ることを奨励することによって、ジェンダーに関する一般的な社会的規範に挑戦した。
1841年にアッバの父が亡くなったが、オルコット家の債権者の申し立てがあり、そのわずかな遺産を手に入れることはできなかった。失敗した学校の借金が膨らんで貧困状態となり、ブロンソンは深く落胆し、アッバは夫の哲学に幻滅していた。アッバはのちに、「私にとっては、あなたの哲学や理論よりも、あなたの人生の方が大切だったのです」と書いている。ブロンソンはアッバと金銭的な苦労を分かち合うことがなく、超絶主義の雑誌「ザ・ダイアル」に寄稿することに熱中した。

#### フルートランズ

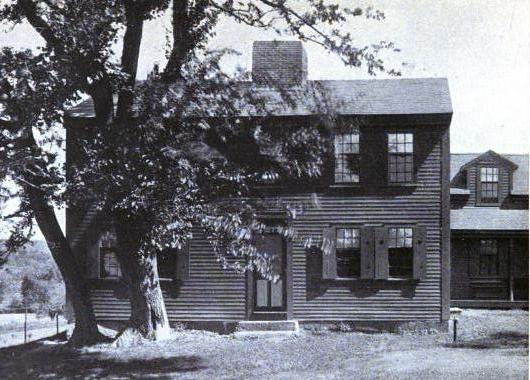
フルートランズのメインの建物

1842年にブロンソンは、失意の彼に成功体験を与えたいと考えたエマーソンの援助で渡英し（家族にはほとんど予告のない出発だった）、テンプルスクールを真似て作られた「オルコット・ハウス」を見学し、彼の支持者のグループに会って自信を深め、弟子の神秘思想主義者チャールズ・レーンを伴って帰国し、家族と合流した。1843年、父ブロンソンはエマーソンを理事に、レーンを後援に、アッバの兄の資金援助を受けて、自らの「新しいエデン」であるユートピア的農業共同体フルートランズ（Fruitlands、フルーツランド）を設立した。この時期アメリカ東部を中心に、同様の理想主義的共同体がいくつも建設されたが、理想と現実の落差に打ちのめされて次々消滅した。
オルコット一家は、他の6人のコミュニティ参加者の家族と一緒に移り住んだ。ブロンソンは家族の枠を広げることで、互いの精神を高尚にする助けになると考えていた。イギリスで新規メンバーを探すための旅行は、エマーソンの資金提供に頼っており、農場経営の資金はレーンが負担した。自給自足を目指し、市場や金銭との接触を可能な限り断つことを目指していたが、農園の名前と裏腹に土地は痩せており果樹は少なく、農業の経験者はメンバーの中に1人しかおらず、無計画に始まったそのコミュニティは悲惨な結果に終わり、1843年から1844年の短い期間で解散した。
ブロンソンは肉食やセックスを避けることでエデンの園を再現できると考え、フルートランズでは、菜食を推奨し、彼らは肉、魚、牛乳、卵、バター、チーズを食べず、食事は全粒粉パン（ブロンソン自身が作ったもの）、果物、野菜、そして冷水に限られていた。ブロンソンは宇宙を階層的に考える傾向があり、人間だけでなく、野菜でさえも道徳的に中立なものはないと考えており、そうした思想が彼の厳格な菜食主義を支えている。彼らは調理で野菜の「生命の力」が失われると考え、生食を実践した。綿と砂糖は奴隷労働の産物であり、羊毛は羊を、絹は蚕を、革は牛を、蜂蜜は蜜蜂を犠牲にしているとして拒否し、甘いものはなかった。また、肥料を使った農作物などを「汚染物質」と考え肥料の使用を拒み、当時農業に必要だった動物労働を否定し、牛の助けを借りずに人力で畑を耕した。多くの本を所有していたが、動物製品に由来するランプやろうそくを使用できないため、夜に読書することはできなかった。アルコール、カフェイン、温水、セックスなどを刺激物とみなして拒否し、体を浄化しようとし、道徳的に生き、いかなる形の搾取も避けることによって精神を浄化しようと考えた。
清らかな農業の実践と哲学的な議論により、より深い魂の目覚めをもたらす理想の生活は、非現実的であり、柱となるリーダーも欠けており、すぐに問題だらけとなった。食べ物も足りず、不健康な生活の中、アッバは娘たちを空腹や寒さから守るためにたびたび違反行為をしたため、レーンは「彼女特有の母性愛が他のすべてを見えなくしている」と考え、アッバの精神性の欠如を批判した。レーンとブロンソンは、家族を否定する独身主義について真剣に考えており、レーンは近くのシェーカー教徒の共同体のように家族を理想の生活から切り離すべきと主張し、アッバが共同体全体よりも家族への愛情を優先させていると非難し、アッバは悩むブロンソンに強く意見し、ブロンソンとレーン、アッバの人間関係は悪化した。また、アッバはブロンソンとレーンの同性愛関係を疑っていたようである。
ブロンソンは娘たちに日記をつけることを教育の手段として奨励しており、家族は互いの日記を読み、書き込む習慣であった。フルートランズでも教育としての日記は推奨されており、オルコットはしきりに「いらいらした感情」と、両親の理想に達しない駄目な自分に対する自己嫌悪を書いており、また疲れ切った母親を鋭く観察している。チャールズ・レーンがほとんどの勉強を見ていたが、オルコットはそれを苦痛に思っていた。まだ思春期前の10歳の少女だったオルコットは、父の理想郷建設の中で、飢えや息苦しい規則に絶えず苦しめられ、経済的逼迫、両親の不和、家族崩壊の危機的状況を体験した。姉アンナとオルコットは、母の苦労、父がうまくいかない共同体にかかりきりで他を顧みないこと、小さな家で他人と暮らす不便さなどに心を痛め、父がいなくなってしまうのではないかと心配し、「前の夜に父と母とアンナと私は長い話をしました。私はとても不幸でした、そして私たちは皆泣きました。私は神様に、私たちみんなを一緒にいさせてくださるように祈りました。」と日記に書いている。
労働の割り当ては公平なものではなく、ブロンソンとレーンは新しいメンバーを勧誘するために各地を駆け回り、他のメンバー、特に恒常的な唯一の女性メンバーであったアッバに重労働を任せ、農耕のほとんどは彼女が行い、他人ばかりのコミュニティに残され「ガレー船の奴隷のように」働きづめた。ブロンソンとレーン達は精神的リーダーとして思索にふけり、収穫シーズンに講演旅行に出かけ、コミュニティのメンバーはブロンソンが旅行と哲学に多くの時間を費やし、農業に十分時間を使っていないことに不満を抱いた。アッバは、女性メンバーの一人がルールを破って追放されコミュニティ唯一の大人の女性になると、すべての女性の労働を背負うことになり、訪問者の「ここには労役を担う動物はいないのですか？」という質問に「ただ一人女がおります」と忌々しそうに答えている。アッバはただ一人の女性労働者として寒さや飢え、身体的痛みに苦しみ、それを娘たちに訴えた。彼女の怒り、傷、絶望は深く、日記に「女として、母としての権利を侵害されたのだ。実用的な哲学を一日でも教えてほしい。それは100年の思索の価値がある」「この生活が、わたしの心まで奪い取らないことを望みたい」と書いていた。
組合のストで野菜の出荷が止まり、家計の苦しさを痛感することもあった。冬が近づくにつれ、食料も薪も少なく、リネンの薄い服ではとてもやっていけないことが明白になった。母アッバは真冬になると兄の助けで近くの農家を借りて娘たちと避難し、父ブロンソンは一人フルートランズに残されたが、数週間後に妻の説得に応じ、家族に合流した。アッバは友人に、「オルコットさんが元気に帰ってきて、レーンさんと彼が決して真に結ばれていなかったと確信し、私は大きな満足を覚えています。」と書き送っている。
エマーソンは冷たく、「彼らの教義自体は精神的だが、彼らは結局いつも私たちに、『たくさんの土地とお金をください』と言うだけで終わる。」と書いている。アッバはこの時だけでなく、何度か娘たちを連れて出ていくことがあり、その度にブロンソンはアッバを説き伏せ、連れ戻した。
オルコットは現実的な人間だったため、超絶主義の浮世離れした高尚さを目指す哲学を完全に支持することはなかったが、超絶主義者たちの自立と個性を重視する考え方には影響を受けた。また、フルートランズでの苦しい経験、耐え忍びあくまで父を立てる母の姿が、母の重荷を軽くし喜びを与えたい、家族を豊かにしたいというオルコットの激しい野心に火をつけた。オルコットは子供のころ、「私がお金持ちで、いい子で、そして今日一日みんな幸せな家族だったらいいのに（"I wish I was rich, I was good, and we were all a happy family this day."）」と日記に書いており、貧困から抜け出そうと駆り立てられていた。ブロンソンはフルートランズの事業を通じて、彼の第一の道徳信条である自己否定（欲望する自己の放棄・利他的な禁欲）の哲学を、「金銭は無意味でなくてもいいものだ」ということを子供たちに教えようとしたが、むしろオルコットに貧困を嫌悪させることになった。
11歳のオルコットに、母アッバは「わたしはあなたが、こんなに良く働く娘になるであろうとは思いましたし、またわたしは、からだが弱くて、あなたをかわいがるお母さんにはなれるけれど、毎日のパンは、あなたに稼いでもらうことになろうとも思っていました」と語っていた。のちに父への手紙で、作家としての目標は「オルコット家に生まれながらも自分を養うことができる」と証明することだと書いている。オルコットは自分の成功で家族を救おうと誓ったが、エレイン・ショウォールターはこれを「ファウスト的な誓い」と表現している。

#### ヒルサイド（コンコード）

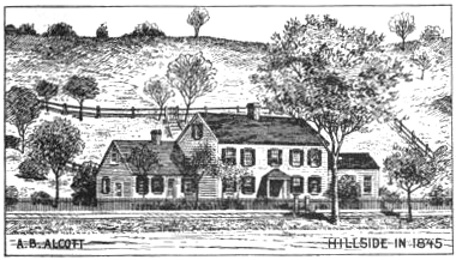
ヒルサイド

フルートランズが崩壊した後は賃貸部屋に移り、娘たちはまた学校に通うようになった。アッバは家族を養うためにお金を稼ぐことを考えたが、ブロンソンは精神的な向上発達だけに価値があると考え、肉体労働は堕落だと考えていた。ブロンソンは超絶主義者たちの共同体の夢を捨てていなかったが、参加者を集めることができず、理想的な共同体があれば参加したいと考えていたが、希望に合うものは見つけられなかった。その後母アッバの父の遺産1,000ドルの相続がようやく可能になり、エマーソンからの500ドルの財政的支援を受けて、コンコードの家屋と土地を購入した。一家は1845年4月1日に「ヒルサイド」と名付けた家に引っ越した（これは1852年にナサニエル・ホーソーンに売却され、ホーソーンは家を｢ウェイサイド｣と改名している）。エマーソンは、道を挟んだ向かい側の特に肥沃な8エーカーの土地を購入し、彼らに貸与した。ヒルサイドの家で、他人との距離が近すぎる生活から解放され、快適な家族生活ができるようになった。
フルートランズの失敗で打ちのめされていた45歳のブロンソンは、ここで快復していったが、家族を養う役割は完全に放棄してしまった。彼は、家族のために畑を耕し、肉体労働に励むことで、この数か月の落ち込みから逃れたことに感謝し、ウォールデン池の有名な小屋を頻繁に訪れ、自然主義者ヘンリー・デイビッド・ソローと永遠の友情をはぐくんだ。
近くにエマーソン一家と、超絶主義の詩人ウィリアム・エラリー・チャニング一家が住んでおり、親しく交流した。アッバと姉妹たちはここで生き生きと活動し、オルコットはここで初めて自分の部屋を手に入れ、エマーソンから書斎の本を読むことを許され、すばらしい文学と歴史の本を読み漁った。マーガレット・フラーがエマーソンにゲーテを薦め、エマーソンはオルコットにゲーテを紹介した。15歳の時に、50代のゲーテと彼を崇拝する10代のベッティーナ・フォン・アルニムの書簡集『ゲーテと子供の書簡集』を読み、オルコットはゲッティーナの情熱に感動した。その5年後にエマーソンから『ヴィルヘルム・マイスターの修業時代』を贈られ、ゲーテに傾倒するようになった。また、シェイクスピア、コールリッジの作品に親しみ、詩作や物語作りに熱中し、文章力を磨いた。オルコットはセンチメンタルな年頃で、隣家のラルフ・ウォルド・エマーソンを自分にとってのゲーテと考えて憧れ、年若い恋人になる空想をし、渡すことのない手紙を書いていた。
オルコットはアンナと共に、14歳の冬にアンナと共にコンコードの町でジョン・ボズマーの学校に通い、ウォールデン池でソローから植物について学び、その経験に触発され、『ソローの横笛』という詩を書いた。テンプルスクールと1年のコンコードの学校が、オルコットの数少ない学校教育の経験となった。当時のマサチューセッツ州は、家族の友人であるエマーソンやソロー、ホーソーン等の作家や教育者、文化人、マーガレット・フラーやジュリア・ウォード・ハウなどのフェミニスト文化人、サフラジェット（女性参政権活動家）が集まるホットスポットで、オルコットは彼らと交流し、知的な刺激を受けている。とはいえ、彼女が受けた教育のほとんどは、厳格で「自己犠牲の甘美さ」を信条とする父親からのものだった。
1847年には、エマーソン家の納屋を借り、エマーソンとチャニングの子供たちに教えるようになった。
オルコットは姉アンナと共に「ルイ・オルコット劇団」を作っており、家族や隣人を招いて自作の劇や、ディケンズの小説を劇にしたものを上演して楽しんでいた。その劇は、ラブシーンや変装、毒草や愛の媚薬、決闘、自殺や殺人、地下牢、陰鬱な森といった、センセーショナルな要素のあるものだった。大人になって執筆したスリラー小説を思わせるような、ロマンチックでセンセーショナルな物語への好みや想像力は、アッバの語り聞かせで育まれた。アッバはオルコットを自分の同類と感じ、ロマンティックな話や、先祖が関わったセイレムの魔女裁判の話等を話して聞かせ、想像力を刺激した。12歳の時には、母の友人であったリディア・マリア・チャイルドの古代ギリシャを舞台とする『フィロシア』（1836年）を読んだ。本書は作者が「自由奔放な想像力を展開した作品」と語るように、ファンタジックでロマンチックなシーンが印象的な小説で、少女時代のオルコットは本書の悪女キャラクターのアスパジアを気に入り、この作品を芝居にしてアスパジアを演じていたという。
ここでの暮らしが少女時代で最も幸福な時期だったとしており、ヒルサイドでの経験が部分的に『若草物語』に取り入れられた。『天路歴程』の巡礼ごっこをしたのは、ヒルサイドの家である。
1847年に一家は、奴隷解放に取り組む秘密組織「地下鉄道」の隠れ家を引き受けて逃亡奴隷を1週間匿い、アフリカ系アメリカ人の奴隷廃止論者フレデリック・ダグラスと議論した。

### 青年期 困難な時期

#### 作家業の開始（ボストン）
アッバはヒルサイドで人に部屋を貸したり勉強を教えたりしてお金を稼いでいたが、再び借金が膨らんで転居を余儀なくされ、オルコット家は1848年にボストンに転居した。ボストンの住居はスラム街にあり、薄汚れた狭いアパートの地下の部屋だった。
アッバは家計を担い、ユニテリアン教会の「貧しい人々への宣教師（貧民救済使節）」となり、アメリカで初めてのソーシャルワーカー（民生委員）として働いた。アッバは慈善事業を行う宣教師団体を設立し（アメリカでは最初期の団体の一つ）、食料や衣料、生活必需品の寄付を組織し働いた。アイルランド移民やその他の貧困層はどんどん増加し、それに伴いアッバの仕事も容赦なく増え、来訪者たちの肉体的・精神的な苦しみを目の当たりにし続けることで、社会改革の声を上げるようになった。アッバの福祉の仕事は、家族に自分たちより恵まれない人々への思いやりの気持ちを育てたが、同時にオルコットは、ボストンの裕福な人々、贅沢な品物が売られる商店街と接することで、「目の前のすばらしいものを何も買えない」もどかしい気持ちを味わい、それを長く忘れることはなかった。
オルコットはスラムの自宅と一家の親族や友人が所有するお屋敷を行き来し、彼らはまだ少女のオルコットを使用人として雇い、働かせることもあった。親族は一家を愛し助けたいと言いつつも、その態度は冷たく非難に満ちており、アッバは彼らの態度を軽蔑していた。
1848年、オルコットは女性の権利のために開かれたセネカフォールズ大会で女性解放論者によって起草された「所感の宣言」を読んで賞賛し、女性参政権を擁護した。
1849年に、イギリスのジェントリー階級のある家庭を舞台に階級差のある恋愛を描いた恋愛小説『遺産』を弱冠17歳で執筆した（死後発見された原稿には「わたしの最初の小説」というメモが残されており、1997年に出版された）。
1850年代はオルコット家にとって困難な時期であり、オルコットは貧困のために生きる辛さを痛感し、苦労の多い時期を過ごした。1850年4月には、アッバは福祉の仕事の増え続ける負担と、責務を果たすために予算が十分に与えられないことに怒り、2年で辞職している。以後数年、若い女性のための職業斡旋所と下宿を経営した。同年、外国から逃げてきた男が庭に逃げ込み、アッバが世話したが、この男は天然痘に罹っていたため、一家で天然痘に罹患した。しかし、貧しさから医者を呼ぶことができず、ホメオパシーによる家庭療法を行った。1850年には、姉アンナが開校した小さな塾で教鞭を取ったが、教師はオルコットがやりたいことではなく、楽しいものではなかった。
1851年、18歳の時に、アッバの社会福祉事務所を通して、マサチューセッツ州デダムの年配の弁護士ジェームズ・リチャードソンに、老父と病気の妹のための住み込みの家事使用人兼レディズ・コンパニオン（裕福な家の女性の話し相手）として雇われた。オルコット家が貧しく、彼女はまっとうな仕事を引き受けたにもかかわらず、家族はプライド故か、この奉公に大騒ぎし、オルコットに対する信頼を低下させた。軽い家事と快適な環境が約束されていたが、その労働は重く、待遇は悪いものだった。リチャードソンはオルコットに付きまとい、辟易した彼女が、自分はあなたの妹のコンパニオンとして雇われたのではないかと念押しすると、彼は憤慨し、腹いせに家の内外すべての重労働を押し付けて、骨の髄まで働かせ、さらに当時の女性にとって屈辱的な仕事だった靴磨きを言いつけて侮辱した。日記に「使用人としてデダムに行き、1ヶ月間働いてみたが、飢えと寒さに耐え切れず、断念した」と書いており、後に書かれた自伝的小説等からは、その家の雰囲気が不快で仕事が過酷であっただけでなく、ひどくセクハラじみたものだったことがはっきりと分かる（著作家のスーザン・チーバーは、まだ18歳だったオルコットは、リチャードソン家で何が起こっていたのか、リチャードソンの真意が何だったのか、はっきりわかっていなかったと考えている）。2か月近い労働に対して支払われた賃金はたった4ドルで、ブロンソンは怒りのあまり送り返した。デダムでの屈辱感と怒りが、後の扇情小説・スリラー小説の執筆の中で、直接的にも遠回しにも表現されたと考えられている。
オルコットは若い頃から、成人の黒人への読み書き教育、レディズ・コンパニオン、メイド、お針子、家庭教師、女優、作家等、売春以外の女性が就けるあらゆる仕事をし、彼女の姉妹もまた、母親がアイルランド移民の間で社会福祉を引き受けている間、お針子や家政婦として働いて家族を支えた。オルコットが仕事で体験した不条理や差別は、初めての本格的な回顧録的・自伝的小説への挑戦である「どうして勤めに出たか（How I Went Out to Service）」や『仕事―経験物語』等に反映された。デダムでの屈辱的な体験は、「どうして勤めに出たか」ではあまり重く扱われていない。
オルコットは体力があり、頑丈な女性だったが、低賃金、劣悪な環境、そして幼少期の栄養失調などの影響で体を壊していった。父ブロンソンは、オルコットが作家として成功し有名になるまで、西部で哲学的座談会、講演を行い、ほとんどお金を稼ぐことはなかった。オルコットはボストンでの生活について「よい訓練になったけれど、きつかった。たった一つの慰めといえば、夜、みんなが集まって、1日の様々な出来事を報告し合うことだった」と書いている。
13歳のエリザベスと8歳のメイだけが公立学校に通うことができており、こうした全ての重圧により、執筆はオルコットにとって創造的で感情的な捌け口となっていた。オルコットは「オリーブの葉」という家族新聞を発行し、楽しみのために「荒野の娘の誓い」「盗賊の花嫁」「カスティリャのとりこ」等の想像力豊かな劇を書き、姉妹で衣装を着けて上演し、1852年には、ボストンの情報誌「オリーブの枝」に短編「恋敵の画家たち―ローマの物語」を初めて掲載した。オルコットは作家を夢見るだけでなく、姉アンナと共に女優になることも目指していた。
1851年には「ピーターソン・マガジン」にフローラ・フェアフィールド名義で初めて「日光」という詩が掲載された。
1853年にアッバは、マサチューセッツ州憲法を改正し女性に政治的権利を与えるよう求める嘆願書を書いている。

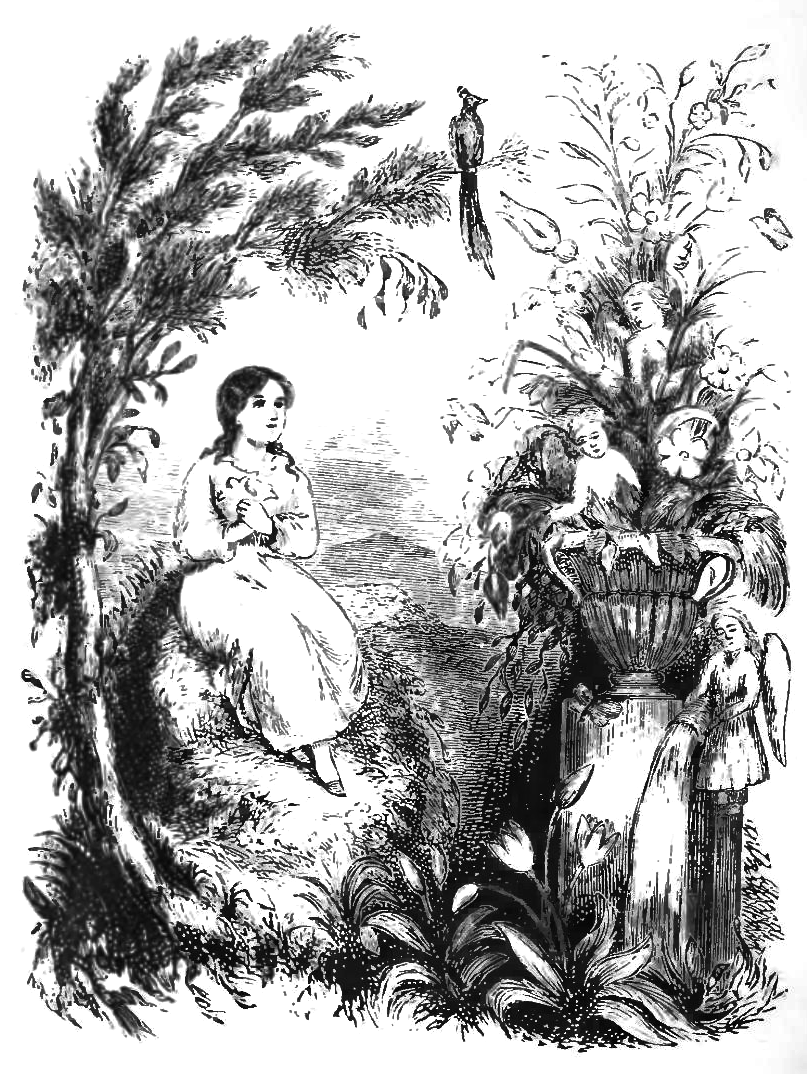
『花の妖精物語』口絵

1854年にオルコットはボストン劇場で慰めを見いだして、役をめぐって二人の女優がしのぎを削るという短編「競い合うプリマドンナ」(The Rival Prima Donnas)を書いたが、誰がどの役をやるかで女優たちが喧嘩になり、後に燃やしてしまったという。
1854年には、エマーソンの妻で著作家のリディアン・ジャクソン・エマーソンの提案で、娘のエレン・エマーソンのために書いた妖精物語の短編集『花の妖精物語』（Flower Fables）を初めて出版した。ブロンソンがボストンの出版業者ジョージ・W・ブリックスにかけあって出版を後押しし、ブリックスは女性慈善事業家の助けを得て1600部出版した。原稿料は35ドル（現在の1000ドル強程度）で、作家として生きていくには程遠かった。またこの時期、隣人だったナサニエル・ホーソーンの『緋文字』を読んでいる。

#### 二拠点生活の開始（ウォルポール・ボストン）
ボストンでの暮らしは生活費がかさみ、1855年、オルコット家はニューハンプシャー州ウォルポールに一時的に引っ越した。ウォルポールでの生活はオルコットには退屈で息苦しい面があり、自立を目指してボストンに出て、1956年には針仕事や家庭教師で家計を助けながら、詩や短編が新聞や雑誌に掲載されるようになった。これ以降、家族と一緒に暮らす時期と、ボストンでの自活を交互に繰り返して生活するようになり、稼いだお金をコンコードに送った。
ボストンでは、セオドア・パーカー、ウェンデル・フィリップス、ジョン・ターナー・サージェント、ウィリアム・ロイド・ガリソンなどの、19世紀の偉大な改革者たちにも出会った。1855年から1857年にウォルポールで夏を過ごしていた際には、ウォルポール・アマチュア演劇団に参加している。アンナは演劇に情熱を燃やし、熱心に参加したが、聴覚障害のためにプロを目指すことはできなかった。
オルコットはチャールズ・ディケンズやブロンテ姉妹の同時代人で、彼らの作品を好んでおり、また、ホレス・ウォルポール『オトラント城奇譚』（1764年）に始まるゴシック小説ブームが19世紀初頭のアメリカにやってくると、廃墟になった僧院などのゴシック小説の描写に惹かれ、死者の冒涜のような不敬なテーマや、秘密結社、超常現象などにも興味を覚えた。

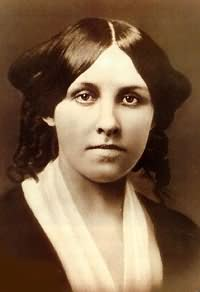
オルコット（1857年、20歳）

#### エリザベスの闘病と死（コンコード）
1856年に妹のエリザベスとメイが猩紅熱に罹患した。代替医療の信奉者でビーガンだった一家は、当初、病気の娘を医者に見せなかった。エリザベスは衰弱し、食事を拒むようになり、部屋から出なくなった。ボストンから戻ったオルコットはその衰弱ぶりに衝撃を受け、苦しむ妹の看護をよく行った。ウォルポールの人々からオルコット家への支援がなくなり、エリザベスの病状が思わしくなかったことから、ブロンソンはエマーソンがいるコンコードに戻ることを決め、1857年に引っ越した。
オルコットは、後に自らスリラー小説と呼ぶような小説を次々に書いていったが、これはエリザベスと自身の治療費のために多くのお金が必要だったことが理由にあるといわれる。
その当時に、彼女はエリザベス・ギャスケルのシャーロット・ブロンテの伝記を読み、彼女自身の人生と多くの類似点を見つけた。

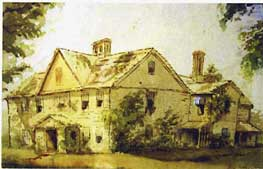
妹メイによるオーチャードハウスの水彩画

エリザベスは回復せず、彼女をモデルにした『若草物語』のベスの一見痛みのない、静かで尊厳のある死とは異なり、その闘病は苦しく辛いものだった。エリザベスは優雅で物静かな女性だったが、病気になるとそれまで口にしたことのない怒りを家族と自分の運命にぶつけた。オルコットや彼女を世話していた人々は、彼女の狂気を抑えようとモルヒネやエーテル、アヘンを投与したが、その効果はなくなっていった（19世紀当時に中毒という概念はなく、アヘンやモルヒネは20世紀まで、幸福な気分になる特典付きの、痛み止めや睡眠薬、頭痛薬として使用されていた）。痛みに苦しむエリザベスは姉妹を攻撃し、自分の死は「家族にとって新しい何かをもたらすから、私が四人姉妹からいなくなるのが一番いいの」（It will be something new for our family and I can best be spared of the four.）と、安らかにしてくれるように頼み、1858年2月までに薬の服用を拒否するようになった。エリザベスの最終的な診断は、「神経系の萎縮と消耗、ヒステリーの重度の進行」だった。オルコットはある日の日記に、「とてもつらいことだけど、もしベスが苦しい思いをするだけなら、いっそ、早く天国へ行ってほしい。」と書いている。
1857年の11月に、オルコットとアンナはフランクリン・サンボーンのコンコード演劇協会に参加して演劇活動を行い、12月に協会の後援で、ユニテリアン教会で貧しい人たちのためのチャリティー公演を行った。アンナはここで、ボストン郊外にあった超絶主義者の共同体ブルック農場（超絶クラブのメンバーだったジョージ・リプリーが創設）に参加していたジョン・プラットという男と、演劇仲間として出会った（『若草物語』のメグの夫の名はこの農場からとられている）。
エリザベスは5月に、消耗性疾患で23歳で死去した。ブロンソンは遠方に講演に出かけており、いなかった。亡くなったエリザベスの小さな体は衰弱し、骸骨のようになり、髪は抜け、オルコットには40歳にも見えた。オルコットとアッバは、エリザベスの死の際に、彼女の体から白い霧のようなものが立ち上るのを見た。主治医はそれを「生命現象だ」と言い、目に見える形で命が去っていくことだと説明した。アッバは娘の死に苦しみ、それを受け入れるのに苦労した。オルコットは、エリザベスの死は周囲の人間にとって教師だったのだと考え、彼女はもう苦しんでいないのだと思うことで、何とか心を落ち着かせた。オルコットはエリザベスの死後、霊の存在を意識するようになったという。

#### オーチャード・ハウスに定住（コンコード）
ブロンソンは、一家が以前住んでいたヒルサイド・ハウスのすぐ近くにある2階建ての下見板張りの農家だったボロ家オーチャード・ハウスを選び、エマーソンやその友人たちの金銭援助もあり購入し、一家は1858年の春に引っ越した。一家はここに20年定住した。この頃には、一家の大黒柱はオルコットになっていた。1858年には、「アメリカン・ユニオン」に「マリオン・アール」というスリラー小説を寄稿し、日記には他に「幽霊の顔」等のタイトルが残されている（「アメリカン・ユニオン」が残されてないため、確認されていない。）
エリザベスの看病で疲れ果てていたオルコットは、その死の悲しみが癒えず、さらにアンナがジョン・プラットと婚約したことで、裏切られたような気持になり、大きな孤独感に襲われ、独身で家庭を守ることの重圧も感じていた。両親がオーチャード・ハウスに落ち着くと、稼がなければとボストンに出向き、仕事を探したが、1日10時間縫い物をする仕事しかなく、気持ちが落ち込み、屈辱を感じた。24歳の彼女は、ボストンのバックベリーのミルダムに歩いていき、チャールズ川を見つめ、そこに身を投げることを考え、川を眺めながら、自殺を思いとどまるよう自分自身に言い聞かせた。この体験について、家族に宛てた手紙に次のように書いている。「私は家に帰り、歯を食いしばり、世と肉欲と悪魔（世俗の誘惑）に負けず、物事を成し遂げようと誓いました。」
オルコットは日曜集会に通うようになり、ある日、社会改革運動の教えを説くユニテリアンの牧師で超絶主義者のセオドア・パーカーの「働く若い女性」という説教を聞いた。彼はその中で「人に頼むときに過ぎたプライドを持ってはいけません。望む仕事が見つかるまでは、最も卑しい仕事も引き受けなさい」とアドバイスし、オルコットはパーカーを訪ね、彼の妻の助けで家庭教師の仕事を見つけた。
ブロンソンはオーチャード・ハウスを、斬新で構造にも優れ、文学的趣味を反映した見事な家に改築して評判になり、一目置かれるようになった。誰でも暖かく受け入れる家として有名になり、姉妹は毎週月曜に家を開放して劇を上演し、アッバは客にお菓子をふるまい、ブロンソンは人を捉まえては哲学の話をしていた。ブロンソンは徐々に教育者としも認められ、1860年には、60歳でコンコードの学校教育長になり、給料はわずかであったが、その教育理念を実現できるようになった。コンコードの学校全てを訪問して人気者になり、彼が提唱した芸術教育、野外活動、体育、自然観察、学校新聞、写真の勉強、音楽、ダンス等が、近代教育に取り入れられていった。ただし、ブロンソンは教育者を自任してはいるが、1840年から1888年に亡くなるまで、学校で教えることはなかった。
オルコットはボストンで女中奉公、お針子、学校の教師、家庭教師などで稼いでは、オーチャード・ハウスを居心地よくしたり、メイの美術学校の費用や、家族の洋服などのために使った。
エリザベスの死後、ジョン・プラットと婚約していたアンナは、1860年に結婚した。最愛の姉の結婚でオルコットは孤独感を味わい、姉妹関係が断絶したように感じた。オルコットは娘2人を死と結婚で失った母アッバを慰めるために、ボストンから実家に戻った。
ボストンの演劇プロダクションに参加し、1860年に彼女が書いた『ナット・バチュラーの愉快な旅』というコメディ劇がボストンで上演された。1859年に一流文芸誌の「アトランティック・マンスリー」に「愛と自己愛」（Love and Self-Love）が初めて掲載され、50ドルの原稿料をもらい、作家としての一歩に大いに喜んだ。
1862年には、エリザベス・ピーポディの勧めで幼稚園を始めた。また、感傷小説作家・伝記作家で又従姉妹のアニー・アダムス・フィールズの元に身を寄せ、彼女が開いた有名な文学サロンで文学者たちと交流し、作家として生きる望みを強くした。アニー・アダムスの夫はジェイムズ・T・フィールズで、1861年に「アトランティック・マンスリー」を共同で購入し、同誌の編集者になっていた。オルコットは彼に「どうして勤めに出たか」を見せたが、「教える仕事に専念しなさい。あなたには書けないよ」と忠告され、幼稚園のための資金援助を受け、いつか夢が叶い大金持ちになったら返してくれればいいと言われた（ジェイムズ・T・フィールズに忠告された体験を、1854年の春とする資料もある）。ジェイムズ・T・フィールズの言葉は彼女を奮起させ、日記に「私は教える仕事はしない、私は書ける。そして、それを証明して見せる。」と書いた。

### 南北戦争～作家としての成功

#### 南北戦争に参加・健康の喪失（ワシントンDC）
南北戦争が勃発すると、コンコードでは奴隷制反対の機運がますます高まり、近所の青年たちはボストンへ出征し、女たちはそのサポートに忙しく働き、アッバはそれを主導した。オルコットは、男だったら戦場に出られるのにと口惜しく思っていたが、ワシントンDCのジョージタウンにあるユニオン病院が、健康な女性を看護師として募集しており、旅費・生活費が無料で給料も出ることを知った。自分が家にいなければ生活費も浮くと考え、「助けが必要とされており…どうにかして溜め込んだエネルギーを発散させないといけない」し、生きて帰ろうが死んで帰ろうが、この冒険は自分のためになると思い、1862年～1863年に看護師として働くことを決めた。ブロンソンはオルコットの自己犠牲的行為を誇りに思い、戦場に送り出す時、「一人息子を戦場に送るようなものだ」と言った。
看護師としての最初の大仕事は、北軍が歴史的大敗を喫し、エイブラハム・リンカーンが「地獄よりも悪い場所」と呼ぶ程悲惨な状況だったフレデリックスバーグの戦いの負傷兵達の治療だった。戦場では、感染症は戦いの傷と同じくらい大きな犠牲を出しており、対処はラベンダー水しかないという有様だった。傷の手当て、包帯の洗浄と縫合、療養者の監督、ベッドのリネン・水・枕の用意、外科手術の補助、未婚の女性にとっては衝撃的な、患者の不潔で傷ついた体の洗浄、手紙の代筆、弱った患者の食事の補助などの仕事に追われ、12時間交代で勤務し、時に夜勤を務め、毎日疲れ果てるほど働いた。南軍の兵士の患者のことは忌々しく思っており、嫌がらせをしてやろうと内心思っていたが、北軍の兵士の患者たちのことは大切に思っていた。戦場での看護は、未婚の女性であるオルコットにとって刺激的で解放的な機会であっただけでなく、「戦馬が火薬の匂いを嗅ぐときのように」戦いに憧れていることを告白している。
病院は医療関係者でごった返す不潔な場所で、食事は野菜のない不健康なものであり、オルコットは「ここほど完璧な悪疫の箱は見たことがない」と酷評している。彼女は看護師として3ヶ月間奉仕するつもりだったが、途中で腸チフスにかかり瀕死の症状を経験し、6週間でその任を終わることになった。カロメルと呼ばれる有毒な水銀化合物による治療を受け（当時は標準的な治療だった）、直ぐに舌の腫れや脱毛という副作用が現れた。幻覚に悩まされ、がっしりしたハンサムなスペイン人と結婚して脅され続ける夢や、暴徒に追われる夢、魔女として石で打たれ焼き殺される夢、悪魔崇拝をするよう誘惑される夢や、死ぬことも治ることもない何百万人もの金持ちを世話する夢といった、恐怖や罪悪感の伴う悪夢を見ることもあり、回復してからも、水銀治療の後遺症が、免疫力の低下、痛みや衰弱、幻覚などを引き起こした。病院の医師や、陸軍看護師総監でナイチンゲールともよばれたドロシア・ディックス、同僚たちは、オルコットを家に帰るよう説得し、ブロンソンに電報を打ち、彼が迎えに来て、娘を連れ帰った。
オルコットはこの後、元の健康な体に戻ることはなかった。南北戦争での実体験と記憶は、作家としての重要な財産になり、その多くが後の『若草物語』に反映された。谷林眞理子は、「悲惨な戦争と高熱による譫妄状態は、彼女に暴力と復讐、超常現象についての小説を書かせるきっかけを作った」と、スリラー小説・扇情小説執筆への影響を述べており、悪夢は彼女の家族関係の象徴であるばかりではなく、後に書くスリラー小説に登場する男性像を先取りしている。彼女は、アヘンの習慣的な使用が悪いことだと知っていたが、治療の後遺症の苦しみを緩和するために、生涯にわたって断続的にアヘンを使用し続けた。

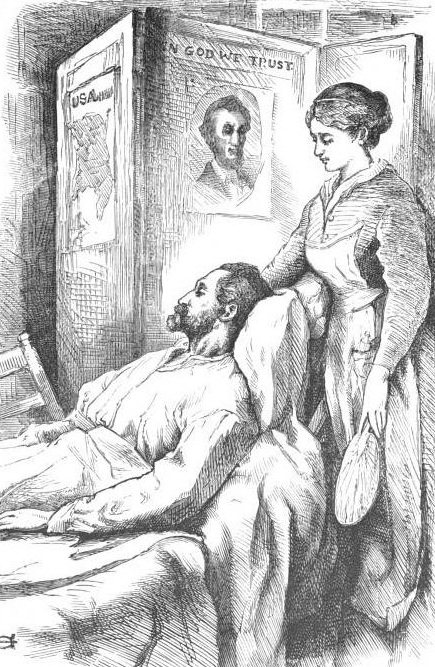
「病院のスケッチ」挿絵。オルコットが世話をした兵士。彼女に手を取られて息を引き取った。

#### 文学的評価を受ける
ワシントンの軍病院から母や妹たちに送った手紙は、ボストンの奴隷制反対紙「コモンウェルス」に、名前などを少し変え再構成し掲載され、同年末にジェイムズ・レッドパスによって『病院のスケッチ』として出版された（1863年、1869年に追加で再公開）。この作品は、当初は「トリビュレーション・ペリウィンクル」の筆名を使っていた。出会った勇敢な兵士たちの生き生きした描写や、ユーモアと思いやりにあふれた筆致は好評を博し、彼女の観察力とユーモアが初めて世間に知られるようになった。これはオルコット名義の最初の本であり、彼女はこの本で自分の文章のスタイルが決まったと言っている。
1863年には「アトランティック・マンスリー」に、白人士官と、黒人とのハーフのコントラバンド（南軍からの逃亡奴隷兵）の憎みあう腹違いの兄弟と、そのいさかいに巻き込まれ言葉の力で復讐殺人を思いとどまらせる看護師の女性の物語を描いた「わたしの逃亡奴隷兵」を発表した。

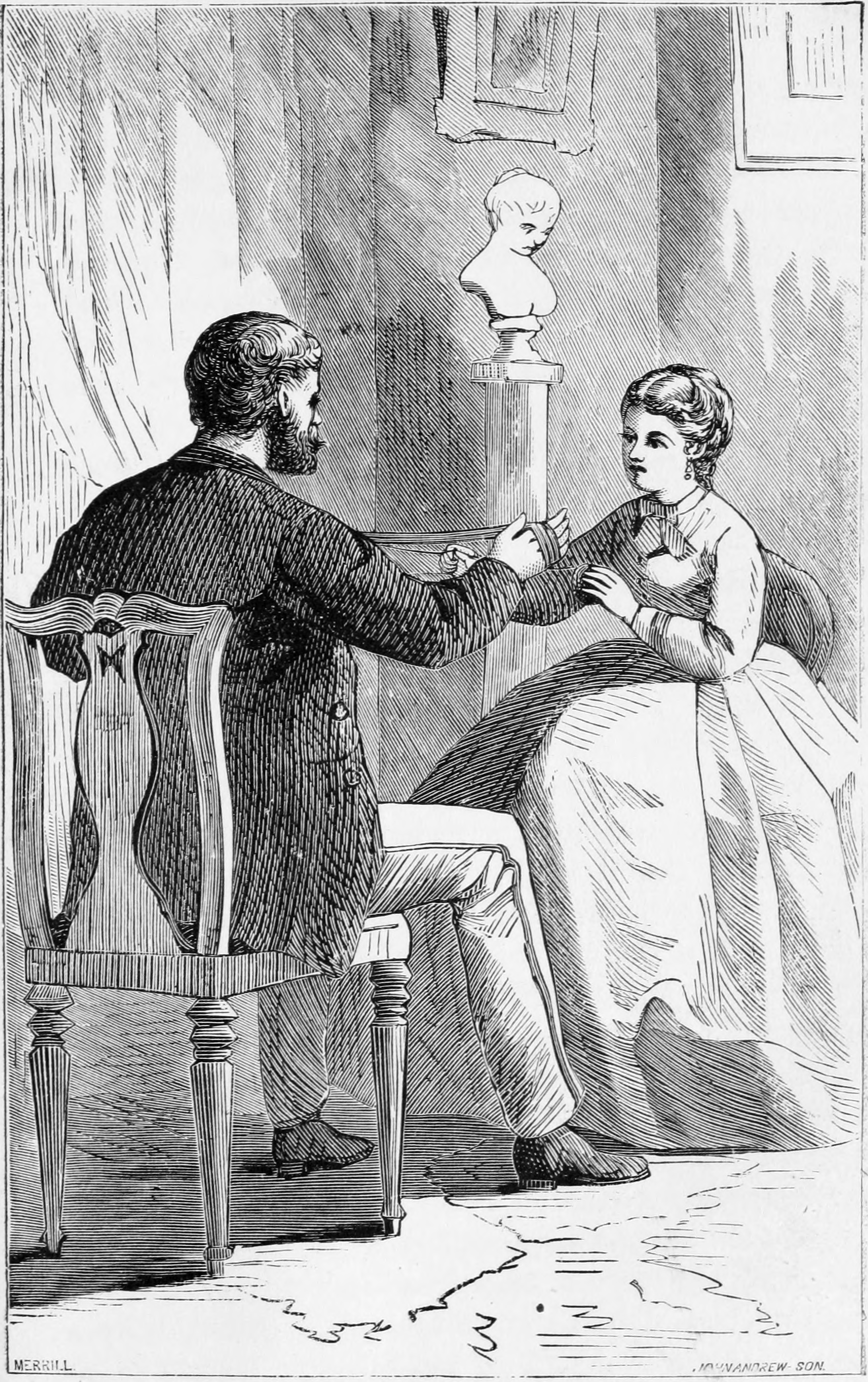
『気まぐれ』挿絵

また、自身の経験に基づく小説『気まぐれ（Moods）』を4年もかけて推敲を重ねて完成させ、1864年に発表し、前途有望な結果を残した。

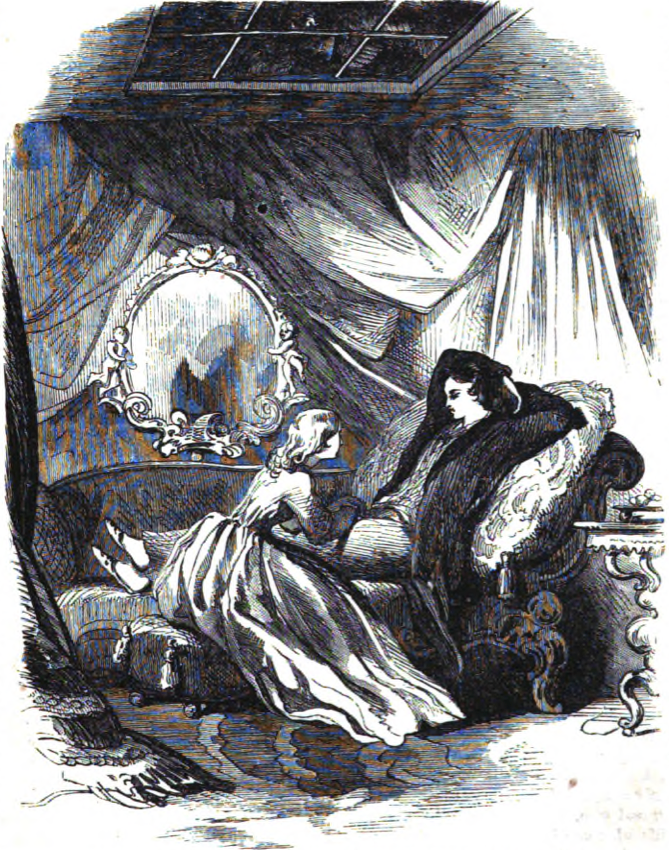
「フランク・レスリー挿絵入り新聞」掲載「謎」挿絵

#### 扇情小説家としての活動・ヨーロッパ旅行
オルコットは、シャーロット・ブロンテの『ジェイン・エア』やチャールズ・ディケンズの『大いなる遺産』、ホレス・ウォルポール、アン・ラドクリフ、ウィリアム・ベックフォード、マシュー・グレゴリー・ルイスらのゴシック小説や、ワシントン・アーヴィング、エドガー・アラン・ポー等のアメリカの神秘的な小説を読み、自分の小説にもすぐに取り入れた。
1850年代中期のニューヨークやボストンには、事件や事故、通俗小説などを掲載する大衆紙が多く存在しており、1858年から1872年の間に、「ザ・フラッグ・オブ・アワー・ユニオン」などの人気のある大衆紙・雑誌等に、少なくとも33編の「ゴシック・スリラー」を匿名で書いた。1860年代半ばには、A・M・バーナードという筆名で、イギリスの作家ウィルキー・コリンズやメアリー・エリザベス・ブラッドンの作品にも似た、情熱的で、燃えるような小説や扇情小説を執筆している。
1862年には、『ポーリーンの激情と罰』で、人気週刊新聞紙「フランク・レスリー挿絵入り新聞」の短編小説に応募し、賞金100ドルを勝ち取った。恋人に裏切られたポーリーンが、自分を慕う年下の男性と共謀し復讐を企てる物語である。
1865年には、探偵小説「V.V.－あるいは策略には策略を」が「ザ・フラッグ・オブ・アワー・ユニオン」に4回連載された。A・M・バーナード名義のスリラー小説「大理石の女、あるいは神秘的なモデル」も掲載された。
ウィリアム・Ｆ・ウォルドの病弱な心身症の娘の介護人兼付き添いとしてヨーロッパ旅行に同行し、イギリス、ベルギー、ドイツ、オランダ、スイス、フランスを回った。初の海外旅行で、少女時代に本で読んだ場所を見て回り、異国へのあこがれやロマン主義的な興味がかきたてられ、見聞きしたことはその後の執筆に生かされた。ミス・ウォルドとの旅で、精神に異常をきたした人々への理解を深めた。またこの旅行で、アメリカよりセンセーショナルな傾向のあるイギリスの物語紙を読んでいた可能性がある。家族の束縛から離れて自由になり、新しい友人を作って旅行を満喫し、スイスで若いポーランド人男性のラディラス・ヴィシニェフスキと出会って親しくなり、英語とフランス語を交換で教え合った。

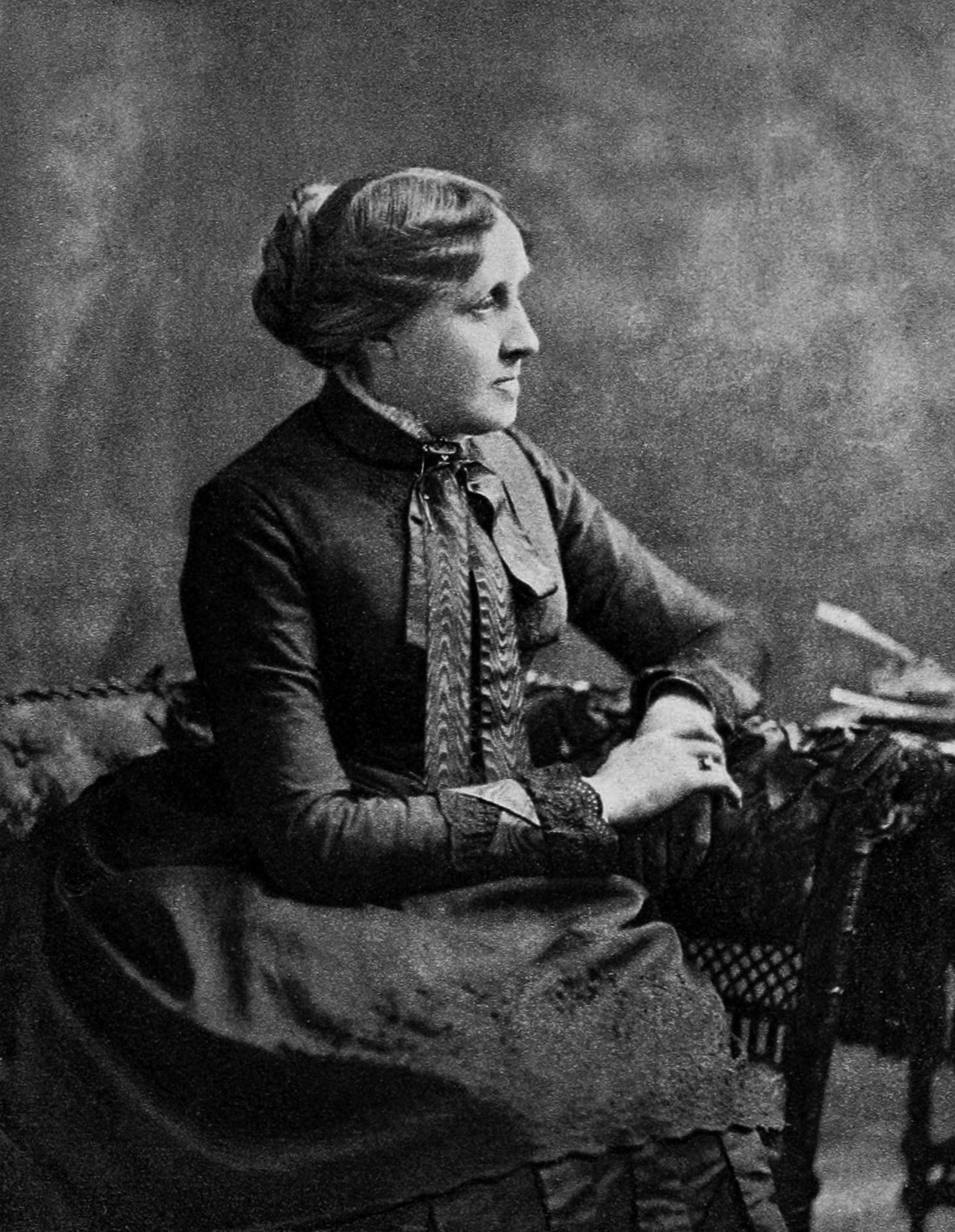
オルコット

1年のヨーロッパ旅行から帰国し、家族が借金を増やしており、家計が思わしくないことを知る。収入を得るために「愛の果ての物語」を執筆するが、編集者に「センセーショナルすぎる」と雑誌掲載を断られ、露骨な暴力シーンなどを削除したが、それでも編集者はOKを出さず、結局生前に世に出ることはなかった。オルコットは「愛の果ての物語」に手を入れることを止め、別の作品の執筆をはじめ、A・M・バーナード名義でスリラー小説「仮面の陰に あるいは女の力」を掲載し、他にも懸命に執筆に取り組んだ。
1967年にA・M・バーナード名義のスリラー小説「修道院長の幽霊―あるいはモーリス・トレハーンの誘惑」が「ザ・フラッグ・オブ・アワー・ユニオン」に4回連載された。男性が主人公のスリラー小説「不思議な鍵」（1867年）年がオルコット名義で出版された。

#### 『若草物語』の執筆と成功
ホラス・フラーの依頼で雑誌「メリーズ・ミュージアム」の編集者になり、年俸500ドルの固定の収入を得るようになり、ここでロバーツ・ブラザーズ社のトーマス・ナイルズに出会った。ナイルズは文学の市場に対して並外れたセンスを持っており、拡大する少年向け市場に比べ、少女向けは未開拓であると判断し、その開拓に乗り出した。
ナイルズは『病院のスケッチ』を高く評価しており、1867年に、ホレイショ・アルジャーやオリバー・オプティック（ウィリアム・T・アダムス）らの少年向けの本に対抗できるような、女の子向けの本の執筆を提案した。子供の頃おてんば娘だったオルコットは、日記に「女の子が好きではないし、（姉妹以外に）知っている女の子も少ない」と書いており、少女向けの物語を書くのに自分は向いていないと感じており、引き受けるか何か月も悩んだが、1868年に父ブロンソンが自分の哲学書を出版するためにナイルズを説得しようと、娘は妖精物語を執筆することができると言い、ナイルズは、もしオルコットに（妖精物語ではない）女の子向けの物語を書かせることができたら、ブロンソンの哲学書を出版すると答えた。そこでオルコットは嫌がりながらも、父親を喜ばせ、その執筆活動を助けるために、また、家族の慢性的な貧困状態をどうにかするために、姉妹とともに育った自分の思春期を材料に女の子向けの物語を執筆することになった。オルコットはこの執筆を通し、辛かった子供時代を作り替えた。オルコットは、母アッバの20巻にも及ぶ日記を資料として参考にした。
『若草物語』の執筆時期には、「メリーズ・ミュージアム」の編集の勤務の後、子供向けの妖精物語や大人向けの扇情小説などを執筆しており、家族を養うための過重労働で疲れ果て、体調を崩すこともあり、両親ともに弱り、オルコット家の状況は良いものではなかった。
オルコットは1868年に『若草物語』（Little Women）の執筆を開始し、2か月で400ページ以上を書いた。9月に出版され、それまで以上の作家としての成功を勝ち取った。このとき彼女は36歳だった。この作品は、彼女が姉妹たちと過ごした子ども時代を基にした半ば自叙伝的な物語で、ロバーツ・ブラザーズ社から出版された。ナイルズはオルコットに、1回の原稿料ではなく、印税を受け取るようアドバイスした。挿絵は妹のメイが担当したが、後に物語に合わないとして差し替えられた。
『若草物語』は好評を博し、批評家や読者に、日常生活の新鮮で自然な描写が広い年齢層に合うと受け入れられた。道徳的ではあるが、当時の家庭小説特有の説教臭い文体はなく、リアルな少女の日常が描かれた本書は読者に好評を得て大ヒットとなり、2週間で2000部が売り切れ、出版社はオルコットに続きの執筆を依頼した。第2部が刊行されると、印税で家の借金をすべて返済した。
オルコットは「メリーズ・ミュージアム」の主要な寄稿者になり、『若草物語』の成功でささやかな財産を手に入れてからも、執筆の依頼を断ることはなかった。一家の自己否定の道徳の教えに従い、稼いだお金は全て家族のために使った。アメリカでは、1880年の時点で第一部と第二部がまとめられて1冊になっており、『若草物語（Little Women）』は第二部まで含めた作品と認識されている。
『若草物語』の成功で、世間の目を避けるために、ファンが彼女の家に押しかけてくると時々家の召使いのふりをすることもあった。初期のパパラッチとも言える新聞記者や挿絵画家たちも、この有名な作家の姿を一目見ようと家の近くに現れ、体調の優れないオルコットを困らせ、気が散って執筆が進まないこともあった。オルコットは名声を嫌ったが、著名な作家という役割は生涯彼女に付きまとった。

#### 少女向け・子ども向け作家としての活動

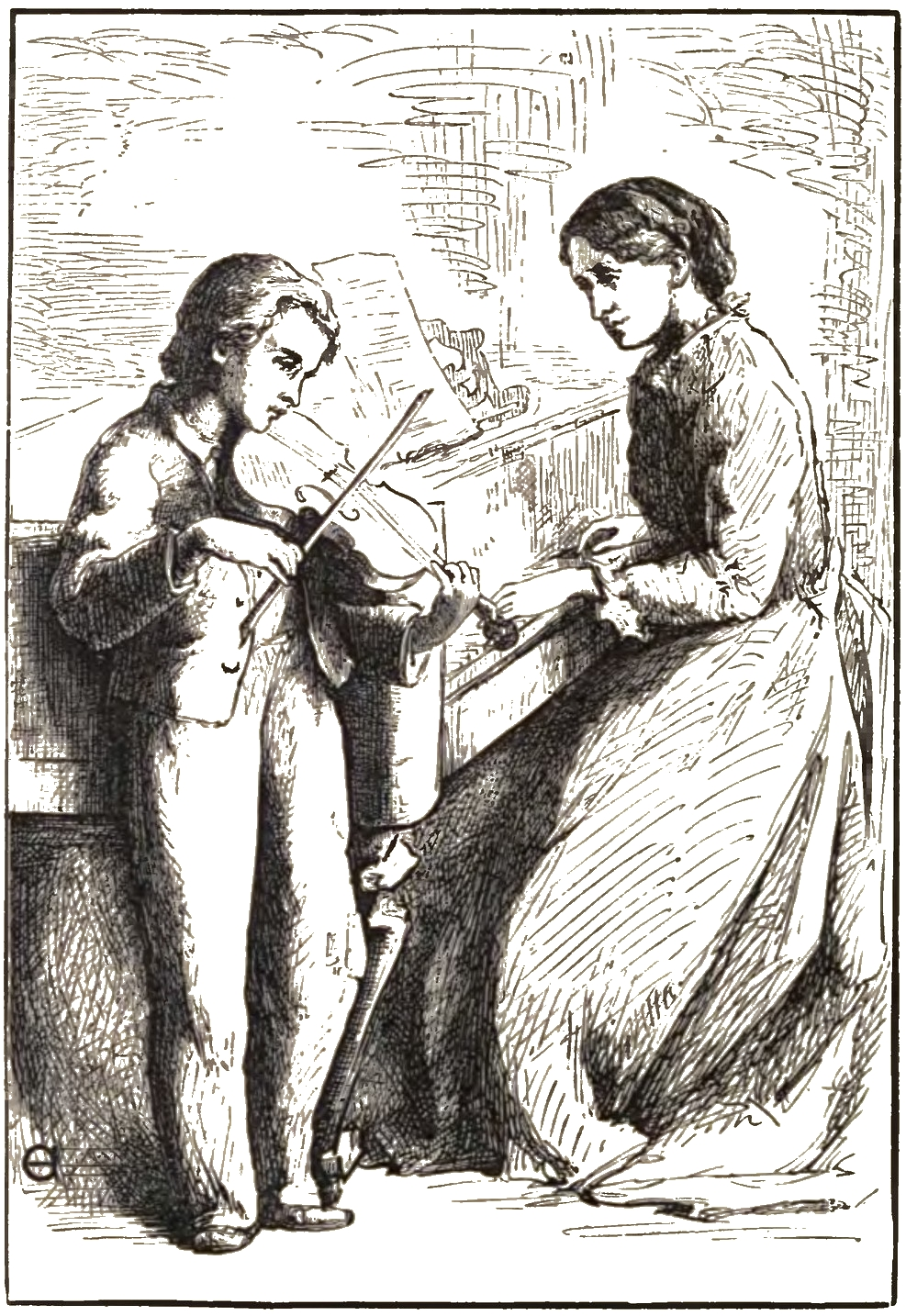
『リトル・メン』挿絵

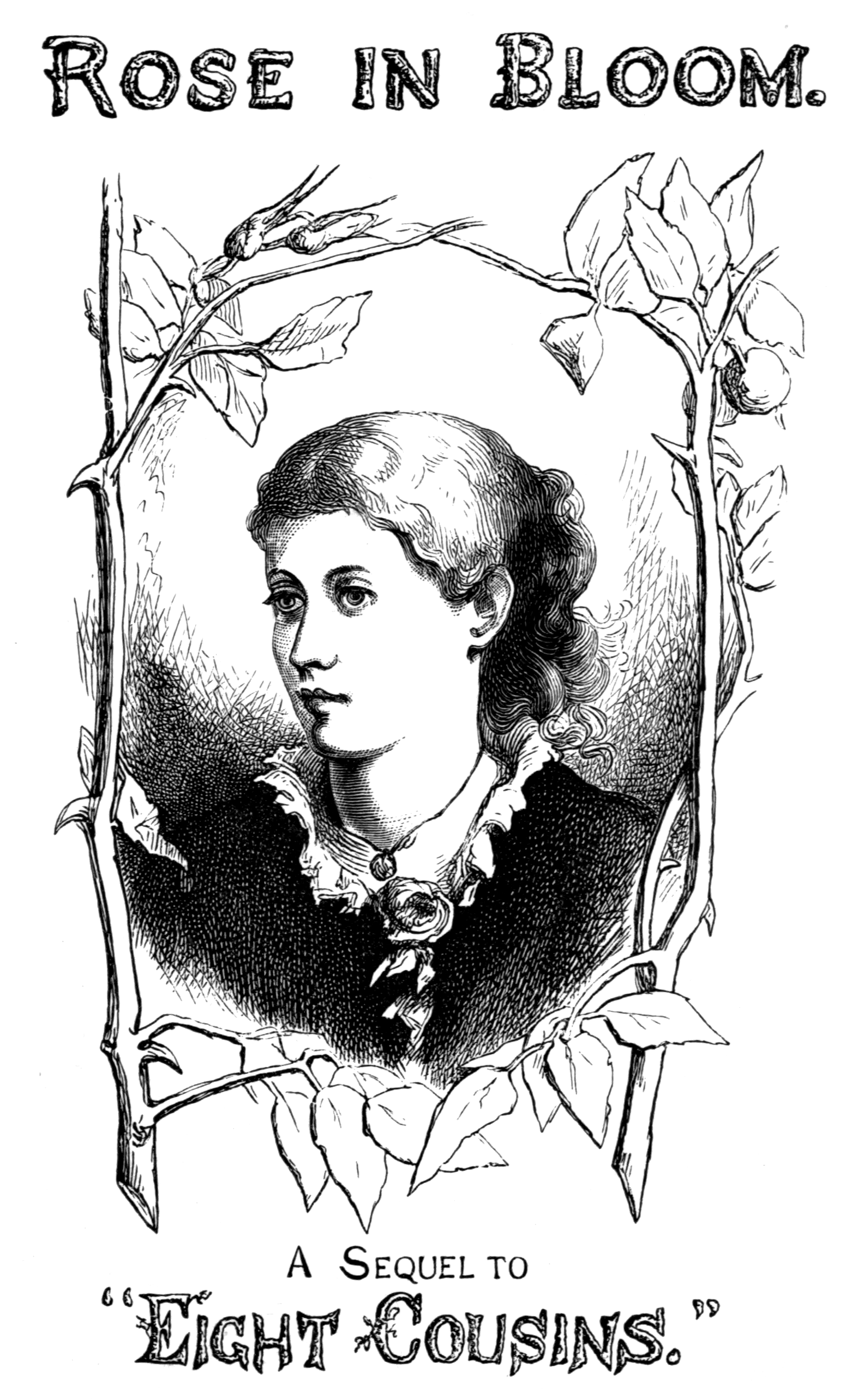
『花ざかりのローズ』口絵

1869年、『古風な少女』を「メリーズ・ミュージアム」に6回連載した。さらに13章を加筆し、翌年出版された。この本もよく売れ、原稿料も最高額を要求できるようになっており、「メリーズ・ミュージアム」の編集を辞めた。同年、体調不調の転地療養のために（ヴィクトリア朝時代では一般的な病気の対処法だった）、妹メイとその友人とともにヨーロッパを再訪し、お金を心配することなく旅をし、メイはパーティーに出るなど華やかに楽しんだ。またオルコットは、イギリス人医師に、体調不良の原因はカロメルによる治療だと言われ、薬を処方され体調が改善した。
姉アンナの夫ジョン・プラットが死去したことを知り、翌年、甥たちのために父親役を果たそうという思いを込め、理想とする学園生活の物語『若草物語』第三部（アメリカにおいては第二部）『リトル・メン』をローマで書き始め、出版された。第三部と後の第四部では、ジョーがひらいた学校として、ブロンソンの失敗に終わった学校とその教育理念が正当なものとして描かれた。
1872年には、ジュリア・ウォード・ハウや『アンクル・トムの小屋』の作者ハリエット・ビーチャー・ストウ、児童文学のリーダー的存在で「セント・ニコラス・マガジン」編集長のメアリー・メイプス・ドッジらと同等に作家として認められるようになり、驚きと喜びを感じた。この年の日記に、「20年前、私はできることなら一家を、他に頼らず自立していられるようにしようと決心した。借金はすべて返した。非合法な借金も含めて。健康は損なわれたかもしれない。でも、まだ生きているのだから、もっとやるべきことがあるはずだ」と書いていた。
1872年、ハリエット・ビーチャー・ストウの依頼で、「クリスチャン・ユニオン」誌に「仕事―クリスティーンの経験」を連載した。1875年から「八人のいとこ」を「セント・ニコラス・マガジン」に連載し、出版された。1876年には続編の「花ざかりのローズ」を執筆し、1万部出版された。
少女向け・子ども向けの物語で人気が出て以降は、生活費のためにセンセーショナルな小説を書く必要もなくなり、あまり大人向けの作品を執筆することはなかった。70年代に入ると、扇情小説の執筆は止めてしまった。もっと本格的な大人向けの作品を書きたいと望んでいたが、彼女の筆には家族の生活が懸かっており、実現しなかった。オルコットは、売れっ子作家の名声から寄ってくる人々や原稿依頼に悩まされ、執筆し続ける生活に、自分が枯渇していくのを感じるようになる。『若草物語』で成功した頃は、長年の苦労が報われ売れっ子作家になったことを素直に喜んでいたが、40歳を少し過ぎる頃には、作家としての意気込みや情熱を失い、心身ともに疲れ果てていた。しかし、「役に立たないなら生きていたくない」という働くことへの強い義務感から、執筆を続けた。作家業が安定してからは、子供のころから願っていたように母アッバに落ち着いた平和な暮らしをさせることができ、父ブロンソンは、好きなだけ哲学を研究したり論文を書いたりして過ごした。
オルコットは、実用的な改革、女性の権利、禁酒運動に力を注いだ。1875年にメアリー・リバモアの紹介で、ニューヨークのシラキュースで開催された女性会議に参加した。会議の後に多くの女性たちにサインを求められ、独立独歩の生き方をする自分が多くの女性の刺激になっていることを実感した。また、コンコードでの独立戦争開戦の記念式典に、女性たちも準備に忙しく働いたにもかかわらず席が用意されなかったことに憤慨し、ルーシー・ストーンの「ウーマンズ・ジャーナル」に「コンコード記念式典における女性の立場」を寄稿した。

### 後年

#### アッバとメイの死・ルルの養育

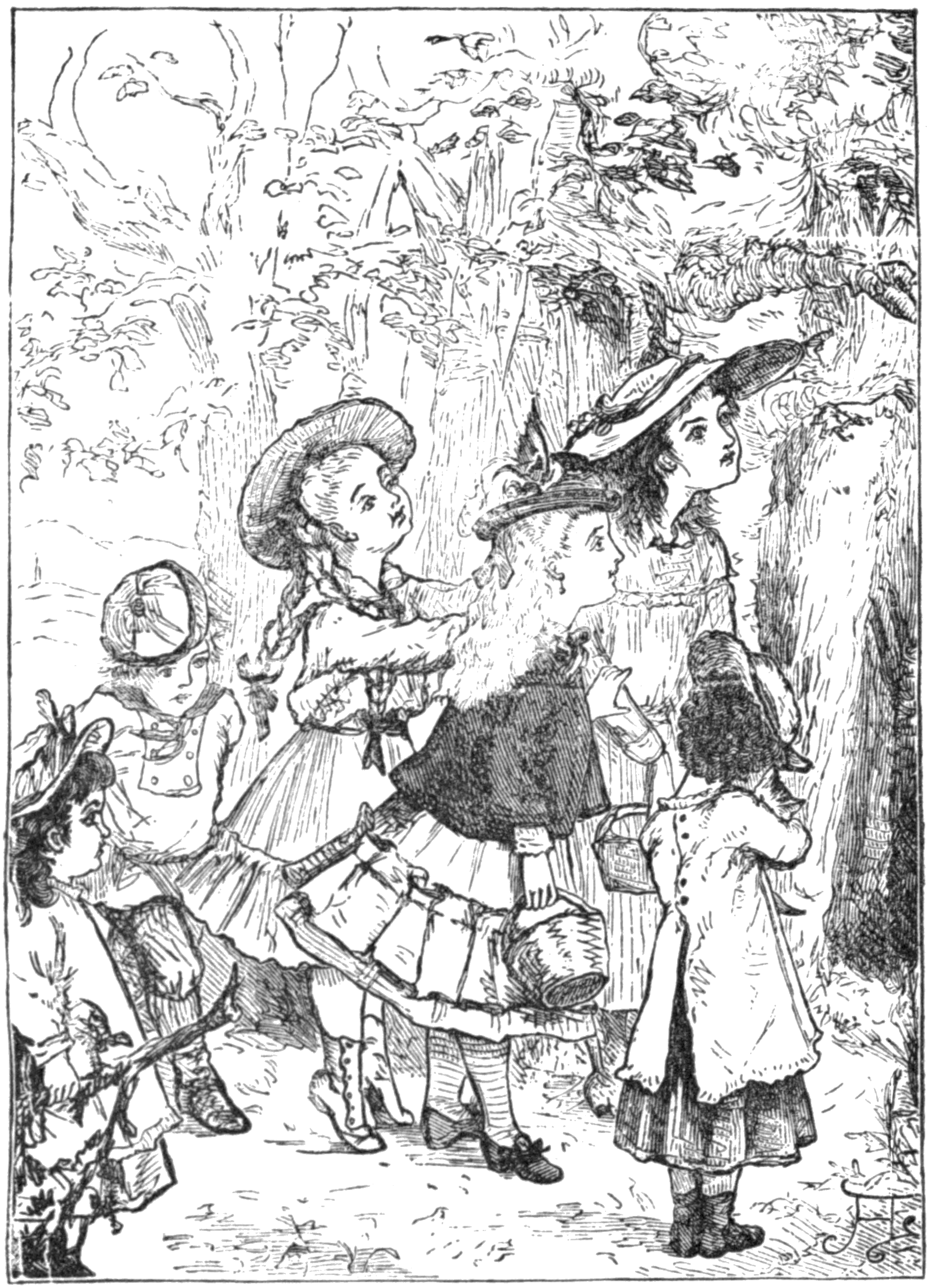
『ジョーおばさんの切り抜き袋』挿絵

オルコット（1881年）

1877年、母の病状が悪化し、オルコットも病気になる。アンナと共に母の介護を行い、付き添いながら『ライラックの木の下で』を執筆。11月に、オルコットの腕の中で母が死去し、オルコットは「大きな温かいものが、わたしの人生から抜け落ちてしまった」と嘆いた。
オルコットはボストンの女性教育産業連合の創設者の1人になった。同年、作家名を明らかにしない匿名シリーズで、ゴシック・スリラー『現代のメフィストフェレス』を出版した。その際に、「子供だましの訓話には飽きあきしていたので、今度の作品は楽しかった」と語っている。1879年には、招かれた会合でフランシス・ホジソン・バーネットに出会って気に入り、オルコットはのちに、1886年に出版されたバーネットの『小公子』に、好意的な書評を寄せている。
姉妹の中でも特に仲の良かった妹のメイは、オルコットの資金援助でヨーロッパで絵の勉強をし、そのまま画家になっていたが、1878年に、15歳年下のスイス人男性エルネスト・ニーリッカと結婚したという知らせが届いた。1879年に、メイは娘を出産し、オルコットへの敬意を表してルイザと命名した。メイは産後髄膜炎になり、6週間で死去したが、生前、夫に対し、自分が死んだらオルコットの元に娘を届けるよう言い残していた。オルコットはメイの娘ルイザこと小さな「ルル」を引き取り、その後の8年間はルルの世話をしている。オルコットは赤ん坊のルルのかわいさに心を慰められたが、子育てと執筆の板挟みにもなった。彼女と接することで新しいアイデアを得て、物語を作って読みきかせ、それをまとめて本として出版した。
オルコットが徐々に弱っていく一方、ブロンソンは年齢を重ねるごとにますます元気になり、執筆を続け、『若草物語』第三部・第四部の影響もあって評価を高め、講演の仕事で収入を得るようにもなった。講演では、エマーソンやソローについてだけでなく、オルコットについても頻繁に喜んで話して聞かせていたが、オルコットはそれを望んでいなかった。オルコットは名声を嫌ったが、ブロンソンは自分の知名度が上がることを喜んでいた。1879年に父のために家の隣に小屋を建ててやり、父はそこでコンコード哲学学校という成人のための夏の哲学セミナーをすることを、余生の楽しみにした。オルコットとアンナはそんな父を誇りに思いつつも、実体のない哲学に振り回され続けた経験から、コンコード哲学学校とも父の友人たちとも距離を取り、関わることはしなかった。
マサチューセッツ州は1979年に可決した法律でに、子供と教育に関する問題について、女性が町の選挙に投票する権利を条件付きではあるが認めた。オルコットはこれを重要なことと考え、投票の重要性の啓蒙のために読書グループを作り、女性に投票を促す請願書を回覧した。1880年にオルコットは、他の19人の女性とともに、コンコードタウン会議に出席して、教育委員会選挙で正式に投票を行い、マサチューセッツ州コンコードで投票のために登録された最初の女性のひとりになり、この経験を誇らしく思っていた。なかなか投票権を行使しようという女性は増えず、オルコットは女性たちの保守的な態度に苛立たされたが、亡くなるまで投票を続け、他の女性たちにも投票を勧め続けた。
1880年に、人気画家のフランク・T・メリルによる200枚近い挿絵の入った『若草物語』の改訂版が出版されたが、日曜学校の図書館にふさわしい全国的ベストセラーという出版社の意向に沿い、多くの本文改訂がなされていた。生き生きした俗語や口語表現、ニューイングランドの方言は、より洗練されたお上品な文体に修正され、マーチ夫人は親しみやすい小太りな女性から上品で気品のある婦人に、ローリーの身長はジョーと同じくらいからジョーよりも高く、より男らしく、といった変更が行われた。オルコットの辛辣な独創性が抑制された1880年版が、今日の読者が知る『若草物語』であるが、オルコットは日記でも編集者のナイルズ宛の手紙でもこの編集に触れておらず、出版社が勝手に行った可能性が指摘されている。オルコットは作家業に疲れ、こうした変更を容認していたとみられている。
1882年に『気まぐれ』の改訂版を出版した。また、コンコードの禁酒会の設立に関わった。
1882年10月にブロンソンが脳溢血で倒れ、1884年にオーチャードハウスを売却し、他の家族をルイバーグ・スクエア10番地に住まわせた。ブロンソンは脳溢血の後、読み書きやしゃべることもほとんどできなくなり、それが回復することはなかったが、家族と看護師の手厚い看護を受け、周囲も驚くほど穏やかに、平安に過ごしていた。
後年には多くの恵まれない知人が成功したオルコットを金銭的に頼ってきており、彼女は日記で、他の人のために働き続ける自分を「マネーメイカー」と呼び、のしかかる負担の大きさをこぼしている。

#### 晩年
体調が悪化してからも、家族の経済的安定と将来に心を砕き続け、アンナと共に父ブロンソンの介護を続けた。オルコットはまだ若いながら死期が近いことを悟り、未亡人となった姉アンナの息子ジョン・プラットを養子に迎え、著作権収入をアンナ、ルル、ジョン、アンナのもう一人の息子フレッドの4人で分け合うよう遺言を整えた。
体調不良の中、『若草物語』の第四部（アメリカでは第三部）『ジョーの少年たち』を執筆し、1886年に出版された。『ジョーの少年たち』は短期間で5万部を売り上げ、好評を博したが、その後は思うように執筆する気力もなくなり、昔の原稿に手を入れたり短編をまとめることが精いっぱいで、自分が弱っていることを実感した。オルコットの晩年の病気は、腸の癌の可能性がある。
同年、友人のホメオパシー医ローダ・ローレンスがオルコットの経済援助で開いた療養院に入った。オルコットは、自分は55歳なのにまるで70歳にも見えると自嘲している。療養院での家族と離れての日々は寂しく辛いものだったが、健康の回復を願って、温かいミルクだけを飲み、外出禁止という治療法に従った。時々こっそりボストンの家族に会いに行っていた。
また、8歳くらいになっていた姪のルルは、元気いっぱいで、時に宿題を拒否するような気性の激しい子供に成長していたが、オルコットは、ルルがオルコット家の娘らしい、行儀の良い子になるよう優しく励まそうと、中国を舞台にした「ルーシン（Lu Sing）」という物語を書き、これが最後の作品となった（彼女の死後の1902年に、この物語は少し形を変えて、「セント・ニコラス・マガジン」に掲載された）。
1888年に3月に入ると父の衰弱がみられるようになり、オルコットは父の見舞いに行き、「わたしは上（天国）に行く」「一緒に行こう」と言われ、「ああ、そうできたらいいのに」と答えた。そして見舞いの帰りに悪寒を覚えて倒れ、1888年3月6日ボストンで、55歳で脳卒中で亡くなった 。「髄膜炎じゃなかった？」が最後の言葉として知られる。ベッドサイドには、執筆のためのペンと、貧しい家の子供のために縫っていたフランネルの服が残されていた。彼女の死は父親の死から2日後だったが、オルコットが父の死を知ることはなかったという。人々は「ブロンソンは天国でも彼女を必要として連れて行った」と言った。

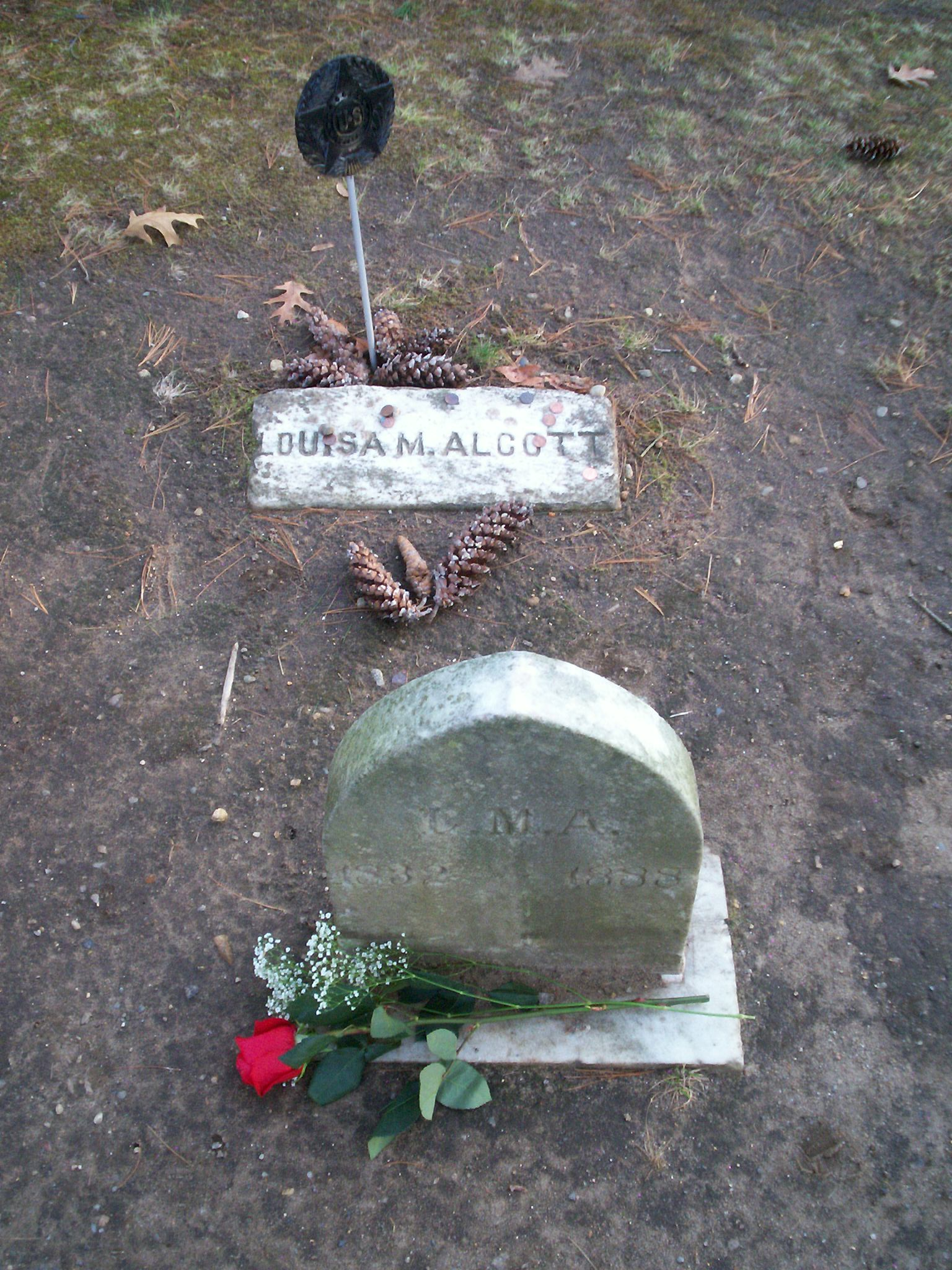
オルコットの墓

彼女は、コンコードの「オーサーズリッジ」として知られる丘の中腹にある、エマーソン、ホーソーン、ソローも埋葬されたスリーピーホロー墓地に埋葬された。彼女の墓は父母のもののそばにあり、「生きている間も、死んだ後も、両親を助けたい」という願いが叶えられた。彼女の墓には、南北戦争の退役軍人の標識が立っている。

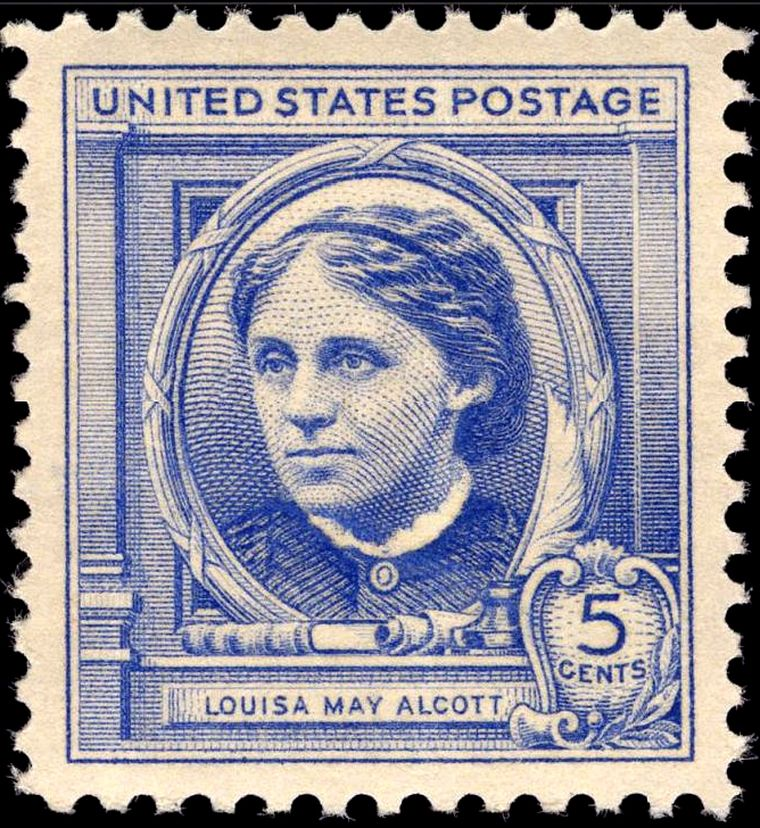
ルイーザ・メイ・オルコット記念切手、1940年

オルコットが亡くなった際、姪のルルはまだ8歳で、おばのアンナによって世話をされた。アンナはルルの父に養育を任せてほしいと嘆願したが、叶わず、1889年にルルはアンナと共にヨーロッパに行き、父親に引き渡された。コンコードで親類に溺愛されて育ったルルは、ヨーロッパ人の父の厳格な教育になじめず、言葉の分からない国で苦労することになった。度々コンコードの親戚を訪問したが、主にドイツとスイスに住み、1976年に96歳で孫と曾孫に囲まれ亡くなった。

### レガシー
オルコット一家が25年間暮らしたマサチューセッツ州コンコードの家、オーチャード・ハウス（1650年頃）は、1868年に『若草物語』が執筆され舞台となった場所だが、1912年から歴史的家屋博物館として公教育と歴史保存に力を注ぎ、オルコット一家に敬意を示す活動を行っている。彼女のボストンの家は、ボストン女性の歴史的遺産トレイルのコースに加えられている。その人気から、映画の舞台として使われるオーチャード・ハウスは観光客が多く、オルコットはコンコードの観光業の柱となっている。
ルイーザ・メイ・オルコットは、1996年にアメリカ女性殿堂入りをした。

### 死後
1888年のエドナ・チェイニーの伝記には『ルイーザ・メイ・オルコット 子供の友（Louisa May Alcott, the Children's Friend）』というタイトルが付けられており、オルコットは「子供の友」といえる子供向け物語作家というイメージが一般的だった。
オルコットがスリラー小説を執筆していたことは、彼女の手紙や日記でも触れられており、収集家や研究者の間ではある程度知られていたが、実名で公表されたのは数編しかなく、オルコット自身が慎重に隠していたため、実態はわかっていなかった。1943年に、オルコット関連の資料を調査していたレオナ・ロステンバーグとマデレイン・B・スターンが、オルコットが扇情小説を執筆していたことを示す編集者の手紙を発見し、1943年にローステンバーグが「ルイーザ・メイ・オルコットの匿名および偽名のスリラー」（Some Anonymous and Pseudonymous Thrillers of Louisa M. Alcott）という論文を発表した。これを契機に扇情小説作家、スリラー小説作家として彼女が執筆した作品名、掲載誌、A・M・バーナードという男性を思わせる筆名が明らかになった。
ただし、発掘されたスリラー小説・扇情小説を一般人が読めるようになるまで、1975年の『仮面の陰で―ルイーザ・メイ・オルコットの知られざるスリラー』（Behind a Mask:The Unknown Thrillers of Louisa May Alcott）出版まで30年ほどかかった。本書にはA・M・バーナード名義の「仮面の陰で」「修道院長の幽霊」、匿名の「ポーリーンの激情と罰」、珍しく最初からオルコット名義で発表された「秘密の鍵」の四編が収められている。A・M・バーナード名義の作品や扇情小説が再発見されていき、1990年代末まで「本当のオルコット」の全体像解明のために、著作の掘り起こし作業が続けられた。彼女の原稿の大部分は、ハーバード大学ホートン図書館に保存されている
他の作品も順次公表され、1995年には29編を収録した『仮面をはずしたルイーザ・メイ・オルコット』（Louisa May Alcott Unmasked : Collected Thrillers）が出版さた。また、オルコットが1866年に執筆した扇情小説『愛の果ての物語（A Long Fatal Love Chase）』も1995年にようやく出版され、ベストセラーとなった。この愛と執着の物語によって、オルコットの作家としてのもう一つの側面が広く知られるようになった。
ハリエット・レイセン（Harriet Reisen）は、『Louisa May Alcott: The Woman Behind "Little Women,"（ルイーザ・メイ・オルコット：『若草物語』の背後にいる女性）』を書いた。これは後にナンシー・ポーター（Nancy Porter）監督のPBSドキュメンタリーとなった。ジョン・マットソン（John Matteson）は2008年に、ブロンソンの事業失敗による一家の困窮や苦悩を中心に、オルコットと父の葛藤を含めた屈折した父娘関係を描いた『Edenʼs Outcasts: The Story of Louisa May Alcott and Her Father（エデンの追放者：ルイーザ・メイ・オルコットと彼女の父）』を執筆し、ピューリッツァー賞の伝記部門に輝いた。また、フルートランズ成立の経緯の資料と当時のオルコットの日記を含む『Bronson Alcottʼs Fruitlands（ブロンソンン・オルコットのフルートランズ）」が出版され、過酷な経験に苦しんだ少女時代の生の声が読まれるようになった。
また、今までアッバの手紙等の文章は、夫と娘によって破棄または改変されたと考えられてきたが、メイ家の子孫で伝記作家のイブ・ラプラントが、屋根裏部屋でアッバの手紙と日記を発見し、これを基にした母娘の伝記『Marmee & Louisa The Untold Story of Louisa May Alcott and Her Mother（マーミー＆ルイーザ ― ルイーザ・メイ・オルコットと彼女の母の秘話）』と、アッバの文章を整理しまとめた『My Heart is Boundless: Writings of Abigail May Alcott, Louisa's Mother（わたしの心は無限 ― ルイーザの母、アビゲイル・メイ・オルコットの文章）』が2012年に出版され、これまで無視されがちだったアッバのオルコットへの影響や、二人の絆、オルコットの作家業との強い関係、アッバの実像が明らかになってきた。『Marmee & Louisa』は、父娘の伝記であるジョン・マットソンの作品と双璧を為すと評価されている。
2020年にはグレタ・ガーウィグ監督の映画「ストーリー・オブ・マイライフ/わたしの若草物語」が公開され、アカデミー賞6部門にノミネートされるなど話題となり、「『女子は家庭におさまるべし』という、ジェンダーにまつわる固定観念に一石を投じる先駆的な小説」（斎藤）、「『女性の仕事』『結婚と経済」』という現代女性が抱えるテーマに正面から斬り込む内容」（谷口）等と、『若草物語』とオルコットへの注目が再び集まった。

## 人物

### 性格
オルコットは幼い頃からいわゆる癇の強い子だったようであり、子どもの頃、活発で冒険心にあふれ、男の子のゲームを好むおてんば娘だった。大人になってからも、さっぱりとした、竹を割ったような性格で、不屈の意志を持つ人物だった。愛することも憎むことも非常に激しく、母に似て衝動的で気分にむらがあり、短気だったという。初心を貫いて家族を支え続け、結婚に対して夢を持っていなかったため、最も女性観が保守化していた当時に、女性を家庭に閉じ込めようとする考え方に異を唱え、独身という生き方を貫いた。ただし、父ブロンソンに関することは、きっぱり、さっぱり対応することは難しかったようである。
子供の頃日記に、直したいところとして「怠惰、短気、自分勝手、わがまま、生意気、おてんば、虚栄、傲慢、ネコ好き」を上げていた。家族は皆、オルコットと母のアッバは、黒髪、オリーブ色の肌、激しい性格が似ていると考えており、それは母方のメイ家に流れるスペイン系の血によるものだと考えられていた。オルコットは、自分には2つの人格があると語っていたことがあり、一方を甘やかで従順なサクソン人、もう一方を情熱的で手に負えないスペイン人と呼んだ。翻訳家の谷口由美子は、彼女は根はとてもはにかみやで、人一倍強い勇気でそれを補っていたと述べており、『病院のスケッチ』では、気を張って男性たちと渡り合う姿が描かれているが、どの伝記を見ても、甘やかな人格はめったに言動に表れず、その強い意志と自立への熱い思いは、他の姉妹とは一線を画してる。ブロンソンは、アッバによく似たオルコットの性格に困惑していたが、オルコットは自分のスペイン人のペルソナをおもしろく思い、惹かれていた面もあったようである。
オルコットは父の教育を受け、母と苦労を共にし、機知に富んでいると同時に真面目で、自立と自己犠牲という相反する強い衝動を持つ人間に育った。父の教育に関する意見と子育てに関する厳しい見解、そして精神的な不安定さに接することで、また、父に自己を抑制するように注意され続け、父の理解者として自己犠牲的に働く母を見続けることで、超絶主義者の目標である「完璧を達成する」という父の理想、願望を内在化して育った。少女時代、「欲望する自己の否定」という父の教えと、それと同趣旨の、当時の女性の自己否定の道徳を内面化することに多くの努力を費やし、苦労しながらも、それは彼女の中に根付いていった。高潔でありながらも冷笑的という矛盾した人間に育ち、その矛盾した性格故に、両親のメッセージの優れた伝え手となった。
ファッションは、いつも黒かダーク・ブラウンの地味な服を身につけていた。
オルコットは仕事をして自立して生きることを好んでおり、常々「自分の力で生きていく」のが性に合っていると語っており、「私はむしろ自由な未婚者になって、自分のカヌーを漕ぎたい」「私は贅沢が大好きですが、自由と独立の方がより良いのです」と言っていた。

### ジェンダー、結婚、セクシュアリティ
『若草物語』の中で結婚したジョーに対して、オルコットは生涯を通して独身のままであった。彼女の男性に求める理想は高く、信頼に値する男性は稀であり、必要なことがあれば男性に頼るのではなく、自分自身で行うことを好んだ。オルコットは自分は少年の心を持って生まれたと感じており、少年たちに共感を覚え、彼らの自由をうらやましく思った。少女時代、姉妹たちと行った芝居では活発な男役を演じ、長じると家族を養うという伝統的な男性の役割を背負い、南北戦争が起こると、戦闘に参加することを望み、男性になりたいと思った。また、アンナの夫が死去すると、甥たちの父親代わりになることを誓った。
オルコットが結婚生活に否定的だったのには、経済的な問題に苦しむ両親の困難な結婚生活も影響しているかもしれない。オルコットは、フルートランズで男たちが哲学にふけり、母と姉妹が労働に駆け回っていたこと、ブロンソンの大黒柱としての役割の放棄から、男性に依存することは危険だと思うようになった。女性の可能性は、結婚と家庭生活をはるかに超えて広がるものだと考えたが、これは、若い頃にマーガレット・フラーと交流したことの影響が大きいと考えられている。娘時代には何人か求婚者もいたが、受け入れる気になれず、20代も終わりになると、年を重ねれば求婚されることから自由になれると考え、安堵を覚えた。冗談まじりに、独身女性にとって夫の役割を果たすのは自由であり、現実のどんな配偶者より優れた夫であると語っている。
オルコットは父を尊敬しながらもその理想に苦しめられ、父が満たすことのできない心を埋めるように、父に性格や思想は似ているが、父よりも優れた人物に惹かれていたようである。少女時代には、エマーソンにあこがれて年若い恋人になる空想をしており、「エマーソンは生きているかぎり、わたしにとって"あの方"だった。彼が考えている以上に、私にいろいろなものを与えてくれた人だった。その簡素な美に満ちた生活、本に著された真実と知恵・・・。」とも書いている。また、ウィリアム・T・アンダーソンは、ソローにほのかな思いを抱いていたと述べている。エマーソンもソローも、ブロンソンと同じく超絶主義者で、超然とした人物であり、年の離れた、求愛される可能性の低そうな人々だった。オルコットの作品の中で、ソローは自然と結びついた人物の原型となっており、『気まぐれ』のアダム・ウォリック、『仕事 ― 経験物語』のデーヴィッド・スターリング、『花ざかりのローズ』のマック・キャンベル等、模範的なキャラクターの多くにソローを投影した。エマーソンは若き日のオルコットにとって大切な師であり、彼はオルコットの精神と才能の発展を励まし続けた。エマーソンは『若草物語』のローレンス氏とベア先生のモデルであり、彼女はエマーソンとの互いに敬意を持った関係を作品に再現しようと努めた。オルコットがセンセーショナルな小説を匿名やペンネームで発表したのは、ブロンソンから隠すためだけでなく、エマーソンを不快にさせたくなかったのだろうと思われる。オルコットはエマーソンやソロー、ホーソーンといった父の仲間たちを尊敬するように育てられたが、成長するにつれ天才についての父権的神話に幻滅していき、「エマーソン氏を生涯知的な神とすることは、因襲の鎖帷子を押し付けられたようなもの」であると悲しげに語っている。
オルコットの日記には、ヨーロッパ滞在中に出会った若いポーランド人男性ラディラス・ヴィシニェフスキ（愛称ラディー）との、深い感情を伴う一時の交流が詳述されており、死の前にオルコット自身によって削除された。ラディーはポーランドの反乱で戦い、投獄中に健康を害した英雄的な青年で、ピアニストでもあった。オルコットは、出会った少年たちの中で彼が一番のお気に入りだと語っているが、二人の関係は礼儀に適ったもので、彼を息子のように思っていると主張していた。日記には、ロマンチックとも取れる強い感情が記されているが、二人の間に恋愛感情があったかはわからない。『若草物語』のローリーのモデルの一人であり、彼の感情的な半分の面の元になっている。また南北戦争では、患者だった鍛冶屋のジョン・スチュアートに好意を抱いたが、彼は傷がもとで病院で死亡している。
オルコットは、自身のプライバシーに関わると思われる手紙を多く燃やしており、残された手紙からは、彼女の性的指向ははっきりわからない。エレイン・ショウォールターは、オルコットがレズビアンである可能性を語っており、『仕事 ― 経験物語』、『古風な少女』、『ダイアナとパーシス』、エッセイ「幸福な女たち」では、親しい女性同士が同居する当時のニューイングランドの習慣ボストン結婚の関係にある、情熱的な友情で結ばれた女性たちが描かれている。オルコットは、ルイーズ・チャンドラーモールトンとのインタビューで、自分の未婚の理由をこう説明している。「私は、自然のいたずらで女性の体に、男性の心が入ってしまっているみたいなものだと、自分では半ば納得しているのです。....というのも、私は多くのかわいい女の子は好きになったことがあるのに、男性とはこれまで一度もそんなことはなかったので。」。オルコットが同性愛者であったという証拠はなく、女性への手紙に男性への手紙よりも性的な意味で親密なものはなかった。また、マデレイン・B・スターンは、オルコットにはどのような種類の性関係もなかったと主張している。作品からは、彼女がセクシュアリティに関して相反する複雑な感情を抱いていたことがうかがわれ、調和した釣り合いのとれたカップルから、セクシュアリティがジェンダー間の緊張を引き起こす不釣合いなカップルまで、多彩な縁組を描いた。

### 心身の問題
オルコット家は、ブロンソンの独特の世界観に従ったベジタリアンで、一家の食事は、無発酵パン、お粥、ジャガイモ、カボチャ、米、挽き割りの小麦、水といったもので、姉妹は空腹に悩まされることもあった。若い頃は十分な食事を取ることができず、恵まれない他人を世話する中で、猩紅熱と天然痘に罹患している。
元々頑丈な女性で、執筆時の自分の体力と精神力をかなり過信しており、没頭して無理な執筆をすることもあった。栄養不足や悪い待遇の労働で身体を壊すようになっていったが、特に南北戦争に参加して以降、めまい、顔面神経痛、リューマチ、頭痛、声がれ、動悸、不眠、胸の痛み、両腕と両足の痛み、書痙（手の震え）、視覚障害、食欲不振、消化不良、体重減少、疲労、神経衰弱などの慢性的な健康問題に苦しんだ。
南北戦争中に腸チフスに罹り、水銀を含む化合物で治療を受けており、彼女自身と彼女の初期の伝記作家は、彼女の病気と死は水銀中毒のせいであると結論付けた（水銀は自己免疫疾患の引き金としても知られており、最近の分析は、彼女の慢性的な健康問題は自己免疫疾患に関連している可能性があることを示唆している）。水銀治療が、彼女の早い死の一因になった可能性がある。後遺症で髪が薄くなったと言われており、執筆のし過ぎで右手が麻痺し、伝記によると、左手で右手を支えて何とか執筆していた。顔色は蒼白で、表情は厳しく、両眼は落ちくぼんでいたという。オルコットの1870年の肖像画は、彼女の頬を横切って鼻にかけて赤い紅斑、おそらく「蝶の発疹」（蝶形紅斑）があるように見える。これは、しばしば狼瘡（lupus）、今で言う全身性エリテマトーデスの特徴とされるものである。なお、診断に使えるようなはっきりした証拠があるわけではない。グレゴリー・アスレインとアン・K・フィリップスは、死因はおそらく腸の癌であるとしている。
南北戦争後は、体調不良となんとか折り合いをつけながらの執筆となり、オルコットは水銀治療の後遺症を和らげるために、頭痛薬や睡眠薬として、ビクトリア朝時代のアメリカで薬として普及していたアヘンや大麻製品のハシシ等の麻薬を使用した。オルコットは『古風な少女』を、リューマチと頭痛に苦しめられ、左手を吊り、片足を上げた状態で、アヘンで慢性的な頭痛を抑えながら執筆した。『古風な少女』には文法の誤りもみられ、文体への批判が寄せられたが、家族への手紙に「どれほどの痛みと苦しみのなかで急いで書かれたかを知ったら、文法が誤りだらけなのも無理はないと人は思うだろう」と弁解している。
オルコットはホメオパシーと、健康へのホリスティックで自然なアプローチをおおむね信頼しており、彼女の二人の主治医コンラッド・ウェッセルホーフトとローダ・ローレンスはホメオパシーの実践者だった（ローダ・ローレンスは部分的に、『若草物語』の続編に登場する、医師を目指す少女ナンのようなキャラクターのモデルになっていると思われる）。慢性的な痛みを和らげようと、マッサージやラジオニクス（電磁気療法）、ハイドロセラピー（水治療法）や、催眠のセッションなどを行い病気を治そうとするニューソートのマインド・キュア（精神療法）、ホメオパシーの様々なレメディなどの代替療法を一生試し続けたが、ほとんど効果はなかった。

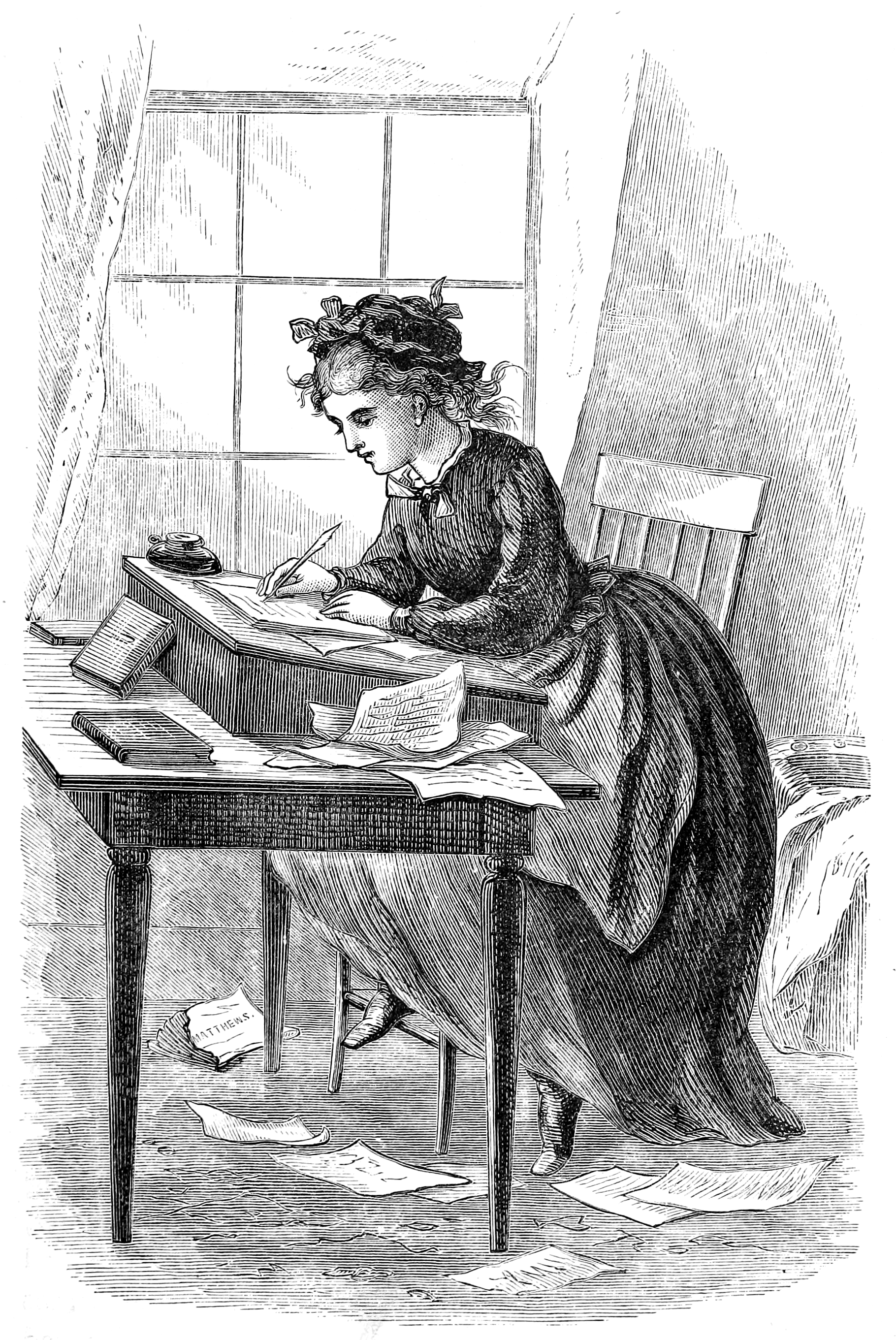
『若草物語』より、「渦」に入り執筆するジョー（1869年）

彼女は深刻な精神的および肉体的苦痛を経験しており、不平を言うことはなかったが、欲求不満を抱いていた。24歳の時に自殺を考えたことがあり、『仕事 ― 経験物語』のヒロインの失業、貧困、苦悩、抑うつ、そして自殺未遂は、その頃の経験をもとにしていると考えられている。長期間深刻なうつ病を経験したと言われ、双極性障害（躁鬱病）であった可能性を示唆する人もいる。オルコットにとって、執筆は唯一両親からの独立を見出すことができるものだった。自身を執筆に没入させる一種の興奮状態を「情熱の渦」と表現し、それは彼女の創作にとって有益なものだったと神話的に考えられてきた。オルコットは渦について、日記に次のように書いている。
渦はオルコットの身心をひどく疲れさせたが、執筆に不可欠なもので、このように折り合いをつけていた。ジョン・マットソンは、彼女が患った強迫神経症の苦悩を説得力を持って分析し、「渦」の負の側面を示している。彼女のスリラー小説は、双極性障害の衝動によるものだとも考えられている。

### 信仰
カルヴァン主義を否定し、苦難のもたらす力を信じる両親の信念と、エマーソンの影響を大きく受け、特定の教義上の信仰はほとんど持たないが、神とは人を助ける存在であり、自然の中に存在すると理解していた。特定の宗派には属さず、キリストを救い主というより教師として見ていた。アッバと、合理的なキリスト教を説いたユニテリアンの牧師セオドア・パーカーの影響を受け、貧しい家庭に必要なものを提供したり、婦人参政権拡張運動を進めたり、読者に助言の手紙を書くといった善行を重んじた。また、『天路歴程』は普遍的に当てはまる物語だというブロンソンの考えに同意し、内面の改革を重視した。個人は繰り返し生まれ変わり、人生を繰り返すことで向上し、完璧に至り、天の都に到達するのだから、人は完璧に至るまで、働き、苦しみ、向上し続けなければならないと考えたのである。東洋の宗教に興味を持っていたブロンソンの影響を受け、晩年には転生を信じていると告白したという。
また、アッバや当時の他の中産階級の女性たちと同じく、特に女性がキリスト教を体現しているという信念を抱き、『若草物語』のマーチ夫人や『仕事 ― 経験物語』のクリスティにそれを表した。愛情深く働き者の彼女たちは、家族や家族的集団の心の支えとなり、貧者に奉仕し、弱者をはげます。オルコットは女性を、「父なるそして母なる神」のシンボル、より深いリアリティと見做していたとみられている。

### 家族関係

#### 夫婦関係
母アッバは忍耐強い聖人のような印象が強いが、その結婚生活は飢えや寒さにも苦しむ過酷なものであり、気分の浮き沈みが激しく短気なところもあった。アッバはそんな自分の性格を認めて、それを浄化し、成長しようと試みていた。先進的な夫に対するアッバの愛は、平穏な時も嵐の時も家族の大黒柱のようなものであり、彼女は家族を養うことができない夫にしばしば不満を抱きながらも、たとえ世間に受け入れられなくても、夫とその理想を信じていた。 その苦しい生活は、哲学者の夫への信頼を、絶えず試されているようだった。
オルコットの伝記の著者ハリエット・レイセンは、アッバが夫の理想を支持したのは、彼と結婚して一緒にいることを選択した自分自身を守るためでもあったと述べている。吉田とよ子は、アッバが不平を言うこともなく経済的困難を一身に背負ったのは、家族を理想で振り回し、後に家族を養う責任を放棄したブロンソンが結婚の失敗者だと認めれば、彼との結婚を選んだ自分も失敗者になり、結婚に反対していた実家に対しても、結婚の失敗を見せることができなかったからで、オルコットだけは「プライドをかけた母の必死の戦い」を見抜いていたと解説している。ジョン・マットソンは著作で、理想主義者の娘であることがいかに困難であるかを物語るように、ブロンソンとアッバの結婚生活を、緊張感をもって描いている。アッバは、この時代の家庭のイデオロギーの一つである、自己犠牲の教えを受け入れ、そこから抜け出す道を探すことはなかった。『若草物語』執筆当時には、アッバは自分の一族の歴史という関心事に、精神的に逃避するようになっていた。
また、エレイン・ショウォールターは、オルコットの少女時代、両親の間には、子供たちの心の支配権と忠誠心の奪い合いがあったと述べている。

#### 教育
オルコットは子供時代の数か月を除き、公の学校に通うことはなかった。エマーソンの家の授業に出たり、ソローと森の中で過ごして自然について学ぶこともあったが、オルコットと姉妹は主に家庭教育を受けた。後に「私は父や家庭教師に教えてもらい、学校には行かなかった…だから毎朝、書斎で授業を受けていた。父は、ストラスブルグのガチョウ（フォアグラのガチョウ）のように消化できないほど詰め込むのではなく、花が咲くように子どもの本質を引き出す、賢明な方法で教えてくれたのだった」と振り返って書いている。現代から見ると彼女が受けた教育は非正規のものだが、両親や友人たちの高い学識や教養、一家に根付いた哲学的探究心にあふれた気風は、作家としてのキャリアの優れた土台になったと考えられている。
オルコットの幼年期、ブロンソンは子供の発達と教育学に夢中になり、同時代の自由主義的な教育理論家の中で最もリベラルな存在となった。ブロンソンは、年長のアンナとオルコットの遊びを観察して2500枚を超える原稿を書き、子供たちを道徳的に目覚めさせることを目指す教育理論の多くが作られ、テンプルスクールで実施された。ブロンソンは娘たちを、自身の教育理論を試す格好の実験台として見ていた。体罰を否定し、精神的な褒美と罰によって正しい行動を促進し、子供たちに自分自身の動機と願望を繰り返し内省させ、強い自制心を養うように要求した。シンシア・バートンは、「ブロンソンは子供たちを注意深く観察していたが、子供たちとの不自然な関係が内包する、自分の利己主義に気が付くことはなかった」と述べている。
ブロンソンしばしば、自分の理論の証明のために子供たちを利用し、子供たちが苦しむような実験を行うこともあった。例えば、子供が経験でどのように学ぶかを知るため、アンナに火の怖さを教えるために、ろうそくの炎に夢中になっているアンナの指を、何の注意もなく炎の中に突っ込んだ。アンナは以後、火を怖がるようになった。
教育者を自任していたブロンソンは、娘たちに、良心の大切さと、良心とはいつも「いい人」でいられるよう仕向けてくださる神であり、良心に従わない限り幸せにはなれないと教え、高い道徳的規範を課した。ブロンソンは娘達への教育で、優しさ、思いやり、忍耐といった当時の女性にとっての美徳とされるものを重視した。ゴレゴリー・アイスレインとアン・K・フィリップスは、これは明らかなジェンダー差別というより、ブロンソンがこれらの美徳を人間全般にとって基本的美徳と考えていたためとみなし、「彼自身が（こうした美徳を）所有していると信じていたことに注目すべきである」と指摘している。またオルコットは常々、物質的困窮と不幸とは違うと教えられていた。
姉妹は父親と共に読み書き、歴史、地理、算数、文法などの科目を勉強し、母親の家事を手伝った。またブロンソンは、勉強と屋外活動のバランスを重視したため、外遊びの時間も取られた。ブロンソンは早くから、姉妹に日記をつさせ、手紙を書くよう推奨し、自分の感情を記録し、成長を観察するよう指導した。ブロンソンとアッバがいつでも日記を読み、娘たちを導くためにコメントや励ましを書き込むシステムになっており、オルコットは日記に自分の勉強の進歩や、道徳的成長やわがままを抑えようとする苦闘を記録した。オルコットの自己否定しようとする葛藤は、彼女の日記で一人称主語が省かれていることにも表れている（『若草物語』のジョーの話法にも同様の特徴がある）。
オルコットとアンナは、自分の奥深い感情を綿密に調査し、人格形成や精神の成長が行き詰ったのはなぜか探るように教え込まれ、日々の考えや行動を日記に書いては点検し、さらに繰り返し自己チェックするために使った。こうした日記はカルヴァン派の告白的な著述と似た自己監視の体制であるが、宗教的な日記の伝統ではプライバシーが守られているのに対し、姉妹は両親の監視の元で日記を書いていた。姉妹は日記を書くことを通し、父親が望む自己イメージに沿って自己を形作っていくことと、書くことを結び付けることを学んだ。ブロンソンは女性の自意識を利己的で自己陶酔だと考えており、オルコットが17歳の時に彼女の日記を読んで、アンナの日記は「他の人のことが書いてあるが、ルイザは自分のことしか書いていない」と批判している。このあと数年間、オルコットは日記を断続的にしか書いていない。
ブロンソンは娘たちに対し、人は美徳を持つことで他者からの愛情が約束されること、そして、そう在れなければ愛情が撤回されることを態度で教え、娘たちに美徳を植え付けようと目論んだ。体罰を否定する一方で、娘たちが道徳的に成長するための動機付けに愛情を利用しており、ローズマリー・F・フランクリンは、現代社会でいうところの洗脳的教育と表現している。娘たちにソクラテス的な対話を行って、自身の考えを言葉で納得させると、彼女たちは従順にそれに応じ、自分が何をすれば父が喜ぶかをすぐに覚えた。こうした強制的で、サディスティックとも言える精神的トレーニングの結果、アンナは自分の意思で「お父様、私を罰してくれてありがとう」と言うようになり、2歳の頃から父に罰されることを求めるようになり、官能的と言っていいほど熱心に、父に自分が悪いことをしたと告白したがった。オルコットもまた、「お父様、罰さないで！ルイーザはいい子だったわ」と言って帰宅した父を迎えることがあった。ブロンソンは、子供たちがいたずらをしたり、幼いオルコットに自己犠牲の精神や我慢が足りないと見なすと、愛情を差し控えると脅し、その通りに罰を与えた。生来優しいアンナは、ブロンソンの教育の実験台として理想的だったが、オルコットの荒々しさや激しい気性には合わず、むしろ逆効果だったかもしれない。オルコットは、落ち着きや冷静さ、強い自制心を求める父親の期待に応えることができず、かなり幼いころから、自分には価値がないという思いに苦しめられ、父親の愛情を得ようと努力した。ブロンソンはフルートランズの失敗の後も、思春期の娘達に、愛情を与えないというやり方で罰を与え続けた。オルコットは終生、自分は無能であるという感覚を持っていたという見解もある。
オルコットが家庭で受けた教育は独特のものであったが、大人たちの手による教育が終わっても、心身の成長を目指す学びは続き、熱心に読書を続け、フェミニズムなどの問題を追い続けた。

#### 父娘関係
ブロンソンは、当時の一般的な父親のように、ある程度の距離を取って娘に接するのではなく、オルコットをはじめ娘たちに異常なまでの優しさを注ぎ、寄り添ったが、同時に、ありのままのオルコットを受け入れず、立ちふさがった。
オルコットは生まれながらに強い意志を持っており、ブロンソンは、それが彼女と母親の「他者に支配的な影響力を及ぼす力」であると考えていた。「（アンナを）私の願いの形に合わせて成型することができると信じていた…。ルイーザはそうではない。自己を腐敗させる性質がある…精神の病的な作用だ…。彼女は屈服することを好まない」と述べており、「現実的で世俗的な性格」、「暴力的で、騒々しく、制御不能な性格」、「母親と似すぎていて、くつろげない性格」であると考え、なぜ従順でないのかと当惑した。
当時はおてんばや短気、人前で怒りをあらわにすることは非常に「女らしくないこと」だと考えられており、革新的な教育思想を持つ一方、「女の子」の躾に厳しかったブロンソンは、オルコットを「女らしくない」と頻繁に叱ったようである。独特の教育家であったブロンソンは、強烈に家父長制的な人物で、第一の道徳信条として自己否定、自己放棄を掲げていた。オルコットの、幼児としては特に異常とは言えない癇癪、わがままといった性質を恥ずべきものとみなし、長い間彼女を娘の中で最も利己的であると考え、「お姉ちゃんはちゃんとできたけれど、お前はもう少し自分を抑制することを学ぼうね」と注意を繰り返した。
ブロンソンは宇宙を階層的に考える傾向があり、人間に道徳的階層があると考えて自らの人種差別を正当化していたが、オルコットを気まぐれな（すなわち罪深い）性格と考え、アッバとオルコットの肌は（有色人種のように道徳的に劣っているため）浅黒いと見なしていた。しかし実際は、アンナが一番肌の色が濃かったようである。ジョン・マットソンは、「ブロンソンのルイーザの色に対する偏見は、誤った推論と誤った認識に基づいているように思われる。」と述べている（ブロンソンの理想化された過激な奴隷制廃止論と人種差別の間には激しい矛盾があり、自己欺瞞的なエピソードが残されている）。
また、ブロンソンは妻、娘、妻の家族だけでなく、友人たちからの経済援助も喜んで、恥ずかしげもなく受け入れるような人物で、友人のエマーソンはブロンソンを高潔な人間だと思ってはいたが、時にうんざりしていたという。オルコットはこのような父を見て育ち、ブロンソンとは金銭に対して逆の生き方をするようになり、懸命に執筆して家計を支え、家の借金を返した。
オルコットについて論じる人々の多くは、ブロンソンとの関係が彼女の人生において最も重要であったと考えており、二人の人生は、良くも悪くも互いに影響し合い、分離しては完全に理解できない、相互依存的なものだったと言われる。オルコットは、ブロンソンの教えである自己否定の道徳を受け入れようともがき続け、その重要性を小説に書いた。それは、当時の女性に求められた規範と同様のものであった。オルコットはブロンソンの薫陶を受けて育ち、父の意に適う娘、エマーソンやソローの教えを受けた、従順で道徳的な娘であり、そうあろうとし、そうした女性でありたかった。しかし、父が満足するほど、従順で道徳的になることはできなかった。ブロンソンとオルコットの確執は相当深かったと思われ、伝記作家のジョン・マットソン（John Matteson）は、ブロンソンは自覚的にキリストを模倣した人生を送ろうとしており、家を司るキリストである父に反抗することは、「事実上自分を悪魔と定義するに等しかった」と述べている。ブロンソンはオルコットの荒々しく独立的な行動に対して理解を示さず、さらに父は家族を十分に養うことができなかったため、父と妻・娘の間には緊張関係が生じた。
ブロンソンは、超現実的な哲学に没頭し、経済的に父親の放棄しただけでなく、『若草物語』で不在だったマーチ氏同様に、精神的に家庭に不在といってよかった。『若草物語』でマーチ姉妹の父がほとんど描かれないのは、オルコットが父という人を理解できなかったからかもしれない。しかし、オルコットは父を聖人ぶった気取った人間だとは見ておらず、エマーソンやソローが彼の知性を高く評価していることに共感していた。父が子供たちに深い関心と敬意、愛情を注いでいると感じており、父を無力な存在だと思ってはいたが、メディアの根拠のない父への風評には惑わされず、怠け者でも、思いやりのない人でもないと考えていた。十代前半のオルコットは、ブロンソンを無害な変わり者として、また少年として見ることで距離を置いていた。また、南北戦争では、陽気で活気あるペルソナを作って、患者の兵士たちを「勇敢な少年」「兄弟」「眠たい子供」として扱う方法を身につけたが、ブロンソンにも同じように接した。オルコットの父への態度は、尊敬しながらも、常に皮肉なからかいを含むものであり、父を含む哲学者達の思索は時間の浪費で退屈なものだと感じていた。
ブロンソンはオルコットの業績を誇りに思っていたが、特に南北戦争に看護師として赴いた自己犠牲の行為に感銘を受けた。ジョン・マットソンが示唆しているように、これはオルコットが父に自分自身を証明したと感じた瞬間であり、多大な犠牲を払って達成されることになった。看護師としての奉仕の後、父ブロンソンは彼女に「ルイーザ・メイ・オルコットへ。父親から」という心からの詩を書いており、オルコットが看護師として働き、負傷した兵士を助け、オルコット家に喜びと愛をもたらしたことをどれほど誇りに思っているかを語った。そして、無私の忠実な娘である彼女のことが心の中にあると伝え、詩を締めくくっている。
また、ローズマリー・F・フランクリンは、「私は、ブロンソンとルイーザの関係には、ルイーザが十代前半になるまで情緒的近親姦があったというのが有力な見解だと考えている。情緒的近親姦とは、父親がそれを望んでいない娘に親密さやエロティックな性質の介入を押し付けることである。ブロンソンが男女を問わず、エロティックに誘惑したことは記録に残されている。彼女の独立的な性格が抵抗したからこそ、彼はもっと強く圧迫したのだ。ブロンソンの狙いは、少女たちに依存心を持たせることだったという（マーサ・）サクストンの意見には、確かに同意できる。アンナはいとも簡単に服従した。この力があれば、娘たちの成熟の過程を止めることができ、彼女たちを女性ではなく少女のままにしておくことができるのだ。」と、父娘のいびつな関係性を分析している（なお、ブロンソンとオルコットの間に児童虐待や近親相姦があったという証拠はない）。
オルコットが家族の中で経験した苦労について、前田絢子・勝方恵子は、「経済的にも精神的にも出口のないトンネルのようなものであった」と形容している。オルコットは、父ブロンソンの教えである自己否定の道徳を内面化しようと努力し続けたが、彼女の生来の性格のためだけでなく、父の社会性も経済観念もないある種異様な性格のために、「こんな家に生まれなくてよかった」と伝記作家の誰もが思うような、非常な困難を伴う試みとなった。
ブロンソンはオルコットの作品の文学としての質を高く保たせようとし、扇情小説を執筆することを望んでおらず、オルコットは父には知られないよう隠していた。
ブロンソンは懸命に働くオルコットに寄りかかって生きていたが、彼女が『若草物語』で成功するとさらに顕著になり、彼女はそんな父を温かく受け止め、父が体裁よく快適でいられるよう気を配り、喜んでお金を使った。ブロンソンは『若草物語』の姉妹の父、メグの子供たちの祖父として敬愛され、歓迎されることを楽しみ、そのことを話すのを好んだという。エレン・モアズは、ベストセラーや傑作を書いたアメリカの女性作家は、父や夫が働かない・働けないことで、家計を背負わざるを得なかったという背景が多いが、経済力皆無の哲学者ブロンソンほど、女性の文学の歴史に寄与した人はいなかった、と述べている。

#### 母娘関係
アッバの若き日の生活は、19世紀初頭の女性がいかに家庭的な道以外を追求することが難しかったか、また、いかにして聡明で創造的な「リトル・ウーマン」が、しばしば「良き妻」になったかをよく示している。家族を養うために自身の夢を抑え、オルコットに影響を与え、奴隷制と女性の権利を求める熱心な改革者として活動した。イブ・ラプラントによって再発見されたアッバの日記と手紙は、彼女が機知に富み、優しく、先見の明があり、活発で、自己犠牲的であるという、複雑な女性であったことを示しており、悲劇的な結婚にもかかわらず、その道徳的信念と強い性格によって、社会問題に関わり続けた。情熱的な著作家、思想家であり、時代を超えたフェミニストとして再評価されている。
アッバは少女たちの教育を支持し、奴隷制度廃止と奴隷解放を早くから支持していた。両親の反対を押し切って、理想を同じくする無一文の教師であったブロンソンと結婚し、自分の力を行使した。挫折、経済的苦難、悲劇に見舞われながらも、自分の信念を貫き、それを娘たちにも伝えた。彼女の遺産は、『若草物語』の母の善良さだけではない。オルコットはアッバから、その精神と挫折、日記と労働倫理を継承している。オルコット家の姉妹の理念や野心は、アッバ由来のものだと言え、彼女達や、架空のマーチ家の姉妹を通して、それは今も生き続けている。アッバが娘を通し、夢を実現したという見方もある。
アッバは福祉関係の仕事についたり、親戚に借金をしたりと、経済的に苦労を重ね、オルコットはそんな母の姿を見て育った。アッバは、ブロンソンの一貫性のない主情的な行動に、忍耐強く現実的に対応し続けたが、こうした姿は、オルコットに深い印象を与えた。アッバは、夫が自分の犠牲と献身をわかっていないことに憤り、それを男女の不平等というより大きな問題と関係あるものと考えた。彼女はこの問題認識と、女性に対する過ちを正したいという思いをオルコットに伝えている。オルコットは、アッバの自己犠牲への衝動から、強い影響を受けて育った。アッバは、結婚というものが女性自身を傷つけるもので、危険なものであるとさえ考えており、娘たちに自活の大切さを教え、女性が男性と同じように家庭とキャリアの両方を楽しむことができる日を夢見た。オルコットは、ブロンソンは自分の都合で動物を傷つけることはなかったが、「勇敢な女性の趣味、時間、気質」を犠牲にした、と書いている。
オルコットにとってのアッバは非常に重要な人物で、恩義を感じており、母の死後日記に「母はとても義理堅くて思いやりがあって、誠実だった。母にとって人生は厳しく、母が耐えなければならなかった全てのことは誰にもわからないだろうが、私たち子どもは分かっている。」と書いていた。母とは「双子」、「ダブル」と言われるような関係で、オルコットにとっては母は「愛すべきモデル」だった。二人の人生は深く結びついたものだったが、一部の伝記作家はこれを軽視したり完全に無視してきた。廉岡糸子は、オルコットは姉のように父に愛されたいと願ったが、それは叶わず、父との間には確執が生じ、それもあって、無条件にオルコットを受け入れる母との絆は、父との間よりも緊密なものになったと思われる、と述べている。エレイン・ショウォールターは、オルコットが母のお気に入りとなって、父の支配に抵抗したと述べている。
アッバはオルコットの作家としての素質をサポートした。ブロンソンは読み聞かせを教訓を教えるためだけに行ったが、アッバは幼いオルコットにロマンチックな物語や恐ろしい昔話をしてやり、想像力や創意を育んだ。アッバは、ブロンソンが家庭内で支配的で押しつけがましい存在であることを敏感に感じており、オルコットに筆記用具と机を与え、彼女自身の場所を作ることを助け、少女時代、文学の先生の役割も果たした。
イブ・ラプラントは、アッバがブロンソン以上に、オルコットに作家という職業を勧め、後押ししたとしており、オルコットの作家としての驚異的な成功に、アッバが大きく貢献したとみなしている。アッバはオルコットに「あなたが生きていることを世界に知らせなさい！」と助言し、亡くなるまでオルコットの最も親しい友であり、知的な指導者であり、最大の支援者であった。

#### 姉妹
長女のアンナは、人の言うことを聞きやすい性格で、忍耐強く思いやり深い、優しい人だった。若い頃はいつも結婚を夢見ており、アッバも高く評価する、父と同じ超絶主義者の青年と結婚し、主婦となり、二人の男の子を生み育てた。夫がわずかばかりの貯金を残して37歳で亡くなった後は、オルコットが子供たちの父親代わりとなっている。子供時代、オルコットはアンナを熱烈に慕い、青年時代は共に演劇活動を活発に行い、両親の介護も二人で協力して行った。オルコットの死後、姪のルルを連れてヨーロッパに行くまで、コンコードとボストンからほとんど出ることはなかった。ブロンソンのお気に入りはアンナで、娘への手紙の大部分がアンナ宛のものだった。
早世した三女のエリザベスは、人懐っこく、穏やかで、よく笑う子供だった。子供時代の日記から見えるのは、引っ込み思案で平凡で目立たない少女の姿である。15歳で学校をやめ、家事を担った。心優しい人物で、自分の関心や願いを口にすることはめったになく、内面についてもほとんど語ることはなかったが、ブロンソンはエリザベスを特別視し、自分の心を投影できる存在だと考えていた。彼にとって、ソウルメイトのような特別な存在であり、アンナは美徳と欠点を持つリアルな子供であったが、エリザベスはプシュケーのように純理的な存在であるとみなし、一段高い位置に置いていた。『若草物語』で音楽の才能がやや誇張されて描かれたが、他に特に才能を示すことはなかった。エリザベスの手紙や日記あまり残されていないが、病身の彼女が家族に書いた手紙は、暗く、辛辣な筆致だった。その短い人生はオルコットに深いインスピレーションを与え、『若草物語』の理想化された妹の姿がエリザベスへの思いを表している。
四女のメイには一家が最も貧乏だった時代の記憶がなく、社交的な性格で、家族に大切にされ甘やかされた。オルコットはメイをかわいがり、貧乏に慣れたアンナや自分と違い、メイにはきれいな服を着せてやり、最高のものを買ってやりたいと思い、強力な支援を行った。メイは絵の才能を持った野望に燃える女性に成長し、ボストンやコンコードで絵を教えた。メイが受けた芸術教育は、お金の問題で断続的でかなり不十分なものだったが、オルコットの援助で数度渡欧して学び、画家として絵も売れ、評価されるようになった。オルコットは日記で、メイの特権や気楽な人生への嫉妬をつづってもいるが、彼女の画家としての成長とキャリアを援助したことを誇りに思っていた。画家として活動したヨーロッパで、芸術を愛し、ビジネスにも成功した15歳年下の青年と結婚し、娘を産んでしばらく後に、オルコットに娘を託して死去した。

#### 家族への奉仕と重圧
13歳の時に、「わたしの愛する家族の者に必要なものを与えよう。父には安定した生活を、母には平和と安らぎと日の当たる部屋を、姉のアンナには幸福のチャンスを、病身のベスには看護を、メイには教育を。」と将来の人生計画を立てていた。
オルコットは姉妹の中で一番母アッバに似ていたといわれ、姉妹の誰より家族に献身的で、父母のために心を砕いた。オルコットは一家を守る庇護者であろうとし、模範的な生き方を心掛けていた。姉妹の中で、また家族の中で主導権を握ることに執心し、同時に家族に尽くし、裕福になると両親・家族間の決め事も取り仕切るようになった。三女が亡くなると家政婦となり、稼ぎ手となり、長女の夫が亡くなると父親代わりとなり、母が亡くなると父の介護を行い、四女が亡くなると姪の母親代わりになり、家族の隙間を埋め続けた。一家の稼ぎ手として息子の役割を果たし、独身のまま両親の元に残って介護をすることで、娘の役割も果たした。オルコットは、自分の運命は「空っぽの隙間」を埋めることだと語っている。
マーサ・サクストンは、オルコットには逃れられない無力さがあり、「35歳になっても、幼年期と青年期の感情が、彼女の感情生活を支配していた。自分の存在を広げ、新しい経験や関係を加える代わりに、彼女は義務の世界に深く潜り込んで、新しい家族の負担を背負い、自分自身に厳しい制約を課した。同様に、想像力を制限して、過去に引きこもり、女性が時には思いのままに振る舞ってもいいかということよりも、広い心の問題を考えることを拒んだ」と分析している。
スティーブン・J・ガーツは、一家の大黒柱であり介護人である彼女をケアする人はおらず、このような家族からの多大な負担・重圧を、彼女が薬物を使用していた要因の一部とみている。

#### 作品への家族関係の投影
オルコットの作品に父への反抗心を見る意見もある。『若草物語』の翌年の1869年にA・M・バーナード名義で、父のいかさま賭博の片棒を担がされて死ぬ娘の物語「扇の運命」（Fate in a Fan）を発表しているが、オルコット研究者は、ひそかな父への反抗を示す作品と見なしている。『仮面の陰に』では、悪女とも言えるヒロインのジーンは、「家庭の天使」のような女性を演じ、コヴェントリー家の人々は魅了され翻弄されるが、そんな彼らの姿は、オルコットが仮面をかぶっていい子でいるときだけ愛したブロンソンに似ている、と言われている。
ローズマリー・F・フランクリンは、オルコットがスリラー小説を書くことに固執したのは、個人的な問題を登場人物に投影できたからで、身近な人物や場所を採用するより、ステレオタイプなキャラクターと遠く離れた場所を舞台にするスリラー小説の方が、偽装が容易であり、さまざまなプロットを通じて、彼女の家族関係、とりわけ父ブロンソンに対するアンビバレントで心をかき乱される感情を解消するための安全な場であったからだと分析している。
また、無垢な若いヒロインと、年上の二人の謎めいた男との恋愛を描いたゴシック・ロマン「大理石の女、あるいは神秘的なモデル」では、男のうちの一人が、ヒロインの父親（ブロンソンが投影されている）であることが明らかになり、ローズマリー・F・フランクリンは、さらに深層では、オルコットが母との強い絆だけを頼りに、この機能不全家族を生き抜いた可能性が示唆されていると述べている。

### 社会活動
オルコットは一家の伝統を踏襲し、社会改革的な思想の持ち主で、若い頃から奴隷制度廃止論者であったが、成長して活動に参加し、フェミニストとして女性の権利のためにも活動した。男女の社会関係変革の運動に尽力したマーガレット・フラーに心酔しており、ルクレシア・モット、エリザベス・キャディ・スタントン、スーザン・B・アンソニーらと共に、家々を訪問し、女性たちに選挙権登録を呼びかけた。禁酒運動、児童の労働、刑務所改善に取り組み、活発な活動をし、寄稿や資金援助を行った。州立コンコード刑務所で読み聞かせをしたり、貧しい子供たちのためのボランティア活動や、女性と子供のための病院の訪問などを行っていた。

## 作家として
オルコットの作品は単行本、記事、長編小説、短編小説、詩からなり、300近くに及ぶが、その多くが雑誌に発表された。その執筆活動は、「明日の生活費を心配しながら、せわしなく移動し、四六時中仕事や家族に縛られ、執筆活動にも没頭できない」という、支障の多いものであった。『若草物語』で成功するまで、執筆のための自分の部屋を持つこともできず、稼いだお金を自分のために使うこともなかった。優しさや美徳を賞賛し、それが報われるような物語を書きたいと思う一方、自分の暗黒面を解き放つこと、自身が「薄気味悪い」スタイルと呼ぶものを表現することを好むという、対照的な作風を持つ複雑な作家だった。
オルコットは少女向けの家庭小説の作家として知られ、親しみやすい色彩豊かな女性キャラクターを生み出し、教育を受けた強いヒロイン像は、アメリカ文学に大きな影響を与えた。特に『若草物語』のジョーは、当時のアメリカ社会の常識や価値観に囚われない新しいタイプの女性キャラクターであり、佐々木真理は、「ジョーの考え方と生き方は、当時の主な読者層だった中産階級の女性たちに大きな影響を与えました。」と述べている。
20世紀前半には、感傷小説・家庭小説（日本でいう少女小説）として書かれたオルコットの作品は、ジャンルへのレッテルから、しばしば教訓的で中身がないものとして否定され、彼女の作品は道徳的な高慢さや慎重さを指す略語として使われるようになっていた。また、作品における奴隷制度への反対、女性参政権、人種平等などへの政治的言及は、近代主義者によって芸術性に欠けると考えられ、低く評価されてきた。しかし1970年代に、彼女の作品に込められた怒り、風刺、ひそやかな反抗という深層が浮き彫りになっている扇情小説・ゴシック小説が再出版されたことで、その生涯と著作に新たな洞察が与えられ、フェミニスト文芸批評の発展とともに、この30年間、彼女に対する真剣な批評的関心が高まっている。彼女とその作品は、2020年時点でも研究者の関心を集め、ファンの間で根強い人気がある。

### 編集者トマス・ナイルズとの関係
編集者のトマス・ナイルズは、『病院のスケッチ』を評価し、オルコットに少女向け家庭小説の執筆を依頼し、人気家庭小説作家に育てた。『若草物語』第一部は、姉妹のこれからの人生を暗示するような章を加えたらどうかというナイルズの提案で、メグが婚約する最終章が追加された。
ナイルズは、少女向け作品の成功の波に乗るようオルコットを励まし、オルコットは『古風な少女』を書き、本作の人気が『リトル・メン』の執筆を後押しし、その他の家庭小説の出版へとつながった。彼はオルコットの友人で、文学だけでなく経済的なアドバイザーでもあった。『若草物語』の報酬として、原稿料ではなく印税契約をするよう助言し、定期雑誌での執筆より、より文学的で報酬の大きい単行本にエネルギーを注ぐようアドバイスした。『気まぐれ』のような大人向けの文学を書くよう強く勧め、『仕事 ― 経験物語』が出版された。オルコットはこれ以上大人向けの文学を書くことはなかったが、少年少女向け作品の依頼に感謝した。ナイルズは新作と再話を集めた6巻の『ジョーおばさんの切り抜き袋』を出版し、『気まぐれ』の改訂版や、『ルルの本棚』『少女たちに捧げる花冠』の出版を助けた。
ナイルズはロバーツ・ブラザーズの共同経営者に昇進すると、1872年に「匿名作家シリーズ」を開始し、オルコットは依頼に応じて扇情小説のA・M・バーナードのスタイルで『現代のメフィストフェレス』を執筆した。

### 童話作家として
オルコットの児童文学作家としての最初の作品はおとぎ話であり、最後の作品もまたおとぎ話であった。オルコットはソローに様々なおとぎ話を教わり、フリードリッヒ・ヴィルヘルム・キャロヴェの『終わりのない物語』（1834年）のような子供向けの娯楽作品を読んで育ち、これらを咀嚼して想像力を広げ、子供向けの物語を創作した。
最初の『Flower Fablesrk（花の妖精物語、花物語）』（1854年）や晩年の『Lulu's Library（ルルの本棚、全3巻）』（1886年 - 1889年）は、愛する子供や友人のために書かれた作品である。妖精物語は、自然の中に魔法的な要素を見出す超越主義的価値観が見られ、愛や親切心、義務の大切さが描かれる道徳的な物語である。童話にも、彼女が幼少期に受けた訓練、特にブロンソンの教育観の影響が濃く見られる。『Lulu's Library』は、最終巻がオルコットの死後出版されたが、彼女が予想したよりはるかに人気があり、第1巻は21刷を重ね、各巻1万部以上売り上げた。近年の批評家がこうした物語集に言及することはほとんどないが、オルコットは童話を繰り返し改訂し力を注いでおり、彼女の仕事の重要な一部である。

### 少女向け家庭小説作家として
家庭小説とは、中産階級の家庭崇拝をベースとする感傷的な物語のジャンルである。オルコットは、大人も楽しめる少女向け家庭小説作家として、アメリカでも特に敬愛される作家のひとりだった。『若草物語』第一部・第二部（1冊にまとめて出版されている）は、オルコットの作品の中で最も有名であり、アメリカ家庭小説の頂点であると評価されている。女性の生き方の追求も取り上げられ、リアリスティックでありながら、ユーモラスで温かみのある作風が特徴となっている。高潔で温かい家庭像を示し、現実のオルコット家を元に生まれた「アメリカで最良の家庭を具現する作品」として愛された。ヒロインたち(途中で死去するベスを除く）が幸福な結婚に収まるプロットは、アメリカで1850年代をピークに流行した感傷小説の形式を踏襲しており、オルコットが『広い、広い世界』のスーザン・ウォーナーや『点灯夫』のマリア・S・カミングスらに続く作家であることを強く印象付けた。
『若草物語』は出版以来、長期にわたって一般の人気を集め、現在では往時ほど読まれていないとはいえ、数種類の版が出版されており、日本でも翻訳・出版され続けている。一流の作品としての地位を保ち、19世紀の小説、児童文学の分野においても高く評価されている。オルコットは『若草物語』の作家に対する出版社と読者の期待に応え少女たちの主体的な成長を描く感傷小説・家庭小説を書き続け、人気作家としてのキャリアを築いた。
オルコットは「短い単語で済むときには決して長い単語でを使ってはならない」と考えており、平明で分かりやすい文体を用いた。チャールズ・ディケンズが文体・創作の手本となっており、作中人物たちを喜劇的な見方で描き、キャロライン・カークランドやメアリー・アビゲイル・ドッジの辛辣さを参考にした。『若草物語』第一部・第二部には、反道徳的ではない程度に俗語や罵り言葉も取り入れて、リアルな会話体により、日常感が醸し出されている。
当時は、悪人は悪人らしく、善人は善人らしく描かれるものだったが、オルコットは人間心理への鋭い洞察により、人間性の複雑さを認識しており、登場人物たちを、根は善良でありながらも、思わず悪いことをしてしまったり、欠点や葛藤を持つものとして、リアリティのある性格描写で魅力的に描いた。日常の中の悲劇的かつ喜劇的な状況、大事件ではないが、困難や窮地と、それに前向きに対処する（父不在の）一家の姿を描いた。年相応であり、詳細に描き分けられた姉妹は読者の共感を呼んだ。当時の生活様式・社会道徳・社会構造に対する作者の視点の現代性が、現在の読者からも共感され、それぞれの特殊なエピソードが普遍的なものへと昇華され、現代の読者にも楽しめる作品となっている。
当時のアメリカでは、福音主義運動の一環として、『アンクル・トムの小屋』の作者ハリエット・ビーチャー・ストウやスーザン・ウォーナーにより、子供に宗教や道徳を教える日曜学校派物語（Sunday School fiction）と呼ばれるフィクションが書かれ、広く普及していた。一般の出版社による児童文学も、日曜学校派物語より内容は豊かであるとはいえ、基本的な姿勢は変わらず、道徳や教訓が重要な要素であった。また、南北戦争中から後にかけて、アメリカの児童向け出版社はおおむね、ボストンまたはニューヨークのアメリカのジェントリー層による集団であり、伝統的なジェントリー的価値観も重んじられていた。産業革命以降、旧来のジェントリー層は没落しつつあり、アメリカ社会の価値観の多様化が進んでおり、ジェントリー層の出版人・児童向け作家たちは、アメリカ家国以来の社会秩序の根本になってきた、誠実、名誉、意思堅固、節制、慎み、正義といった、伝統的社会の基盤となるジェントリー層の伝統的価値観を次世代に教え、高潔な人格を育むことを大きな使命と考えていたのである。彼らの多くは牧師や人道主義的社会改革者で、オルコットもこの集団の一員であり、使命観を共有していた。
オルコットは多くの短編の教訓物語で、「勤勉と愛が希望をもたらす」というパターンを繰り返している。長編の『若草物語』では、このパターンが広く拡大されて変奏され、豊かで複雑な物語となっているが、物語が安定した教訓的な形式からはみ出ることはない。オルコットの家庭小説では、清貧が上品に賛美され、物質的貧しさの中でこそ心の豊かさが育まれ、物質的豊かさが幸せを妨げるという物質主義批判の価値観による設定があり、健全性と明るさのトーンが基調にある。また、当時家庭婦人向けの「子育ての手引書」が大流行しており、オルコットの叔父にあたる医師のウィリアム・A・オルコットはこうした育児書の人気ある著者であり、オルコット家は育児書の著者である育児の専門家たちと交流があった。オルコットはこうした大人向けの育児書を念頭において子供向けの訓話物語を書いていたことが知られており、教師の経験もあったことから、「教師」としての姿勢をもって子供向けの本を書いた。自分の作品を、「若い人のための道徳のお粥」と形容した。
『若草物語』のジョーのように、反抗しながら、なかなか自己否定の道徳を内面化できない心の過程が面白い作品を生んだが、最後にはヒロインは従順であり、道徳の内面化を踏み越え、道徳の束縛を破って自己解放に向かうといった発想はなく、あくまで道徳の獲得への努力について書いた。最終的には社会規範に従うとはいえ、ジョーの言動には、生き生きとしたリアリティがあり、物語は道徳的・教訓的な建前と作者の本音が交錯し、教訓性とリアリズム、古い価値観と新しい価値観がせめぎ合っており、このバランスの危うさの中に、作者が垣間見えるとも言える。建前とその裏が醸し出すジレンマや動揺、自己矛盾のダイナミズムが作品の面白さとなっており、斉藤悦子は、オルコットは「自分の深層に潜んでいた揺らぎを、すべてそこ（家庭小説）に注ぎ込むことになった」「彼女の残した不思議な二重構造を持つ痛々しいまでにトランセンデンタル（超絶主義的）なLittle Womanは、規範的レベルと深層心理的なレベルのメッセージの食い違いを内緒にしながら、『女の子の物語』として不朽の名作となり、世界中で読み継がれることになった」と述べている。
当時の大衆小説は、重苦しいお説教がなされることが常であったが、『若草物語』のそれは簡潔で、ストーリーに沿った自然なもので、当時の読者にとっては押しつけがましくなかった。『若草物語』は、ユーモアの豊かさや独創性、リアリティのある表現で、「アメリカ児童文学の転換期を記す作品」であるといえる。オルコットは、自分自身の人生を下敷きに、健全でありながらも現実味があり、当時の読者が共感しやすい家庭像を描いたが、かなり先駆的な試みであった。ただし、少女向け小説におけるリアリティのある描写は、先行する『広い、広い世界』にも見られ、ほぼ同時期のアデライン・ダットン・トレイン・ホイットニーによるニューイングランドを舞台にした少女向けの物語群や、エリザベス・スチュアート・フェルプスの「トロッティ物語シリーズ（The Trotty book）」にも、詳細な家庭生活の描写やユーモアがあるため、当時の、女性向け小説のヒロインの型や表現の変化の潮流の中で生まれた作品であると言える。池本佐恵子は、「オルコットの『若草物語』は、同時代の家庭小説とは作品の持ち味や完成度は異なっていても、五〇年代からの伝統を汲んだリアリズムやユーモアのある家庭小説、という当時の一つの文学的潮流の中から生み出されているのである。ひとことで『若草物語』を形容するなら、この物語は、十九世紀に人気があったセンチメンタルな婦人向け家庭小説をより易しくし、これにさらに、ロマン主義的な児童文学の要素を加えて、より低年齢層に向けたもの、と言えるだろう」と評している。
『若草物語』で描かれた家庭像、ドメスティック・イデオロギー（家庭のイデオロギー）には、世間に合わせつつも巧妙にフェミニズムを取り込んだ、保守性と革新性が見られる。キャサリン・ビーチャーとハリエット・ビーチャー・ストウは、ベストセラーとなった1841年の女性へのアドバイスブック『ドメスティック・エコノミー論』において、男女のヒエラルキー・家庭制のイデオロギーは維持しつつも、女性の持つ影響力を高く評価し、女性への教育や体育を奨励し、これまで父や夫に隷属する存在であった女性達もアメリカ社会を変えるほどの力を持っていると認め鼓舞するという、保守的かつ革新的な女性観、ドメスティック・イデオロギーを提示しており、相本資子は、『若草物語』と、エリザベス・スチュアート・フェルプスによる同時期のベストセラー小説『かすかに開かれた扉』という2つの物語は、ビーチャー姉妹の『ドメスティック・エコノミー論』と「家庭」の概念が合致していると述べている。これらの作品には、フェミニストとしての意見を巧妙に、表と裏の顔を使い分けて複雑に表現した、女性作家たちの戦略が見て取れると評している。
ブロンソンから学んだ自己鍛錬を重んじる超絶主義者の姿勢と、アッバから受け継いだ他者への深い思いやりを反映し、自身が行った禁酒、女性の権利拡大、社会運動も作品の中に登場させた。慈善行為は19世紀の中産階級の女性にふさわしい改革運動だと考えられており、『若草物語』やおとぎ話でも繰り返し描かれた。当時の女性の衣服は、呼吸を妨げ、歩行の邪魔になるようなもので、フェミニストたちはもっと締め付けがなく実用的な衣服と靴を推奨する衣服改革運動を進めており、オルコットはこれを支持し、作中でも非実用的で華美な服による心身への悪影響と、シンプルで実用的な服の健康と生活への良い影響を描き、衣服改革を推奨した。
当時は「ムチ（体罰）を惜しむと子供を駄目にする」と考えられていたにもかかわらず、マーチ夫人が体罰を受けたエイミーを退学させたり、女性が外で働くことの重要性が語られたり、ジョーは「小さな淑女」の鋳型にはまることを拒んで生き生きと作家業に励み（シリーズが進むにつれ、ジョーもある程度社会の規範に従うことになるが）、メグと夫の家事・育児の分担が描かれるなど、オルコットは因習から逸脱した革新的な思想への関心、社会批判を、物語の中にやんわりと、かつ明確に差し込み、また、新しい家族の在り方を提示し、女性が働くこと、家事育児の分担などにより、「真に理想的な家族の愛の絆がもたらされる」という信念を力強く示した。オルコットが『リトル・メン』や『ジョーの少年たち』、『古風な少女』などの家庭小説で描いた教育理念は、ブロンソンのものだと言われるが、ブロンソンに欠けていた実用性が見られ、少年だけでなく少女も、職業を持って生きていくのにふさわしいと主張されている。これは、娘たちの自立を必死に望んだアッバの思いが反映されていると考えられている。
『若草物語』第一部・第二部について、ジェイン・S・ギャビンは、「この作品は、これから適齢期に向かう少女たちが自己の欠点や悩みをいかに克服するかがそこに具体的に示されているという意味で、19世紀の若い読者にとっては社交場のたしなみの手引書だった」と述べている。人気を受けてシリーズの続編が書かれ、健全な家庭小説の需要に応え続け、子供向け雑誌「セント・ニコラス・マガジン」でも執筆した。これらの家庭小説には多かれ少なかれ自伝的な要素があり、登場する若者たちの性格描写にも優れており、『若草物語』第一部・第二部の作風を引き継ぐものであったが、オルコットの家庭小説で、同等のレベルに達する作品は出なかった。
『古風な少女』では、上昇志向を持つ家庭の愚かさを、別の健全な家庭と対比させ、反家庭小説ともいえる物語を描いた。また、オルコットがボストンで一人、働きながら暮らした体験が反映されており、ボストンの社交界や当時の生活態度や習慣、ファッションなどがよく描かれている。『ジャックとジル』では、一つの家族ではなく、ニューイングランドの一つの村全体における家庭生活が描かれた。
オルコットは、様々な文学的テーマ・技法に惹かれ、実際は複雑な作家であったにもかかわらず、家族の生活を支えるために家庭小説を書き続けたと考えられており、マデレイン・B・スターンは、「彼女は自分自身の成功の犠牲者となった。そのような選択の当然の結果として、『子供の友』としての名声、また、ただ一つの名作の著者としての名声しか得られなかったのである」と述べている。一方アメリカ文学者の平石貴樹は、道徳はオルコットにとって個人的に切実なテーマでもあり、そのため彼女は、道徳というテーマでならいくらでも書ける作家であったと、家庭小説を書き続けた内的要因を指摘している。

#### 進歩主義教育の源流として
アメリカに入植したピューリタンにとって、子どもは本質的に悪を為す存在であり、子供が内発的に行うことは邪悪であると考えたため、それを矯正し善を詰め込むため、学校でも家庭でも体罰と注入教育が推奨されていた。オルコットはブロンソンの教育思想を少年少女向け小説で描き、子供は善なる存在であるとし、子どもを邪悪な存在と捉えるピューリタン的子ども観を否定した。『若草物語』の続編のベア学園では、注入主義と体罰の廃止、共同体意識の醸成による自己意識の獲得を通した自己陶冶の実践を描いた。作品の中で「進歩的」な子ども観、教育観を描くことで、間接的に次世代教育の準備に寄与したと言え、進歩主義教育の源流の一人であるとみなすことができる。彼女が小説で描いた少女少年像は、教育界を含めたアメリカ社会における子ども観のスタンダードになった。

### アメリカ近代小説黎明期の作家として
オルコットの作品は少女小説、ジュブナイル小説、スリラー小説といったジャンル小説として、本格的な文学史議論、アメリカの近代リアリズム小説の誕生の研究からは無視されてきたが、近代小説の成立の過渡期にあたる作品であり、平石貴樹は、『Moods（気まぐれ）』においてひとまず、「近代小説はやや特殊な形で成立した、とみることも可能であるだろう」と評価している。本作の主題は道徳であり、この「情熱ではなく徳義」という自己否定的主張は、ブロンソンを父とするオルコットにとって、幼少期から極めて重要で切実な問題であるため、前近代的テーマの小説のようにも見えるが、彼女の個人主義的な主題の追求となっているともいえる。平石貴樹は「オールコットの個人的、伝記的な要因を率直に反映しながら、彼女の苦心の自己表現として書かれた、その意味では個人主義的な、一人前の近代小説であることは、最終的には否定できないだろう。」「オールコットは逆説的なことに、自己否定の願望を自己表現しようとする作家だった。これが、彼女が（近代小説への）過渡期的な作家であることの深層の意味であり…彼女が『気まぐれ』を、「書かないわけにはいかなかった」理由、第二版まで二十年以上にわたって抱え込んでいた理由だったとも考えられる。」と分析している。
英文学者の高尾直知は、オルコットが重視した「おのれを征する」という倫理は、単に自身の欲動を抑圧するということではなく、マーガレット・フラーが『十九世紀の女性』で説いた人間観、その理想モデルを達成するためのものであると分析している。フラーによると、人間は性別を問わず男性性と女性性を内包しており、両者の均衡がとれた成長により幸福になれるが、人類の歴史において、男性性の方が女性性より成熟が早く、男性性が女性性を支配する構図になりがちである。こうした「不釣り合いな結合」が女性性の開花を妨げ、男女ともに不幸をもたらすとフラーは説いた。
オルコットにとって「おのれを征する」ことは、男性的原理と女性的原理が均衡を取りながら成熟するために、己の内にある男性的原理（支配抑圧に走る性格）を抑圧し、女性的原理（愛し調和しようとする性質）を伸ばすことを目的としているのだという。高尾直知は、『気まぐれ』のヒロインのシルヴィアにとって、恋するウォリックと結ばれることは、愛情のみに傾き、「気まぐれ」に流されることであり、この恋を諦めることは、全人的バランスのとれた、より大きな調和を目指すという決意であるとしている。オルコットにとって、「釣り合いのとれた（男女の）結合」とは、おのれを征し「互いのうちの人間的可能性を成熟させること」であり、男女の愛情における激情・劣情を徹底的に排除した、透徹した愛の物語によって、結婚を否定する真の男女関係のあり方を提示している。高尾直知は、これは「近代小説の大改良」であると言え、「父ブロンソンがフルートランズで行った近代家庭制の大改良を、小説において実現する努力だったと言ってもいい。」と評している。

### スリラー小説家・扇情小説家として
オルコットはA・M・バーナード名義や匿名を中心に、外国を舞台にしたような大人の男女のサスペンスあふれる愛憎ドラマや、ロマンチックな愛を説得力を持って書き、また、愛、魔性、狂気、復讐、殺人、麻薬、犯罪、スパイ活動、異なる人種間の結婚、革命、結婚生活等における男女の権力闘争、マインドコントロール、催眠術など、彼女の少女向け小説からは想像できないようなことが書かれている。道徳的な家庭小説に対し、スリラー小説・扇情小説は、自分の好きなように生きた女性たちが、社会から転落し深い後悔の中死ぬという結末が多く、女性の身勝手な行動を戒める訓話的な面があった。これらは勧善懲悪で、道徳の約束事が保証されたジャンルであり、そこで道徳に縛られない悪人を自由に描くことは、オルコットにとって発散、心のカタルシスになっていたと考えられている。オルコットは「渦」に入って書くことに耽溺し、現実を意識することなくキャラクターと共に生き、「悪徳に身をゆだねる」のであった。
オルコットは必ずしもジャンルの約束事に従っておらず、『仮面の陰に あるいは女の力』では、悪女とも言えるヒロインが破滅する展開にはなっていない。30代には、これらの作品で家族の生活費を稼いでいた。雑誌連載の仕事を通して、読者が思わず一気読みして、続きが楽しみになるような話を作る技術を身につけていった。オルコット家は、家族が日記を互いに読みあうことが許され、少女時代プライバシーがなかったため、扇情小説の執筆には、心理的プライバシーの確保という面もあった可能性がある。
これらの中には、『愛の果ての物語』（当時は出版されず）や『ポーリーンの激情と罰』があり、一部は邦訳されている。彼女のスリラー小説の主人公は、巧妙で執念深い女性がヒロインであることが多く、復讐と情念、暴力と流血の物語が描かれた。意志の強い女性の波乱万丈の物語も書かれた。こうしたヒロインは、コリンズやブラッドン（フェミニストの登場人物も書いている）の本のように、強く、賢く、そして毅然としている。オルコットは物語の中で、残忍で権力をふるう、愛情に欠けた男性と、彼らに復讐しようとする女性を描いたが、こうした姿勢は、彼女の人生における最初の男性がブロンソンであったことに起因すると考えられている。男性に対する信頼は、彼女をコンパニオンとして雇ったジェームズ・リチャードソンのありがた迷惑な好意と過酷な仕打ちによってさらに低下した。また、スリラー小説では、父と娘の近親相姦のイメージが繰り返し描かれた。
彼女は、女らしさを自分の利益のために利用することを辞さない強い女性キャラクターを創り出し、その登場人物の多くは、ルールを破り、社会が与えた役割にうまく合致しない人たちだった。オルコットのテーマは、女性の権利や階級的不平等など、当時注目されていた問題に触れることが多かった。彼女の作品の中には、女装した人が登場するものもあった。
様々な薬物やその使用が描かれており、当時入手しやすかったアヘンは、オルコットの作品にもかなり影響を与えている。薬物の危険性だけでなく、『大理石の女、あるいは神秘的なモデル』や『若い女性－女優であり女であること』では、青白い顔、食欲減退、ぎらぎらと輝く瞳といった肉体的・精神的な作用が描写され、麻薬を購入し摂取するスリルが描かれ、オルコットが薬物に慣れ親しんでいたことがうかがえる。『現代のメフィストフェレス』でヒロインのグラディスは、彼女を陥れ手に入れようとする男ヘルウィッツに、「心を落ち着かせる力」を持ち「心地よい眠気に誘う」以外何の副作用もないと言われ、大麻製品のハシシを渡される。また、アルコールも薬物同様に、退廃的でエキゾチックな、そして、物語を展開させる危険で便利な小道具として扱われている（家庭小説ではアルコールは完全に否定され、絶対禁酒が推奨される）。
当時出版社は女性の作家には男性の作家とは別の役割を期待しており、もし女性として本名でこれらの作品を出版すれば、おそらくオルコットの人間性は疑われたと思われる。センセーショナルな小説全てでオルコット名義が避けられたわけではなく、男性主人公ではなく、情熱的で怒りに満ちた女性が描かれるときに、匿名または筆名を使っていた可能性が指摘されている。
羽澄直子はマデレイン・スターンの文献を引き、オルコットが扇情小説を執筆した大きな理由に精神的欲求があるとしており、「スリラー執筆は彼女の内に秘めた情熱やストレスのはけ口であり、現実逃避の手段だった。家庭教師やコンパニオンの仕事で味わったセクハラまがいの屈辱、病気の後遺症による苦痛、家族を養うプレッシャーと仕事のいきづまり、そしてお上品で保守的なコンコード社会と家父長制が女性に強いる理不尽な規範への怒りが執筆の原動力となった。また秘かに出版社とやりとりをして世間を欺くのもささやかな楽しみであった」と述べており、伝記作家のマーサ・サクストンは、「この激しく暴力的な多作は、抑圧された性欲、孤独、怒り、そして愛と注目に対する大きな渇望のエネルギーによって煽られていた」と書いている。オルコットに限らず、ゴシック小説には男性中心の世界観に対する修正という側面があり、彼女のゴシック小説は、きわめて心理的で、政治的に複雑なものとなっている。
羽澄直子は、彼女は自らの家庭小説の中で、センセーショナルな小説を青少年に害を及ぼすとして否定しているが、「自分自身のスリラー執筆を恥じている様子はないし、悪徳に手を染めて堕落したとも考えていなかった。秘密を死守する反面、それを明かしてみたい気持ちにかられることもあったようだ。」とし、亡くなる1年前の1887年に、後年唯一のセンセーショナルな小説『現代のメフィストフェレス』と、以前匿名で書いた「暗闇のささやき」を、オルコット名義で一緒に出版することを計画しており、自分の別の側面をほのめかそうとしていたようだと述べている。
アメリカ文学者の若林麻希子は、「文学史的な観点から考察すれば、オールコットの『スリラー』は、『家庭の天使』に象徴される家庭性イデオロギーの限界を示す点において、家庭に収まらない女性の欲望に積極的な表現を与えた『目覚め』のケイト・ショパンや「黄色い壁紙」のシャーロット・パーキンス・ギルマンのリアリズム文学へと通じるものとして理解されるべきだろう」と評している。
オルコットは最初ジュブナイル小説家として、のちにフェミニズム小説家として扱われたが、平石貴樹によると、そうした特定の切り口から離れ、フェミニスト的側面と政治的反動のバランスも含めた、彼女のスリラー小説全体が「どのような内的動機を抱えていたのか」の綿密な検討作業はまだ十分行われていない。オルコットの真の作家性の解明は、現在進行形の課題となっている。

### 労働文学作家として
ルーシー・ラーコム、レベッカ・ハーディング・デイヴィス、オルコットと同じく家庭小説作家であったエリザベス・スチュアート・フェルプスなどと共に、労働者階級の女性を描く「労働文学」の女性作家のひとりである。

### 自己評価
ノースカロライナ大学ダニエル・シーリーは「彼女は常に偉大な小説を書くことを熱望し、自分が成功したとは思っていなかった」と述べており、作家としての自分に満足していなかった。父やエマーソンの超絶主義は、人間の「善性」すなわち「徳性」を信じることで成り立っており、超絶主義者たちは人間解放を標榜してはいたが、女性の解放は考えておらず、「女性の徳性」を賞賛し逸脱を認めず、女性に対して保守的であった。オルコットはエマーソンやボストンの文芸界に認められたいと願ったが叶わず、彼女に経済的成功をもたらした作品が『若草物語』シリーズであることを悔しく思い、すでに『若草物語』という名作を書いているにもかかわらず、いつか素晴らしい作品を書ければと語っていた。
作家のラサール・コルベル・ピケットが知己の著名人のついての回想録『わたしの道を横切って－知り合えた人々との思い出（Across My Path: Memories of People I Have Known）』（1916年）で、オルコットとの思い出を語っている。オルコットとの会話で、『若草物語』に見られる生き生きした自然な描写がオルコットの作家としての真のスタイルなのですね、とビケットがいうと、オルコットはこう返したという。

### アメリカン・ルネッサンスの一員として
1830年代の中頃から1860年頃にニューイングランドで栄えた超絶主義に触発され、ほぼ同時期の19世紀の中葉、ボストンを中心に、内省的に「自己」を見つめ、個々人が持つ「自己」の意味合いを追求しようとする文学運動が起こり、アメリカにおけるロマン主義文学が全盛期を迎えた。若い国家であるアメリカは文学的業績に乏しく、自国の作家がヨーロッパに比する、あるいはそれ以上と評価されるのは歴史上初めてのことであり、アメリカ文学者のF・O・マシーセンは、これをアメリカン・ルネッサンスと呼んで熱心に論じた。マシーセンは、エマーソン、ソロー、ホーソーン、ハーマン・メルヴィル、ウォルト・ホイットマンに芸術的価値と社会的意義をみとめ、白人男性作家にのみ焦点を当てていた。マシーセンが取り上げた作家たちが、アメリカ文学を作りあげた中心的で重要な作家であると広く認識されるようになり、オルコットやフレデリック・ダグラス、フランシス・E・W・ハーパーなどの女性や人種的マイノリティ作家の文学への貢献は完全に無視されていた。アメリカン・ルネッサンスが花開いたとされる時期に売れていたのは、男性作家ではなく圧倒的に女性作家であり、彼女たちは若い女性読者をターゲットに、文学者というよりプロの作家としての姿勢を持って執筆した。男性作家の作品がようやく千の単位でしか売れない一方、女性コラムニストのファニー・ファーンのコラム集は7万部売れるといった大幅な売り上げの差が存在した。活動的で家庭的な上流・中流階級の「新しい女性」たちは、楽しみとして熱心に小説を読み、執筆も行うようになり、女性を主人公にした作品だけでなく、あらゆる分野の作品を書いていた。
マシーセンのアメリカン・ルネッサンス論には、様々な意味で激しい批判があり、人種、ジェンダー、階級などの視点から多様な研究が行われ、アメリカン・ルネッサンスの一員とされる作家は徐々に拡大されたが、それには長い時間がかかった。2000年までに、女性作家やマイノリティの作家に焦点を当てた数冊の専門書が出版されており、現在ではオルコットも、アメリカン・ルネッサンスの一員であると考えられている。
『若草物語』の母系的家族世界には、聖母を崇拝するカトリックの精神の浸透が見られ、カトリック式聖母礼拝の場面も描かれる。また、ジョーは姉妹の中で一番道徳的なベスを「小さな聖母」だと思っていた、という言葉などに、怒れる男性的神の宗教であるピューリタンからカトリック的文化への変容を読み取ることができる。成田雅彦は、カトリックへの回帰、特に聖母崇拝を中心とした宗教における女性原理への関心は、アメリカン・ルネッサンスの文学の特徴の一つであり、『若草物語』にはアメリカン・ルネッサンスとの連続性が見られると指摘している。

### 女性の問題を描く作家、フェミニスト文芸批評の対象として
オルコットは、エリザベス・ストッダード、レベッカ・ハーディング・デイビス、アン・モンキュア・クレーンらと共に、アメリカにおいて資本主義が急速に発展をとげた金ぴか時代の女流作家グループの1人で、女性の問題を現代的かつ率直に取り上げた。彼女たちの作品は、当時の新聞コラムニストが「決定的な『時代のしるし』のひとつ」と評したように、その時代を感じさせるものであった。
オルコットは、女性が外で働くことに偏見が大きかった時代に、女性が仕事を持つこと、外で働くことの有用性、社会的意義を作品の中でも力説し、働く女性が社会的に孤立させられていることを批判した。女性の権利拡張を訴えたが、同時に、家事、料理、裁縫といった、伝統的な女性のスキルの習得の大切さも説いた。オルコットの女性の権利拡張論者としての側面が注目され、彼女の仕事遍歴をもとにした自伝的小説『仕事―経験物語』は、女性の権利の拡張を直接テーマにしており、関心を集めた。前田絢子・勝方恵子は、本作に描かれた彼女の勇気と苦悩は、現在にも通じるものであり、19世紀後半という当時の社会状況を考慮するならば、その新しさが再認識されると評価している。
女性の権利拡張に力を尽くしたフランスの作家シモーヌ・ド・ボーヴォワールなど、多くの女性作家が少女時代に『若草物語』に、特にジョーというキャラクターに夢中になった体験を語っている。
ハリエット・レイセンは、『若草物語』のジョーは情熱的なキャラクターで、「彼女は多くの間違いを犯し、成功し、自分を追い込み、女の子がやってはいけないことに注意を払わなかった。」と述べており、オルコットの遺産、ジョーという遺産は、世界中の女性や少女たちのエンパワーメントに関わるものだと考えている。
エリザベス・キーサーは、扇情小説の最初の研究書である『Whispers in the Dark（暗闇のささやき）』で、扇情小説が、男性の家父長制に対する女性の密かな反抗と女性の過ちの実演を表現していることを示唆し、「学者たちがオルコットのキャリアを評価するのは、主として、19世紀アメリカにおける才能と野心を持った女性、とりわけ女性芸術家に作用した制約について教えてくれるからである」と述べている。
平石貴樹は、オルコットのスリラー小説発掘の時期が、ちょうどフェミニスト文芸批評が盛り上がった時期であったことから、オルコットの実情以上にフェミニズムの視点での批評がなされ、彼女をフェミニストとして一面的に評価し（その結果、しばしば『若草物語』の保守的な物語の展開に失望する）という流れが生じたことを指摘している。アルフレッド・ハベガー（Alfred Habegger）は「オールコットが筆名で書いたスリラー小説に関してショッキングなのは、筆者がラディカルな生まれと育ちで、男女平等を主張していたにもかかわらず、いかにそれらの作品が男性の優位や支配を受け入れているか、程度の差こそあれ政治的に反動（保守）ではあるか、という点にこそあるのだ」と評しており、平石は、これが「最終的には妥当な判断であるようにも思われる。」と述べている。
スーザン・チーバーは『American Bloomsbury』の中で、オルコットは『若草物語』で、女性が台所で皿洗いをしながら、あるいは子供の世話をしながらするような会話を文学へと昇華しており、それは意図しない新しい発明だったと評価している。チーバーは、ドレスや帽子のふち飾り、物静かな会話といった家庭のディテール、女性の生活の中のささやかなことが芸術の対象になりうること、それが『白鯨』や『緋文字』で描かれたものと同じくらい重要なテーマになりうることを、『若草物語』で学んだと述べており、女性のごく普通の日常生活を文学のテーマとし、魅力的な作品を作ったことの新しさを評価している。

### アメリカの回顧録の先駆けとして
スーザン・チーバーは、『若草物語』は小説ではあるが、ヘンリー・デイヴィッド・ソローの『森の生活』と共に、それまで沈黙していた人々に語る声を与える本、現代のアメリカの回顧録の基礎、先駆けとして評価している。

## 各作品

### Flower Fablesrk
『Flower Fablesrk（花の妖精物語、花物語）』（1854年）は、始めて出版されたオルコットの作品で、彼女が10代で書いたおとぎ話や詩が収録されている。オルコットのおとぎ話のファンだったエマーソンの娘エレンに捧げられており、エレンと母のアッバに本を贈呈した。妖精のおとぎ話の世界を豊かに描いており、また、冷酷な暴君である霜の王が、純粋で、寛容で、自己犠牲的な妖精ヴァイオレットを通し、愛や温かさ、親切心を学ぶといった物語は、自己管理や自己否定、自然、手本による指導、他人に対する奉仕への情熱といった、オルコット家の思想が明確に示されている。
本書は、地元の「トランスクリプト」や「サタデイ・イブニング・ガゼット」で評判がよく、後に「サタデイ・イブニング・ガゼット」には多くの短編を掲載している。

### A Whisper in the Dark
『A Whisper in the Dark（暗闇のささやき）』は、1863年に匿名で「フランク・レスリー挿絵入り新聞」に発表したスリラー小説である。ヒロインの一人称で語られるサスペンスであり、ゴシック風味がある。シビルは現代から見れば悪女とは言えないが、男性に楯突き自己主張をする挑戦的な態度は、当時の理想的な女性「家庭の天使」像から逸脱しており、当時の女性、特に自己主張をする従順さに欠ける女性に降りかかるかもしれない闇が描かれている。英米文学者の廉岡糸子は、この物語のテーマは「男性に虐待される女性の姿を描くことにある」としており、ゴシック風メロドラマの形で、女性を虐待し人生を踏みつける男と、それに屈する無力なヒロインの姿が描かれる。
主人公の無垢で勝気な少女シビルは、亡き父の遺言で、義理のおじの息子ギーと結婚することで、父の遺産を受け継ぐことになっていた。財産を奪おうとする悪徳なおじの計略で、彼の息子ギーと結婚させられそうになる。おじはシビルを心理的にも服従させようとし、彼女はそれに逆らい、自分の自由や流儀を守ろうと奮闘する。シビルはギーに惹かれ、彼を嫉妬させ本心を知ろうと、おじに愛情のこもった態度を取り、ギーに刺々しく接して彼を揺さぶる。このシビルの演技は、おじに彼女に求婚させることになり、ギーは彼女が求婚を受け入れたと誤解し姿を消す。幼稚な策略のせいでギーに去られたシビルは、自分の意思を無視して結婚を決めた亡き父への苛立ちをあらわにし、結婚に関係なく自分が父の遺産を受け継ぐのだと宣言する。これを聞いたおじは怒り、シビルに「私のものになれ」と命令するが、彼女はそれを激しく拒絶して罵り、結婚を拒む。
おじに逆らったシビルは、彼の悪事の相棒のカルナック博士に誘拐され、麻薬を飲まされ、精神病院で目覚める。彼女の髪は短く刈られており、助けを求めても応じる者はない。誰にも自分をこんな目に合わせる権利はない、博士に従う気はないと抵抗し、財産権を主張するが、女性が持ちえない「権利」「財産権」を主張すること、女性に求められる「従う」ことを拒み自己主張することは、狂気を示すと見なされ、施設の独房に監禁される。彼女の精神はここで崩壊していき、その様子が詳細に描写される。真上の部屋に収容された狂気に病んだ女性に助けられ、精神病院を逃げ出すが、やがてシビルを助けた女性が、シビルと同じように義理のおじとカルナック博士の陰謀の犠牲になった行方不明の母であることがわかる。シビルの母は死に、精神病院は焼け落ち、悪人たちの陰謀は潰える。彼女の強い独立心は一連の恐ろしい体験で勢いを失い、ギーと再会すると、彼を頼りに思い結婚し、ハッピーエンドとなる。
スリラー小説の型に沿った作品だが、破壊的なテーマが物語られる。シャーロット・ブロンテの『ジェイン・エア』（1847年）とメアリ・ウルストンクラフトの『女性の虐待あるいはマライア』（1798年）における2つの優れたモチーフが用いられ、女性に対する父権性的な支配と、そうした抑圧に抗う女性たちが結び付けられ描かれている。シビルの母は、『ジェイン・エア』のバーサを思い起こさせるキャラクターで、おじに逆らったことで精神病とされ、監禁の果てに狂うシビルの暗い未来を暗示している。また彼女は、『女性の虐待あるいはマライア』に登場する、横暴な夫に子供を取り上げられ、狂女に仕立てられ癲狂院に送られるにマライアに非常に似ている。
オルコットは晩年、本作と「現代のメフィストフェレス」を収録した本を本名で出版する計画を立てており、序文に、本作は『若草物語』でジョーが書いた恐ろしい物語の見本であると記載することを提案していた。他の扇情小説と異なり本名で再版しようとしたのは、シビルが悪女ではないためだと言われる。死後本名で再出版された。

### 病院のスケッチ
1863年出版。看護師として南北戦争に従軍した経験に着想を得た作品であり、自宅に宛てた手紙を元にした、軽妙なタッチの作品である。オルコットは自分の手紙を、特に面白くもないし、悲壮感があふれているわけでもないと思っていたが、早急にお金が必要であったため、連載することになった。息子や夫を戦地に送った人々が求める情報を生き生きと伝え、大センセーションを巻き起こし、掲載された新聞は大いに売れた。作者の分身である看護師トリビュレーション・ペリウィンクル（トリビュレーションは「苦しい試練」の意）を主人公に、病院の管理ミス、訓練を受けていない女性の干渉を嫌う横柄で古風な外科医の冷淡さ・無関心や、彼との諍い、他の人々との温かい友情や、やりがいのある仕事・パートナーシップを語り、兵士や逃亡奴隷兵（コントラバンド)でごった返すワシントンの喧騒や、夜の病院の不気味な静けさ等を、ペーソスとユーモアをちりばめて描いた。そして、戦争を直接見たいという自身の情熱についても書いている。上役のドロシア・ディックスにも触れており、表面上従いながらも、内心「気取っている」と冷笑し、彼女は親切だが専制君主だと、恩を認めつつも批判する、複雑な感情を語っている。
暗澹たる戦争の現実を描いた重いテーマの作品であるが、リアリスティックでありながらもユーモアがあり、描写にすぐれ、本作により作家として初めて賞賛され、ある程度知名度が向上し、商業的成功を得た。のちの『若草物語』に見られるような明るいユーモアが、すでにはっきりと見て取れる。野戦病院の医療の描写は非常にリアルであるが、戦場の経験は文学的に咀嚼されている。戦争を少々軽々しく描いているという批判もあったが、オルコットは「たとえ死と苦しみしかないような病院の生活の中からでも、家族の者にはできる限り明るい報告をしたいと考えいたのだ」と言っていた。
オルコットは、父ブロンソンの影響で、チャールズ・ディケンズに傾倒しており、ディケンズ作品からの引用も多くみられる。また、当時のアメリカの有名な詩人フェリシア・ヘマンズがフランス王妃マルグリートを描いた「フランスのマルグリート」が引用されているが、十字軍遠征において、夫のルイ九世が敵の手に落ち、騎士たちも降伏を勧める中、子を産み、城を守り、子供と共に命を捨てようとする女傑の勇姿に、イタリア統一運動の最中のイタリアで、生まれたばかりの我が子を守りつつ、特派員としてローマ共和国の樹立と崩壊を伝えた、マーガレット・フラーの姿が映し出されていると考えられる。

### V. V.: or, Plots and counterplots
『V. V.: or, Plots and counterplots（V.V.－あるいは策略には策略を）』は、1865年に「ザ・フラッグ・オブ・アワー・ユニオン」に4回連載された。この小説は、スコットランド人貴族の主人公が、婚約者といとこを謎の女性ヴァージニー・ヴァレンスが殺したことを証明しようとするスリラー作品である。美しく冷酷なバレリーナのヴァージニーは、いとこのヴィクター・ヴァレンスに極貧から救われて大きな借りを作り、結婚を望むヴィクターに辟易している。ヴァージニーは彼女を崇拝するスコットランド人貴族のアラン・ダグラスと密かに結婚し、駆け落ちする計画を立てる。二人を見つけたヴィクターは、ダグラスを愛人だと思って殺害し、ヴァージニーに沈黙を強要し、共にスペインに逃亡、ヴァージニーはダグラスの息子を生む。ヴァージニーはダグラス家に息子の認知をしてもらいたいと強く願い、ひそかにイギリスに戻るが、ヴィクターに連れ戻され、裕福な寡婦とその召使いを装ってたグラス家を訪問する。ヴァージニーはダグラス家の相続人であるダグラス伯爵の婚約者を自殺に追い込み、伯爵を誘惑して結婚しようと企むが、正体がばれて失敗に終わる。伯爵はヴィクターと決闘し、瀕死の彼から策略の全貌を聞く。伯爵はヴァ―ジニーに彼女の息子の急死を伝え、彼女は自殺する。
事件を担当する刑事、アントワーヌ・デュプレは、犯罪を解決することよりも、華々しい大団円で解決策を明らかにすることの方に関心があるポーのデュパンのパロディーになっている。
キャサリン・ロス・ニッカーソンは本作について、オルコットはエドガー・アラン・ポーの「モルグ街の殺人」や他のオーギュスト・デュパンの物語に次ぐアメリカ文学における探偵小説の最初期の作品の1つを作ったとして、その功績を評価した。

### Moods
1865年に第一版が出版。『Moods（気まぐれ）』は、オルコットが真剣に書き、愛着を持っていた特別な作品であり、経済的理由ではなく、内発的な理由によって執筆された作品であると考えられ、第二版の序文で「その後のどんな作品にもない愛と苦心と熱狂がこの本には込められた」と語っている。初版と約20年後の第二版で大幅な変更が行われた。現在では両方の版が出版されている（邦訳なし）。タイトルはエマーソンのエッセイ「経験」から取られ、その「人生は一連の数珠にも似て、さまざまな気分の連続である」という言の応用が試みられた。扇情小説を思わせる恋愛ドラマ、家庭小説的な日常生活や家族や友人との交流、リアルな筆致で描かれるヒロインの懊悩という、オルコットの多様な作家性が生かされたシリアスな小説となっている。マデレイン・B・スターンは「狂暴さと死と知性的な愛の物語」であるとしており、平石貴樹は、恋愛否定小説でありながら個人の生き様を描き、感傷小説の伝統がゆるやかに近代リアリズム小説へと着地する様を物語る小説と見ている。
『病院のスケッチ』をまたぐ形で、1860年から64年に執筆された。マーガレット・フラーが女性を集めて開催していた「対話」の参加者だった、キャロライン・ドールが重要な推薦者となり、出版が実現した。
『若草物語』のマーチ家のジョーにも似た活発な少女シルヴィアは、母がおらず、父と家庭的な姉にとって心配の種であった。二人を説得して友人たちと川下りに出かけ、アダム・ウォリックとジェフリー・ムアに出会う（ウォリックのモデルはソローで、ムアの一面はエマーソンがモデルと言われる）。シルヴィアは、野性的で夢想的なアダム・ウォリックに恋するが、ウォリックには、彼を誘惑して婚約したキューバ出身のオッティヤという恋人がおり、シルヴィアはウォリックへの恋を叶わぬものとあきらめ、彼女に求婚したウォリックの親友で温和なジェフリー・ムアと結婚する。心地よく楽しい新婚時代が描かれるが、何かが欠けていることが暗示される。その後久しぶりに再会したウォリックに、かつて自分もシルヴィアを愛していたが、ムアのために身を引いたと告げられ、ウォリックは彼女に、なぜ自分を待たなかったのかと責める。ウォリックへの恋が再熱し、ムアへの愛が友愛以上でなかったことに気が付き、自分の弱く衝動的な性格を嘆く。そして、愛することができないムアに妻として従い愛する努力をしなければならない責務と、そうした努力により、彼女の「率直さ」「無邪気さ」「勇気」「気まぐれ」等と形容される本来の性格、少女性を抑え込み、「おとなの」女性として自らの真実を押し殺すことになり、苦しみを覚える。ムアは沈み込むシルヴィアを問い詰め、彼女はウォリックへの愛ゆえに苦しんでいることを告白する。ムアのシルヴィアへの愛は変わらないが、一時的に二人は別居する。
シルヴィアは信頼する年長の友人フェイス（「私の逃亡奴隷兵」の語り手と同じ人物で、家庭的な独身女性）に相談し、フェイスは、シルヴィアとウォリックの結びつきは「小鳥と鷹がつがうようなもの」であると評して「不釣り合いな結婚」の危険性を指摘し、結婚するならロマンティックで観念的なウォリックより、安定したムアの方が望ましいと忠告される。シルヴィアはウォリックとの結婚をあきらめ、フェイスはウォリックにも助言を行い、結婚をあきらめさせる。
ムアは、自分たちは本質的に離婚した状態だと宣言し、ヨーロッパに旅に出て、これにウォリックも同行する。シルヴィアは、ムアの妻でもいられないが、ウォリックの妻になるべきでもないと決心し、フェイスの導きと彼女という手本から、一人で生きていくこともできるのだと思う。ムアとウォリックはイタリア統一運動の戦いに巻き込まれ、ウォリックは戦争を通し、自分を支配していた悪霊が追い出され、「新しい霊」が入って住みついたと感じるような大きな心境の変化を体験し、「おのれを征すること」を知る人間になる。二人は友情の危機を乗り越えるが、帰路に遭難し、ウォリックはムアを助けるために死に、ムアだけがシルヴィアの元に戻る。
初版では、シルヴィアは帰ってきたムアを心から受け入れることができず、そのことに苦しみ、衰弱して死んでしまう。第二版では、さらにフェイスとの道徳的な対話が行われ、シルヴィアは自分の情熱的な気質、「気まぐれ」を戒めて、「徳義」に従い、義務に従ったムアとの平和な暮らしを望むようになり、帰ってきたムアを受け入れハッピーエンドになる。オルコットは第二版で、初版は出版者の好みに合わせて改変しており、衝動的な「気まぐれ」な性格の危険性から、結婚へとテーマを変更することになったと語っている（『若草物語』の「文学修行」では、本作の執筆と売り込みの体験が書かれている）。第2版では「気まぐれ」について掘り下げられている。
本作の結末は、ゲーテによる不釣合いな恋人たちの物語『親和力』から影響を受けた可能性がある。また、マーガレット・フラーによる、19世紀の女性は調和のとれた成長をする機会が限定されており、育ち過ぎた子供に過ぎないという見解が反映されていると考えられている。高尾直知は、フェイスの「不釣り合いな結婚」という指摘は、シルヴィアの自立性を否定し、突然女性的な弱さが露呈したようにも見え、読み手を困惑させるが、マーガレット・フラーが『十九世紀の女性』で説いた男女関係の文脈が前提にあると指摘している。また、ウォリックに結婚をあきらめさせたフェイスの助言の内容は不明であるが、「アダムの超絶主義的で制御の利かない知性は、シルヴィアの本来的な性質が十全に成熟することを待たず、それを蹂躙して、結局はジェフリーとの婚姻と同様の隷属状態にシルヴィアを置いてしまうことを、フェイスは訴えたのだろう。」と推測している。
初版の出版当時、一般の読者から出版社に、妻となった後に夫以外への愛に目覚めるヒロインは不謹慎、不道徳だという非難が多く寄せられたが、このエピソードは、本作の時代に先駆けた近代性を示唆しているともいえる。フェイスの思想に注目し、本作を「超絶主義的小説」と形容して評価する書評もあった。エドナ・チェイニーによると、オルコットにとっては最愛の作品だったが、不評であった。廉岡糸子は、不評の理由は、結婚を巡る諸問題をリアルに描き表沙汰にしたことだと分析し、出版当時の否定的な書評を紹介している。平石貴樹によると、雑誌等に掲載された書評はおおむね好意的だった。雑誌「ハーパーズ」の書評では、「高潔な人物像の中で相克する情熱を、非常に繊細にまた巧妙に描いた」作品であり、「ホーソーンの作品以外にこれほど強力な愛の物語を思い出せない」と称賛された。平石は、この書評の筆者が、本作においてアメリカ特有のロマンス的なリアリズム小説が成立していると考えていたことがうかがえる、と評価している。しかし、その後の『若草物語』の爆発的な成功で、『Moods（気まぐれ）』の功績は忘れられてしまった。
例外的な酷評が、まだ作家として本格的にデビューしていない若いヘンリー・ジェイムズであり、オルコットは道徳や形而上学を尊重しているが、それらはリアリズムと両立しないと判断し、厳しく批判した。彼は女性作家に対して否定的で、多くの女性作家は共通の特徴（＝欠陥）を持つと考えていたが、オルコットもそのひとりとして扱い、女性作家は一般に現実を知らない、リアリズムを知らない、といった論調で本作を批評した。
本作にはフェミニズム的な意匠がちりばめられており、悪女ともいえるオッティヤがキューバ出身であることは、悪しき男女関係と、アメリカと奴隷制の温床であったキューバの関係が重ね合わされ、アメリカがキューバに色目を使い、併合しようとすることの問題が指摘されていると思われる。また、シルヴィアはムアにプロポーズされた際に、その結婚生活を、従順に使えるべき「ご主人様」に教え導かれるものとして想像しており、ムアとシルヴィアの婚姻関係が奴隷制の言辞を用いて語られ、その結婚が封建的な欺瞞に満ちたものであることが暗に示されている。

### 愛の果ての物語
エリオット・トマス&タルボット社のジェイムズ・R・エリオットの依頼で、1866年に執筆されたが、「センセーショナルすぎる」と却下され、長く出版されることはなかった。ゲーテの『ファウスト』や、そのヒロインのグレートヒェン的キャラクターにインスピレーションを得たと思われる、女性版ファウストを主人公とする作品である。冷酷な病気の祖父とイギリス沿岸の孤島で暮らす、美しく情熱的な、孤独な18歳の少女ロザモンドは、謎めいた訪問者フィリップ・テンペストと出会い、魅了され、テンペストは彼女を賭けた祖父とのゲームに勝ち、二人は結婚する。テンペストの前妻マリオンの登場で、ロザモンドはテンペストに騙されていたことに気付き、名誉を守るために彼の元を逃げ出し、波乱に満ちた追跡劇が繰り広げられる。ロザモンドは隠れ住んだ修道院で、ハンサムなカトリック神父で元貴族のイグナチウスと出会い、二人は激しい恋に落ちる。
ヒロインは『若草物語』のジョーと同じ系統のキャラクターであり、本作はシャーロット・ブロンテの『ジェイン・エア』や、サミュエル・リチャードソンの『クラリッサ』の影響が指摘されている。
1995年に個人コレクターのケント・ビックネルが相続人から原稿を購入し、オルコットが編集者の要請で内容を削除する前の、エネルギッシュなオリジナル原稿に近づける編集がなされ、1995年にランダム・ハウスより出版された。本書は好評を博し、「ニューヨーク・タイムズ」のベストセラーのリストに載った。
エレイン・ショーウォールターは、ファウストをテーマとする本作と「現代のメフィストフェレス」には、「自分の女性らしさと芸術を、経済的な方便の目的で、文学的・商業的成功を勝ち取るために取引したという罪の意識が感じられる。」と述べている。

### 仮面の陰に あるいは女の力
A・M・バーナード名義で、1866年に「フラッグ・オブ・アワー・ユニオン」に連載されたスリラー小説。1970年代以降の発掘・復刊で注目を集めた代表作で、心理学的かつフェミニズム的な解読の対象となってきた。すさまじい野心に燃える30代の元女優のヒロインのジーン・ミュアが玉の輿に乗るべく、化粧や入れ歯と演技力で、19歳の若く美しい女性（後の家庭小説で理想的な女性のモデルとして描かれた、淑やかで控えめで思いやりがあり、誇り高い「リトル・ウィメン」的な女性）を装い、スコットランド人家庭教師としてイギリス貴族「コヴェントリー家」に入りむ。彼女の真のターゲットが誰なのか、その野望は成就するのか、それとも秘められた過去が先に暴かれるのか、緊迫した心理ドラマを描いた。本作は、19世紀イギリスのベストセラー小説、シャーロット・ブロンテの『ジェイン・エア』（1847年）の影響を受けているといわれる。また、メアリー・エリザベス・ブラッドンの扇情小説『レディ・オードリーの秘密』をヒントにしたとも言われる。
ヒロインのジーンは、オルコット作品で特に印象深いファム・ファタール（運命の女）のひとりである。物語やドラマの推進力はジーンの並外れた野心だが、その理由や、その野心に対する彼女の心の葛藤などは描かない。平石貴樹は、スリラー小説・扇情小説というジャンル小説の枠に合った悪女として表現されていると評している。一方グレゴリー・アスレインとアン・K・フィリップスは、「オルコットの怒れるヒロインたちの中でもっとも魅力的で複雑な人物の一人として褒め称えられている。」と、複雑なキャラクターと捉えている。扇情小説というジェンルのお約束のようにヒロインは破滅せず、彼女をさげすんだ人々を見返して終幕となっており、オルコットの独自性が見られる。
今作には、家族とアメリカの文学市場の父権的制約へのオルコットの怒りが込められていると言われ、その意味でジーンはオルコットの身代わりと見なされている。またオルコットは、ヒロインが巧みに「家庭の天使」「リトル・ウィメン」的な女性を演じる本作の2年後に家庭小説に転向しており、研究者の興味をかきたてている。
なお、『若草物語』でジョーが執筆した通俗小説には、「コヴェントリー家の呪い」という作品がある。

### 若草物語
『若草物語（Little Women）』は、オルコットが姉妹たちと過ごした子ども時代を元にした、半ば自叙伝的な物語である。タイトルは、「小さなご婦人（Little Women）たちになるように」という父親の指導から来ている。物語冒頭から父は南北戦争に従軍し不在であり、母の導きによって、父の希望どおり、家族や隣人たちとの交流の中で、姉妹がそれぞれ欠点を克服し、自らの生き方を探し、見極めようとする過程が描かれている。欧米では、結婚を扱う第二部までがLittle Womenであるため、児童文学であるとともに、女性文学であるともみなされている。
『若草物語』で、オルコットは自分の家族、母や姉妹のことをかなり忠実に描こうとしており、自身をもとにして主人公のジョーを描いた。同様に、若草物語のキャラクターは、オルコットが生涯で関わった人々とある程度類似している。愛する母と、連帯してきた姉妹を、できうる限りリアルに、本物の少女たちの生きた日々を描いたが、父を描くことはできず、父は「教え」として物語全体に精神的な影響を与えるが、存在は物語の背景に退いている。これにより、父権的拘束力を逃れ、「女の子の真実」を描き出す物語となった。父が家庭に君臨していた当時の家庭小説の中で、父不在の設定は異色であり、読者に好評を博した理由の一つであると言われる。

### Work: A Story of Experience
オルコット自身の様々な仕事の経験をもとにした大人向け小説で、「気まぐれ」と並行して、1861年に「Success（成功）」のタイトルで執筆を始めた。以前書いた「How I Went Out to Service（どうして勤めに出たか）」等の作品が修正して取り入れられている。2年ほど執筆し、編集者も発表を勧めたが、出来に満足できず、南北戦争への参加、『若草物語』執筆の後に、1872年に大幅に加筆修正され、「Work; or Christie's Experiment（仕事 またはクリスティの試み）」のタイトルで「クリスチャン・ユニオン」に掲載された。翌年に、Work, A Story of Experience（仕事 ― 経験物語）として単行本化された。ゲーテの『ヴィルヘルム・マイスターの修業時代』『ヴィルヘルム・マイスターの遍歴時代』がプロットのモデルになっている。
農家の叔父夫婦の元で暮らし、保守的な叔父に監督され単調な仕事に辟易する20歳のヒロイン、クリスティ・デヴォンは、自立することと、自分が心底打ち込める有用でやりがいのある仕事をするという目的を持っていたが、今の生活では、農家の嫁になって家事に忙殺されるか、噂好きの気難しい「オールドメイド（小姑のような口うるさい年を取った未婚女性）」になるか、絶望して自殺する3つの選択肢しかないと考え、自分の可能性を試すために周囲の反対を押し切ってボストンに出た。物語の最初で、独立独歩の人生を望むクリスティは、結婚を全く考えておらず、否定的にとらえている。様々な職業経験を経て成長し、成熟していく姿を描いており、六章までが勤労体験、七章から十九章までがクリスティの精神的危機と、センチメンタルな恋愛、二十章で再び、女性の自立と意義ある仕事が扱われている。
クリスティが経験する仕事は、家政婦、女優、家庭教師、話し相手（コンパニオン）、お針子であり、これらは、19世紀半ばのアメリカで、若い女性が都会でできる、女性らしさの規範を逸脱しない仕事であり、オルコット自身がすべて経験している（女性に解放されていた仕事としては他に工場労働があるが、下層の移民の娘が多く働く、中産階級のアメリカ女性にとっては屈辱的な仕事であり、オルコットは作中でクリスティに、階級を下るような仕事はさせていない）。特に教育も技能のない彼女に応募できる仕事は限られており、最初は「自尊心をポケットにしまって」、世間体が悪いと考える人も多かった、住み込み家政婦の仕事に就く。働くこと、元逃亡奴隷の仕事仲間と接することを通し、自分の働くことへの心構えの甘さを痛感し、仕事仲間達と友情を育み、また様々な階級の人々の生活や幸不幸を見ることで、社会への理解を深めた。コンパニオンとして仕えた心を病んだ女性が自殺した後、今度は感情労働ではない仕事をしようとお針子の仕事を選んだ。職場で出来た初めての親友が、過去の男性問題を引き合いに解雇され、それに抗議して自分もお針子を辞めた。このように経験した幾つかの仕事は、クリスティが切望する「生きる意義に結びつく、やりがいのある」仕事ではなかった。無職の彼女は、孤独と貧困に苦しみ、抑うつ状態に陥り、川に身投げしようとするが、偶然通りかかった友人に止められ、園芸農家のスターリング家に保護される。クリスティの自殺未遂は、オルコットが若い頃の経験が背景にあると考えられている。
スターリング家で、軽い家事と農作業を手伝い、この家の息子のデイヴィッドと恋に落ちる。クリスティはこれまで、経済的基盤を確立するために就労し、自立して生きたいと考えてきたが、人々に支えられて貧困と絶望から回復していく過程で、愛する者のために行う慈愛に基づいた家事労働は、庇護される立場であっても労働の価値は下がらず、結婚によって何か犠牲になるものがあっても、愛情と引き換えに帳消しになると思うようになり、男性に対する従属的な立場、自立と相いれない結婚を受け入れる考えになり、デイヴィッドと結婚する。
デイヴィッドは南北戦争に出征し、クリスティも看護師として戦場に赴いた。戦時という非常時ゆえに、夫とはたまに会うだけの別居婚になり、クリスティはこの仕事を自分の労働観と合うと思い、プロとしての仕事にやりがいを感じ、看護師として負傷した夫の最期を看取った。
寡婦となった彼女は、夫の年金、婚家の家業の花作り、叔父の遺産で経済的基盤を確保することになり、経済的に自立した立場を手に入れ、娘、夫の母、女性の友人たちと愛と信頼で強く結びつき（クリスティの周囲にいる女性たちは、夫の死別や事情があっての未婚など、皆夫がいない）、労働者階級と有産階級の女性たちの架け橋となる過激すぎない社会改革運動に生きがいを見出し、クリスティを中心に、階級を超えた女性たちの相互扶助の輪が広がっていく。
当時のアメリカで女性が働くことはある程度一般的であったため、女性と労働、職業意識に関わる問題をテーマとした小説は本作の他にもあり、家事労働の尊さを唱えたアデライン・ダットン・トレイン・ホイットニーの、働く若い女性の実体を描いた「現実の人々」シリーズの一作『ほかの女性たち』は、同年に発表されたこともあり、本作とよく比較言及された。
構成に一貫性がなく、読み物としてはおもしろいが、人物造形や構成に難があるという批判も少なくなかった。今日では、自立して自分の意思で生きることを求めるヒロインの一面が、驚くほど現代的であると関心を集めており、羽澄直子によると、「オルコットのフェミニストとしての姿勢をよく示す作品」と位置付けられている。

### リトル・メン（第三若草物語）
『リトル・メン ― ジョーの少年たちとのプラムフィールドの生活』（1871年。邦題：小さき人々、愛の学園、第三若草物語、他）。『若草物語』のジョーが夫のベア先生と共に設立した、恵まれない少年のための寄宿学校を描いた作品である（少女も数名在籍している）。批評家からの評価はほどほどであったが、商業的には大成功を収めた。
作中では、詰め込み教育や体罰が批判され、学校の教育法にはブロンソンのアイデアが取り入れられている。妻・母となり、生徒たちに対して『若草物語』の母親に当たる役目を担ったジョーの在り方や、生徒たちのリアルな性格描写が注目された。子供時代のオルコットが投影されたおてんばな少女ナンや、野性的な少年ダンとジョーの関係が、批評家たちの興味をひいた。オルコットは少女期の優れた記録者と評価されてきたが、少年や年若い青年を扱った当時の作家の中で、最も多作で人気のあるひとりでもあった。本作や続編の『ジョーの少年たち』、『八人のいとこ』等で、多様な少年のグループを取り上げ、少年をめぐる文化的理念、彼らの人生の複雑さ、男性としての成長の中で直面する周囲からの期待やプレッシャー、困難を描いた。

### トランセンデンタル・ワイルド・オーツ
オルコットは、幼少期のフルートランズでの生活をテーマとする文章を、「トランセンデンタル・ワイルド・オーツ」（Transcendental Wild Oats、1973年）のタイトルで新聞に掲載した。本作では、フルートランズでの「素朴な生活と高邁な思想」(ワーズワースが1802年にコールリッジに当てた十四行詩の中にある言葉)という家族的共同体の実験が、風刺的に描かれている。ユートピア的共同体として設立されたにもかかわらず、哲学にふける男たちは女性の労働力を当てにする等、女性にとっては反ユートピアであり、その皮肉が探求される。父ブロンソンと共に農場を率いたレーンを横暴な王者として描くことで、父の弱さを隠しているが、共同体を運営する男性たちが掲げる高い理想と、みじめな現実の間でやりきれない怒りに燃えた少女時代の記憶を窺うことができる。
本書に見られる、ほぼ男性中心の超越主義運動の陥穽に対する辛辣でコミカルな批判は、エマーソンの妻リディアン・ジャクソン・エマーソンの小品「超越主義者のバイブル」とよく似ている。
のちに『銀の水さし』（1876年）という短編集に収録された。

### A Modern Mephistopheles
「A Modern Mephistopheles（現代のメフィストフェレス、当世風メフィストフェレス）」は、ゲーテの『ファウスト』をベースにした作品で、ロバーツ・ブラザーズの匿名作家シリーズに掲載されたゴシック・スリラーである。編集者に、初期の『愛の果ての物語』の修正版はどうかと提案されて執筆した。なお、本作と『愛の果ての物語』は共に『ファウスト』をモチーフに使っているが、内容にほとんど類似点はない。本作は、『ファウスト』で描かれた、「純粋さ、忍耐強さ、従順さ」といった「女性の」美徳でのみ贖うことができる、うぬぼれた男のプライドや野心というテーマを変奏している。オルコット自身、自作のスリラーで最も扇情的な作品と考えており、ナサニエル・ホーソーンの『緋文字』にも触発されている。
貧しく才能に欠けるが、野心にあふれるフェリックス・カナリスと、才能豊かで裕福で、人を操ることに長けたジャスパー・ヘルウィツ、ヘルウィッツがカナリスと結婚させた若く無邪気な女性グラディスの関係が描かれる。ヘルウィッツは、ヘルウィッツとカナリスの元恋人の女性オリヴィアを苦しめるために結婚を利用する。グラディスは敬虔で、純粋、忍耐強く、家庭的で、従順な女性で、カナリスは経験豊富なオリヴィアに比べ妻のグラディスを小娘だと感じるが、彼女は伝統的な女性に美徳を備えると同時に、自立的で、意志の強い女性であり、結婚における彼女の役割を軽視するカナリスに拒否を示し、自分でお金を稼ぎ、結婚に対する道徳的・倫理的な信念を示すという、ゴシック小説の典型的な女性犠牲者のキャラクターを超えた側面を見せる。やがてカナリスは、グラディスを深く愛するようになる。カナリスは詩人として名声を高めるが、実はヘルウィッツがゴーストライターであり、カナリスはヘルウィッツに支配されながら、放蕩にふけっている。ヘルウィッツもまた、グラディスを欲しており、彼女の潜在意識に性的な考えを植え付けようと、大麻製品のハシシを吸わせようとする。本作ではハシシを吸う喜びが具体的に語られている。
グラディスはヘルウィッツからカナリスを開放したいと願い、ヘルウィッツに立ち向かおうとするが、カナリスの秘密を知った時に、早産で死亡する。カナリスは、秘密が暴かれたこと、グラディスの死という究極の犠牲、死の際に彼女に許されたことで、ヘルウィッツから逃れることができた。悪の企みは、ヘルウィッツ自身の野望のために、そして、「家庭的な女性の天使」であるグラディスの犠牲とカナリスへの愛、カナリスのグラディスへの愛ゆえに失敗に終わる。
『ファウスト』でヒロインの少女は、悪魔の力で若返ったファウストに恋され、未婚でファウストの子を出産し嬰児殺しで投獄され、メフィストフェレスの野望は男の天使たちによって挫かれるが、本作ではヒロインを、死の前に主人公を救済する「真の女」として再創造している。人間の心の尊厳を冒そうとするヘルウィッツは、『緋文字』のロジャー・チリングワースとの強い類似が見られる。また、身元を隠し、世間の賞賛を否定し、批評家を欺くことを楽しんでいるという点で、オルコット自身にも似ている。
アメリカ文学者の巽孝之は、「伝統的なアメリカ文学史の枠組みからこぼれ落ちてしまうところに、アメリカン・ゴシックのひそかな傑作が眠っている」と感じたきっかけとして本作を上げている。本作などのオルコットの大人向け小説を「とうてい『若草物語』からは想像できない、暗く幻視的かつ背徳的な悪夢に彩られたゴシック世界」と評し、アメリカ文学史の視点から、「この先駆的フェミニスト作家にとって、悪魔に魂を売り渡すファウスト的存在は、すでに男性の問題には限られない。そして、こうしたゴシック作品が南北戦争以後の時代、すなわち文学史的常識ではリアリズムが主流とされる時代に書かれていたことは、そもそもアメリカ文学の伝統とは何だったのかという問題を、改めて考えさせられる。」と論じている。

## 主な作品タイトル
小説
- The Inheritance, 1849年執筆、死後出版（遺産）[100]
- Moods, 1865年、再編集版1882年（気まぐれ）
- Kitty's Class Day and Other Stories (Three Proverb Stories) , 1868年, ("Kitty's Class Day", "Aunt Kipp"  "Psyche's Art"収録)（3つの教訓物語）
- Aunt Jo's Scrap-Bag, 1872–1882年, (66 short stories in 6 volumes) 
  - 『「若草物語」の ルイザのヨーロッパ旅物語』（谷口由美子訳、悠書館、2024年）- 2巻目『ショール・ストラップス』の邦訳（小説での旅行記）

【若草物語シリーズ】
- Little Women, or Meg, Jo, Beth and Amy, 1868年（原題：小さな婦人たち。邦題：若草物語、小婦人、リトル・ウィメン、四少女、四人姉妹、順（おとな）しい少女達、愛の姉妹、乙女の幸福、他、邦訳タイトル多数）邦訳作品が膨大であるため、初訳またはシリーズ通しての邦訳があるもの以外は、2019年までの一覧は小松原宏子の論文の付録1を参考のこと[413]。
  - 北田秋圃 訳『小婦人』彩雲閣、1906年。最初の邦訳。
  - 吉田勝江 訳『若草物語  四少女 第一部』角川書店〈角川文庫〉、1950年。
  - 谷口由美子 訳『若草物語』講談社〈講談社青い鳥文庫〉、1985年。 絵 徳田秀雄
  - 谷口由美子 訳『若草物語』講談社〈講談社青い鳥文庫〉、2009年。 絵 藤田香

- Little Women第二部 または、Little Women Married, or Good Wives, 1869年（原題：小さな婦人たち 第二部。結婚した小さな婦人たち ― 良き妻たち（イギリス版）。邦題：続若草物語 他）
  - 内山賢次 訳『四少女 2』双樹社〈家庭文学名著選〉、1923年。
  - 中村佐喜子 訳『續若草物語』名曲堂、1950年。
  - 『愛の四姉妹』徳木とも子 訳、諸星澄子 文、小学館〈国際版少年少女世界文学全集〉、1950年。 絵 ピーノ
  - 吉田勝江 訳『続若草物語 四少女 第二部』角川書店〈角川文庫〉、1952年。
  - 山本藤枝 訳『愛の四少女』岩崎書店〈オルコット少女名作全集〉、1961年。 絵 野々口重
  - 山本藤枝 訳『愛の四少女』岩崎書店〈世界少女名作全集〉、1972年。
  - 掛川恭子 訳『若草物語 続』講談社〈講談社文庫〉、1982年。
  - 谷口由美子 訳『続・若草物語』講談社〈講談社青い鳥文庫〉、1997年。 絵 徳田秀雄
  - 谷口由美子 訳『若草物語 2 夢のお城』講談社〈講談社青い鳥文庫〉、2010年。 絵 藤田香
- 一部・二部合本の邦訳
  - 大久保康雄 訳『若草物語(小さい令女たち)、續若草物語(良き妻たち)（正続合冊）』三笠書房、1950年。
  - 谷口由美子 訳『若草物語 1&2』講談社、2019年。

- Little Men: Life at Plumfield with Jo's Boys, 1871年（原題：リトル・メン ― ジョーの少年たちとのプラムフィールドの生活[414]。邦題：第三若草物語 他）
  - 清涼言 訳『小さき人々 : 全訳』双樹社、1925年。
  - 清涼言 訳『小さき人々 : 全訳 原名・リツルメン』現実処、1934年。
  - 清涼言 訳『愛の学園 : 全訳 小さき人々』杉並書店、1939年。
  - 清涼言 訳『餓鬼大将 : from LITTLE MEN』霞ケ関書房〈リツトル・メン〉、1948年。
  - 横山美智子『母への聖歌』ポプラ社〈世界名作物語〉、1952年。 絵 関川護
  - 磯野富士子 訳『子供の家』法政大学出版局〈ホーム・ライブラリー〉、1952年。
  - 長谷川幹夫 編『新若草物語』黎明社〈世界名作物語〉、1954年。 絵 渡辺郁子
  - 大久保康雄 訳『第三若草物語』三笠書房〈若草文庫〉、1954年。
  - 吉田勝江 訳『第三若草物語 プラムフィールドの子供たち』角川書店〈角川文庫〉、1961年。
  - 上田健次郎 訳『愛の学校』岩崎書店〈オルコット少女名作全集〉、1961年。 絵 山中冬児
  - 露木陽子『愛の学園』偕成社〈少年少女世界の名作〉、1977年。
  - 谷口由美子 訳『若草物語 プラムフィールドの子どもたち』講談社〈講談社青い鳥文庫〉、1993年。 絵 徳田秀雄
  - 谷口由美子 訳『若草物語 3 ジョーの魔法』講談社〈講談社青い鳥文庫〉、2011年。 絵 藤田香
- Jo's Boys and How They Turned Out: A Sequel to "Little Men", 1886年（原題：ジョーの少年たち ― どのように成長したのか―「リトル・メン」 の続編。邦題：第四若草物語 他）
  - 二反長半 訳『ふるさとの歌』岩崎書店〈オルコット少女名作全集〉、1961年。 絵 武部本一郎
  - 吉田勝江 訳『第四若草物語 ジョーの少年たち』角川書店〈角川文庫〉、1963年。
  - 中山知子 訳『故郷の人びと』国土社〈世界の名作〉、1977年。
  - 谷口由美子 訳『若草物語 プラムフィールドの青春』講談社〈講談社青い鳥文庫〉、1995年。 絵 徳田秀雄
  - 谷口由美子 訳『若草物語 4 それぞれの赤い糸』講談社〈講談社青い鳥文庫〉、2011年。 絵 藤田香

【その他の家庭小説・少女小説】
- An Old-fashioned Girl, 1870年（原題：古風な少女[415]。邦題：昔気質の一少女、美しいポリー 他)
  - 吉田勝江 訳『ポリー : 昔氣質の一少女』岩波書店、1939年。
  - 松本恵子 訳『薔薇物語』湘南書房、1950年。
  - 吉田勝江 訳『昔気質の一少女』角川書店〈角川文庫〉、1951年。
  - 松本恵子『薔薇物語』ポプラ社〈世界名作物語〉、1953年。 絵 	日向房子
  - 堀寿子 編『麗しのポリー』湘南書房〈世界名作全集〉、1955年。 絵 渡辺郁子
  - 三木澄子『谷間の白百合 : 昔気質の少女』偕成社〈世界名作文庫〉、1955年。 絵 谷俊彦
  - 由起しげ子 訳『美しいポリー』大日本雄弁会講談社〈世界名作全集〉、1956年。 絵 日向房子
  - 村岡花子 訳『昔かたぎの少女』朋文堂、1959年。
  - 富沢有為男 編著『美しいポリー』偕成社〈世界少女名作全集〉、1959年。 絵 石田武雄
  - 村岡花子 訳『美しいポリー』岩崎書店〈オルコット少女名作全集〉、1961年。 絵 桜井誠
  - 白木茂 訳『美しいポリー』講談社〈少年少女世界名作全集〉、1963年。 絵 池田浩彰
  - 中山知子 訳『美しいポリー』講談社〈世界名作全集〉、1967年。 絵 山正美
  - 松本恵子 文『ばら物語』ポプラ社〈世界の名作〉、1968年。 絵 日向房子
  - 山主敏子 文『美しいポリー』集英社〈母と子の名作文学〉、1973年。 絵 山野辺進
  - 岡上鈴江 訳『おしゃれなポリー』ポプラ社〈ポプラ社文庫〉、1988年。 絵 飛鳥幸子

下巻（続編）
  - 吉田勝江 訳『昔氣質の一少女 : 續ポリー』甲鳥書林、1943年。
  - 吉田勝江 訳『昔気質の一少女 続』角川書店〈角川文庫〉、1951年。
  - 宮脇紀雄 訳『風の中のポリー』岩崎書店〈オルコット少女名作全集〉、1961年。 絵 武部本一郎
  - 宮脇紀雄 訳『風の中のポリー』岩崎書店〈世界少女名作全集〉、1973年。 絵 武部本一郎
  - 岡上鈴江 訳『おしゃれなポリーのおしゃれな恋』ポプラ社〈ポプラ社文庫〉、1989年。 絵 飛鳥幸子

- Work: A Story of Experience, 1873年（仕事 ― 経験物語）
- Eight Cousins or The Aunt-Hill,1875年（原題：八人のいとこたち ― アーント・ヒル物語[190]。邦題：八人のいとこ、ローズの季節 他）
  - 村岡花子 訳『薔薇の少女 : 八人のいとこたち』新少國民社、1948年。 絵 長谷川露二
  - 代山三郎 訳『いとこものがたり』新少國民社、1948年。 絵 松野一夫
  - 松原至大 訳『八人のいとこ : 心と心の巻』冨山房〈冨山房の模範家庭文庫〉、1950年。 絵 宮木薫
  - 村岡花子 訳『バラの少女』牧書店社〈学校図書館文庫〉、1950年。 絵 桜井悦
  - 松原至大 訳『八人のいとこ』講談社〈世界名作全集〉、1954年。 絵 日向房子
  - 村岡花子 訳『八人のいとこたち』三笠書房〈若草文庫〉、1958年。
  - 三木澄子 編著『八人のいとこ』講談社〈世界少女名作全集〉、1959年。 絵 田村耕介
  - 村岡花子 訳『八人のいとこ』角川書店〈角川文庫〉、1960年。
  - 村岡みどり 訳『ローズの季節』岩崎書店〈オルコット少女名作全集〉、1960年。
  - 保永貞夫 訳『八人のいとこ』講談社〈世界名作全集〉、1967年。 絵 桜井誠
  - 村岡花子 訳『八人のいとこたち』ポプラ社、1967年。 絵 宮木薫
  - 村岡みどり 訳『ローズの季節』岩崎書店〈世界少女名作全集〉、1973年。 絵 山中冬児
  - 三木澄子 編著『八人のいとこ』偕成社〈少女名作シリーズ〉、1973年。 絵 田村耕介
  - 瀬川昌男 作『すてきなおじさん』集英社〈マーガレット文庫 世界の名作〉、1976年。 絵 田村セツコ
  - 山主敏子 訳『八人のいとこ』旺文社〈旺文社文庫〉、1975年。
  - 山主敏子 文『かわいいローズと7人のいとこ』ポプラ社〈ポプラ社文庫〉、1988年。
  - 村岡花子 訳『八人のいとこ』角川書店〈角川文庫 MY DEAR STORY〉、1991年。
  - 谷口由美子 訳『8人のいとこ』講談社〈講談社青い鳥文庫〉、2019年。 絵 ほおのきソラ

- Rose in Bloom: A Sequel to "Eight Cousins", 1876年（原題：花ざかりのローズ―「八人のいとこ」の続編。邦題：花ざかりのローズ、ローズの幸福 他）
  - 村岡花子・佐川和子 訳『花ざかりのローズ』三笠書房〈若草文庫〉、1958年。
  - 村岡花子・佐川和子 訳『花ざかりのローズ』角川書店〈角川文庫〉、1961年。
  - 村岡花子・佐川和子 訳『花ざかりのローズ』ポプラ社、1967年。 絵 中沢潮
  - 槙本ナナ子 訳『ローズの幸福』岩崎書店〈オルコット少女名作全集〉、1966年。
  - 槙本ナナ子 訳『ローズの幸福』岩崎書店〈世界少女名作全集〉、1973年。 絵 桜井誠
  - 矢崎節夫 著『ローズの幸福』集英社〈マーガレット文庫 世界の名作〉、1976年。 絵 美乃育
  - 山主敏子 訳『花ひらくローズ』旺文社〈旺文社文庫〉、1976年。
  - 村岡花子 訳『花ざかりのローズ』角川書店〈角川文庫 MY DEAR STORY〉、1998年。
  - 谷口由美子 訳『8人のいとこ ローズの恋 2』講談社〈講談社青い鳥文庫〉、2021年。 絵 ほおのきソラ

- Under the Lilacs, 1877年（原題：ライラックの木の下で[195]。邦題：ライラックの木かげ 他）
  - 穂積富士子 訳『木陰の家』野上彌生子 序、中央公論社、1942年。  絵 出開美千子
  - 磯野富士子 訳『木陰の家 上巻』中央公論社、1949年。  絵 森英
  - 磯野富士子 訳『木陰の家 下巻』中央公論社、1949年。  絵 森英
  - 代山三郎 訳『リラの花かげ』十字屋書店、1949年。
  - 長谷川幹夫 著『父よいずこ』黎明社〈世界名作〉、1953年。
  - 岸なみ 著『ライラック咲く家』講談社〈世界名作全集〉、1955年。 絵 加藤まさを
  - 井上哲男 文『ライラックの花』日本書房〈学級文庫 4・5年生〉、1957年。 絵 吾妻萱平
  - 松原至大 訳『ライラックの花の下』角川書店〈角川文庫〉、1958年。
  - 山主敏子 訳『リラの花さく家』偕成社〈世界少年少女名作全集〉、1959年。 絵 矢車涼
  - 大宮杉 文『父よいずこに』日本書房〈学級文庫三、四年生〉、1959年。 絵 吾妻萱平
  - 山主敏子 訳『リラの花さく家』偕成社〈世界少女名作全集〉、1960年。
  - 竹林士朗 文『ライラックの花』日本書房〈学年別世界児童文学全集 上級生〉、1960年。 絵 吾妻萱平
  - 岡上鈴江 訳『ライラックの木かげ』岩崎書店〈オルコット少女名作全集〉、1961年。  絵 野々口重
  - 荻野洋子 文『父よいずこに』日本書房〈学年別世界児童文学全集 3・4年〉、1961年。 絵 吾妻萱平
  - 山主敏子 編著『リラの花さく家』偕成社〈少女名作シリーズ〉、1972年。 絵 矢車涼
  - 山主敏子 編訳『リラの花さく家』偕成社〈新編少女世界名作選〉、1989年。
  - 岡上鈴江 訳『ライラックの木かげ』岩崎書店〈世界少女名作全集〉、1973年。  絵 野々口重
  - 吉田比砂子 著『ライラックの花かげに』岩崎書店〈マーガレット文庫 世界の名作〉、1973年。  絵 畠山弥生
  - 中村妙子 訳『ライラックの木かげ』小学館〈フラワーブックス〉、1983年。

- Jack and Jill: A Village Story, 1880年（原題：ジャックとジル ― 村の物語[211]）
  - 大久保康雄  訳『ジャックとジル』東京創元社〈世界少年少女文学全集〉、1957年。 絵 訳野崎貢
  - 松原至大 訳『ジャックとジル』講談社〈世界少年少女文学全集〉、1960年。 絵 石田武雄
  - 村岡花子 訳編『ジャックとジルの物語』東西五月社〈少女世界名作全集〉、1960年。 絵 滝原章助
  - 佐川和子 訳『村のセレナーデ』岩崎書店〈オルコット少女名作全集〉、1961年。 絵 櫻井誠
  - 佐川和子 訳『村のセレナーデ』岩崎書店〈世界少女名作全集〉、1973年。 絵 櫻井誠
  - 瀬川昌男『ジャックとジル』石坂洋次郎、高橋健二、波多野勤子 監修、集英社〈マーガレット文庫〉、1977年。
- A Garland for Girls, 1888年（原題：少女たちに捧げる花冠。邦題：花物語、他。）
  - 勝又紀子・北川時 訳『オルコットの花物語』大日本雄弁会講談社〈世界少女小説全集〉、1958年。
  - 中山知子 訳『花ものがたり』岩崎書店〈オルコット少女名作全集〉、1964年。 絵 石井健之
  - 勝又紀子 訳『花物語』講談社〈講談社マスコット文庫〉、1967年。 絵 中山正美
  - 松原至大 訳『花物語』角川書店〈角川文庫〉、1969年。
  - 佐伯千秋『花物語』石坂洋次郎、高橋健二、波多野勤子 監修、集英社〈マーガレット文庫〉、1977年。

子供向け
- Flower Fables,1854年（花の妖精物語[146]。初の単行本。有志による邦訳あり[416]）
- The Rose Family: A Fairy Tale, 1864年（ローズ・ファミリー ― 妖精物語[396]）
- Aunt Jo's Scrap-Bag, 1871年 - 1882年（ジョーおばさんの切り抜き袋[417]）
  - 「Tessa's Surprises（テッサのおくりもの）」「My Little Gentleman（小さな紳士）」「Kate's Choice（おばあさまの天使）」が『おばあさまの天使―オルコット小品集』大久保エマ 訳、女子パウロ会、1977年。 武部本一郎 絵 に収録
- Onawandah, 1884年（原題：オナワンダ。「セント・ニコラス・マガジン」に寄稿[418]。『Spinning-Wheel Stories』収録[419]）
  - 「約そくを守ったインディアン」『母と子の世界の文豪童話シリーズ 第14巻』白木茂] 文、村上豊 絵、川端康成 監修、研秀出版、1969年。
  - 『やくそくをまもったインディアン』白木茂 文、小野木学 絵、旺文社〈旺文社ジュニア図書館〉、1970年。
- Patty's Place（パティの居場所。のちThe Quiet Little Woman《もの静かな小さな娘》に改題。貧しいルーケンス家の五人姉妹が『若草物語』のエピソードを真似て、1871年に雑誌を作ってオルコットに贈り、オルコットがこの雑誌のために書いた短編[420]。のちに発掘され出版された。オルコットはルーケンス姉妹のために、Tilly's Christmas《ティリーのクリスマス》, Rosa's Tale《ローザの物語》も執筆したとほのめかしているが、証明するものは残っていない。）
  - 「パティーの家」『おばあさまの天使―オルコット小品集』大久保エマ 訳、女子パウロ会、1977年。 武部本一郎 絵
  - 「もの静かな小さな娘」『みじかい3つのクリスマス物語』清水奈緒子 訳、小さな出版社〈女性に贈る読書の花束〉、2000年。
- Lulu's Library, 1886年 - 1889年（ルルの本棚[421]）
  - 「The Little Red Purse（赤いおさいふ）」が『おばあさまの天使―オルコット小品集』大久保エマ 訳、女子パウロ会、1977年。 武部本一郎 絵 に収録

その他短編小説
- The Rival Painters, 1842年（恋敵の画家たち―ローマの物語[422]。初めて雑誌掲載された短編）[100]
- Masked Marriage, 1851年（仮面結婚[422]）
- The Sisters' Trial, 1856年（姉妹の試練[422]）
- Agatha's Confession, 1857年（アガサの告白[422]）
- Love & Self Love, 1859年（愛と自己愛[396]）
- Modern Cinderella; or, The Little Old Shoe, 1860年（現代のシンデレラ―古い小さな靴[396]）
- Hospital Sketches, 1863年（病院のスケッチ）
  - 谷口由美子 訳『病院のスケッチ』篠崎書林〈New Alcott books〉、1985年。
- My Contraband, 1863年（わたしの逃亡奴隷兵）
- Pauline's Passion and Punishment, 1863年（ポーリーンの激情と罰。新聞掲載時は匿名[423]）
- Thoreau's Flute,1863年（ソローの横笛[396]）
- Enigma,1863年（謎[396]）
- Work: A Story of Experience,1872年（仕事 ― 経験物語。1872年に「Work; or Christie's Experiment（仕事 またはクリスティの試み）」のタイトルで「クリスチャン・ユニオン」に掲載[395]。翌年Work, A Story of Experience（仕事 ― 経験物語）として単行本化[396]）
- The Mysterious Key, and What It Opend, 1867年（魔法の鍵）
- Doctor Dorn's Revenge ,1868年（ドクタードーンの復讐）
- La Jeune; or, Actress and Woman,1868年（若い女性－女優であり女であること[417]）
- Countess Varazoff,1868年（バラゾフ伯爵夫人）
- The Romance of a Bouquet,1868年（花束に秘められたロマンス[417]）
- A Laugh and A Look,1868年（笑いと一見）
- Perilous Play,1869年（危険な遊び）
- Lost in a Pyramid, or the Mummy's Curse,1869年（ピラミッドの中で道に迷う―ミイラの呪い[417]）
- Transcendental Wild Oats (1873) （トランセンデンタル・ワイルド・オーツ）
  - 師岡愛子 編「翻訳「トランセンデンタル・ワイルド・オーツ」（超絶的カラスムギ）―言い伝えのロマンスからの一章―」『ルイザ・メイ・オルコット―「若草物語」への道』谷林眞理子 翻訳、表現社、1995年。
- The Autobiography of an Omnibus,1874年（ある売春婦の自伝[424]）
- Silver Pitchers, and Independence: A Centennial Love Story,1876年（銀の水さし）
- A Vsit to the Tombs,1876年（トゥーム刑務所を訪ねて[424]）

A・M・バーナード名義
- V. V.: or, Plots and counterplots, 1862年連載（V.V.－あるいは策略には策略を。のちにA・M・バーナード名義で出版）
- A Marble Woman ; or , The Mysterious Model, 1865年（大理石の女、あるいは神秘的なモデル。初めてA・M・バーナード名義を使用[166]）
- Behind a Mask, or a Woman's Power, 1866年
  - 大串尚代 訳『仮面の陰に あるいは女の力』幻戯書房〈ルリユール叢書〉、2021年。
- The Abbot's Ghost, or Maurice Treherne's Temptation, 1867年（修道院長の幽霊―あるいはモーリス・トレハーンの誘惑）
- A Long Fatal Love Chase, 1866年
  - 広津倫子 訳『愛の果ての物語』徳間書店、1995年。ISBN 4-19-860376-6。
- Fate in a Fan, 1869年（扇の運命）

匿名で公開
- A Whisper in the Dark,1863年（暗闇のささやき。新聞掲載時は匿名[423]）
  - 「A Whisper in the Dark」『アメリカン・ゴシック傑作選 American Gothic Part 2』監修・解説：巽孝之、アティーナ・プレス、2007年。
- A Modern Mephistopheles,1877年（現代のメフィストフェレス）
  - 「A Modern Mephistopheles」『アメリカン・ゴシック傑作選 American Gothic Part 2』監修・解説：巽孝之、アティーナ・プレス、2007年。

戯曲
- The Rival Prima Donnas,（競い合うプリマドンナたち。短編小説を改変した戯曲。1955年か56年に上演[425]）
- Comic Tragedies,1893年（喜悲劇。オルコット家の姉妹が創作し、上演したドラマ集。オルコットの死後、アンナが編集し出版された[426]。）

### アニメ化
- 若草物語:1980年。日生ファミリースペシャル。
- 若草の四姉妹：1981年。
- 愛の若草物語：1987年。世界名作劇場。
- 若草物語 ナンとジョー先生：1993年『リトル・メン』を基にした作品。世界名作劇場。

### 漫画化
（アニメのコミカライズは割愛）
- 立津梯十『童話漫画 若草物語』太閤堂書店。（出版年不明。昭和20年代後期から30年代前半?）[427]
- 南義郎『若草物語』集英社〈おもしろ漫画文庫〉、1953年。
- 小林健一『若草物語』集英社〈集英社少女漫画文庫〉、1959年。
- 北島洋子『若草物語 : りぼんお正月特大号ふろく』集英社〈りぼんカラーシリーズ〉、1967年。
- 北島洋子『若草物語』ユニコン出版〈世界名作コミック〉、1976年。
- 三鈴緑一『若草物語』集英社〈モンキー文庫 名作漫画シリーズ〉、1977年。
- 奥村真理子『美しいポリー』若木書房〈ティーン・コミックス・デラックス〉、1977年。
- うらのちかこ『美しいポリー』集英社〈モンキー文庫 名作漫画シリーズ〉、1977年。
- ときまつさなえ『若草物語』サンマーク出版〈コミック版世界名作全集〉、1983年。
- 倉沢むつき『若草物語』旺文社〈旺文社名作まんがシリーズ〉、1985年。
- 高河ゆん『若草物語』学研〈ハイコミック名作〉、1985年。
- 北島洋子『若草物語』小学館〈てんとう虫コミックス 世界名作まんが〉、1989年。
- nev『若草物語』学研プラス〈マンガジュニア名作シリーズ〉、2011年。
- 高瀬直子『若草物語』小学館〈小学館学習まんが 世界名作館〉、2012年。

## 派性作品
- Norma Johnston (1997). Lotta's Progress. Avon Books
  - ノーマ・ジョンストン 著、谷口由美子 訳『ロッタの夢 オルコット一家に出会った少女』岩波書店〈岩波少年文庫〉、2022年。
- Julie Dunlap; Marybeth Lorbiecki (2002). Louisa May and Mr.Thoreau's flute. Mary Azarian 絵. Dial
  - ジュリー・ダンラップ、メアリベス・ロルビエッキ 著、長田弘 訳『ルイーザ・メイとソローさんのフルート』メアリー・アゼアリアン 絵、BL出版、2006年。
- Geraldine Brooks 著 March, 2005年
  - ジェラルディン・ブルックス 著、高山真由美 訳『マーチ家の父 もうひとつの若草物語』武田ランダムハウスジャパン、2010年。ISBN 978-4270005828。: 2006年度ピューリッツァー賞 フィクション部門受賞

A Louisa May Alcott Mystery（名探偵オルコットシリーズ）
- Anna Maclean (2004). Louisa and the Missing Heiress. A Signet Book
  - アンナ・マクリーン 著、藤村裕美 訳『ルイザと女相続人の謎』東京創元社〈創元推理文庫〉、2008年。
- Anna Maclean (2005). Louisa and the Country Bachelor. Penguin Publishing Group
  - アンナ・マクリーン 著、藤村裕美 訳『ルイザの不穏な休暇』東京創元社〈創元推理文庫〉、2009年。
- Anna Maclean (2006). Louisa and the Crystal Gazer. Penguin Publishing Group
  - アンナ・マクリーン 著、藤村裕美 訳『ルイザと水晶占い師』東京創元社〈創元推理文庫〉、2010年。